# Schleswig-Holstein

Landessymbol Schleswig-Holsteins (Jedermann-Wappen)

Schleswig-Holstein ([/ˈʃleːsvɪç ˈhɔlʃtaɪ̯n/] ⓘ; amtlich Land Schleswig-Holstein; niederdeutsch Sleswig-Holsteen, dänisch Slesvig-Holsten, nordfriesisch Slaswik-Holstiinj, Abkürzung SH) ist eine parlamentarische Republik und ein teilsouveräner Gliedstaat (Land) der Bundesrepublik Deutschland. Die Landeshauptstadt und bevölkerungsreichste Stadt des Landes ist die Großstadt Kiel; weitere Oberzentren sind die Großstadt Lübeck sowie die Mittelstädte Flensburg und Neumünster.
Das Land zwischen den Meeren Nord- und Ostsee ist nach dem Saarland das zweitkleinste deutsche Flächenland. Schleswig-Holstein nimmt mit einer Fläche von rund 15.800 Quadratkilometern den zwölften Platz unter den 16 deutschen Ländern ein und steht bei der Einwohnerzahl mit knapp 3 Millionen Menschen auf dem neunten Platz.
Das heutige Land ging am 23. August 1946, also kurz nach dem Zweiten Weltkrieg, aus der Provinz Schleswig-Holstein im Freistaat Preußen hervor. Es grenzt im Norden an die dänische Region Syddanmark, über eine Seegrenze im Fehmarnbelt an die dänische Region Sjælland, im Süden an das Land Niedersachsen und die Freie und Hansestadt Hamburg sowie im Südosten an das Land Mecklenburg-Vorpommern.

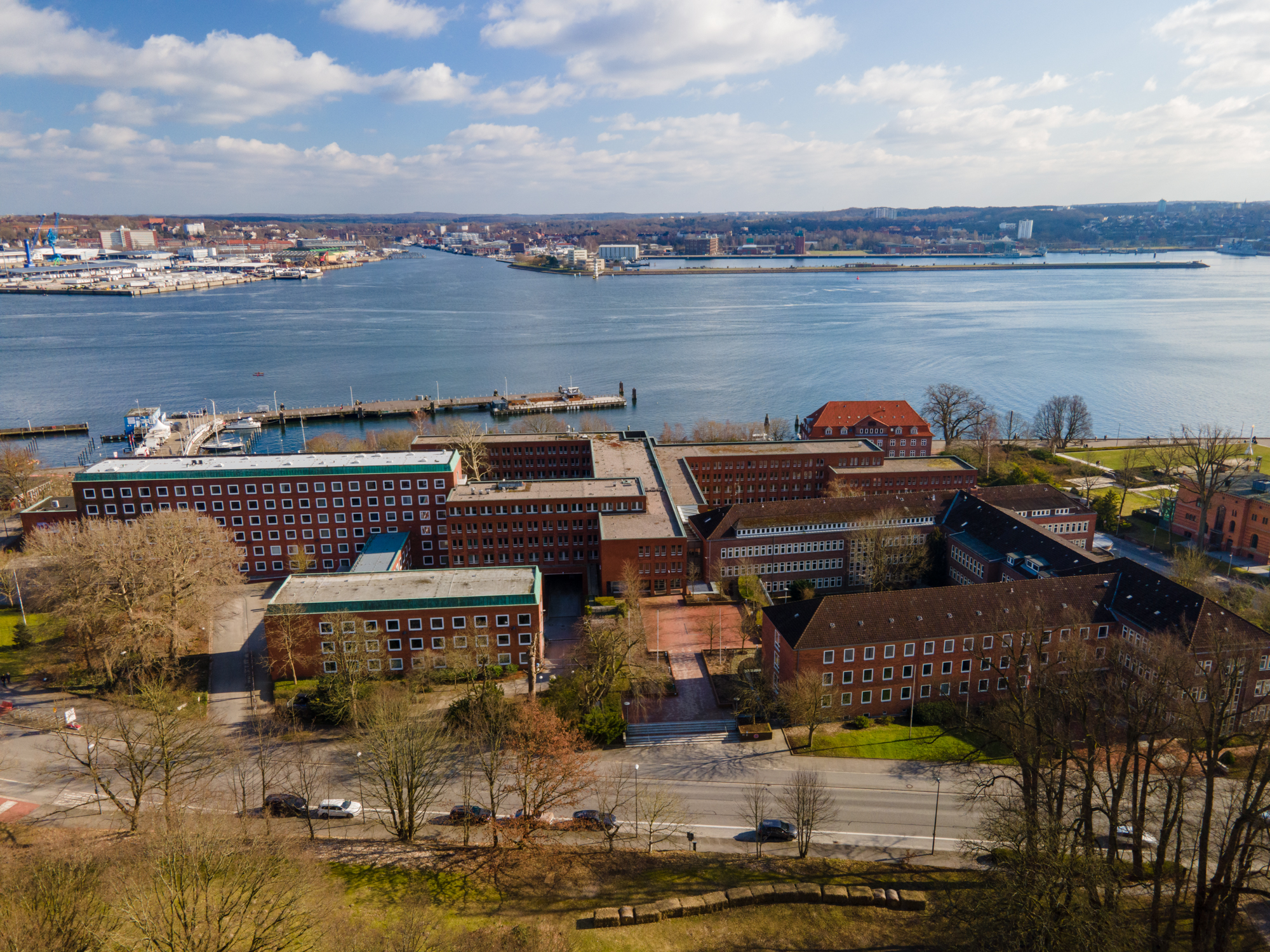
Landesregierung des Landes Schleswig-Holstein mit Sitz in Kiel

## Geographie

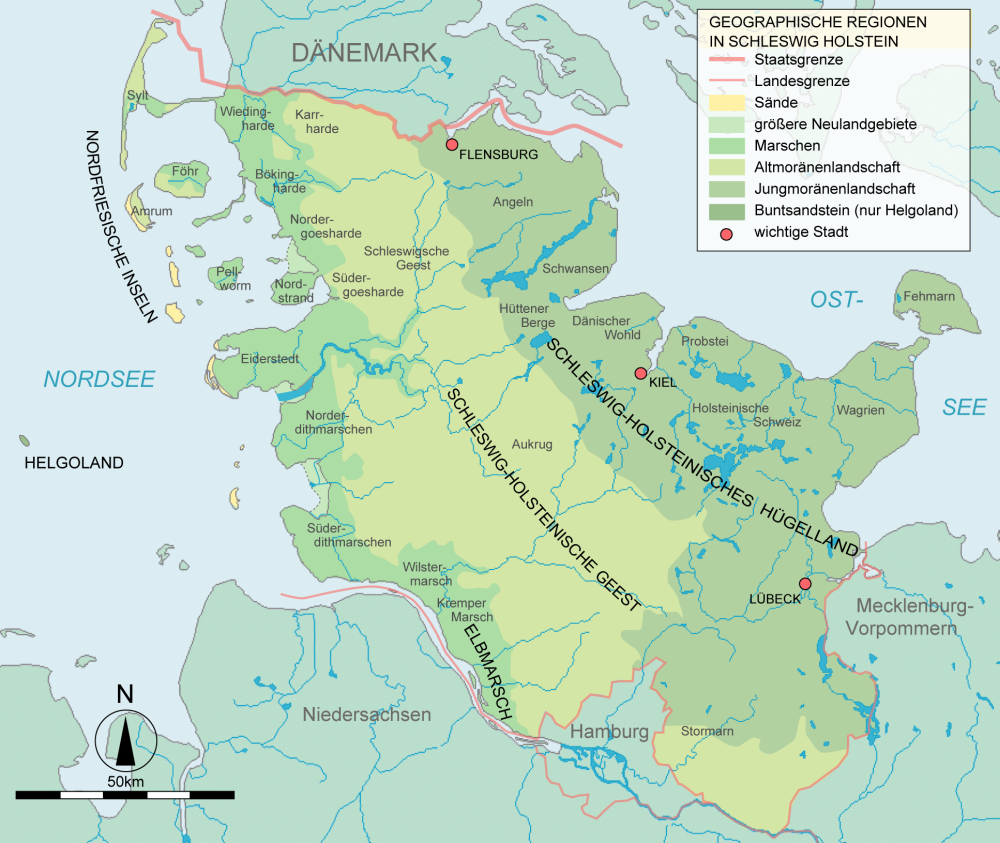
Naturlandschaften in Schleswig-Holstein

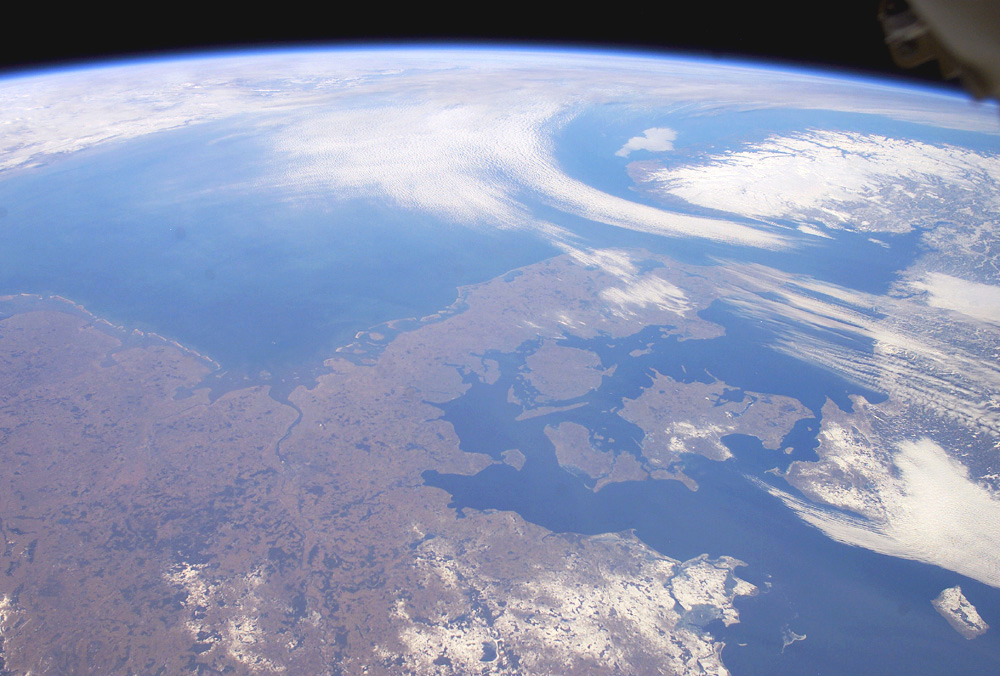
Schleswig-Holstein aus dem All

Geografisch besteht Schleswig-Holstein aus dem südlichen Gebiet der Kimbrischen Halbinsel (Jütland) und einem Teil der Norddeutschen Tiefebene. Es ist eingeschlossen zwischen der Nordsee im Westen, der Ostsee und Mecklenburg-Vorpommern im Osten, Hamburg und Niedersachsen im Süden und Dänemark im Norden. In der Kleinstadt Nortorf befindet sich der geographische Mittelpunkt Schleswig-Holsteins.
Historisch gesehen besteht das heutige Schleswig-Holstein aus dem südlichen Teil des Herzogtums Schleswig, der Hansestadt Lübeck sowie den beiden Herzogtümern Holstein und Lauenburg. Die Flüsse Eider und Levensau markierten die Grenze zwischen den Herzogtümern Schleswig und Holstein und waren bis 1806 bzw. 1864 (Deutsch-Dänischer Krieg) auch die Nordgrenze des Heiligen Römischen Reiches bzw. des Deutschen Bundes: Holstein gehörte im Gegensatz zu Schleswig staatsrechtlich zu Deutschland, wenngleich es bis 1864 in Personalunion vom dänischen König regiert wurde. Nachdem aus den beiden Herzogtümern Schleswig und Holstein die preußische Provinz Schleswig-Holstein gebildet worden war, wurde 1876 das Herzogtum Lauenburg als Kreis angegliedert. Mit dem „Gesetz über Groß-Hamburg und andere Gebietsbereinigungen“ (Groß-Hamburg-Gesetz) fielen 1937 der Landesteil Lübeck (Kreis Eutin) des Freistaats Oldenburg, die Hansestadt Lübeck und die vormals Hamburger Exklaven Geesthacht, Großhansdorf und Schmalenbeck an Schleswig-Holstein. Im Tausch dafür gingen die holsteinischen Städte Altona (bis dahin größte Stadt des Landes) und Wandsbek sowie mehrere Landgemeinden, darunter Blankenese, an Hamburg.

### Landschaftsformen
Schleswig-Holstein lässt sich von Ost nach West in vier verschiedene Landschaftseinheiten gliedern:
- Jungmoränenlandschaft
- Niedere Geest
- Hohe Geest
- Marsch

Zur östlichen Jungmoränenlandschaft zählt mit ihren Förden- und Buchtenküste, den kuppigen Grundmoränengebieten sowie der seenreichen Holsteinischen Schweiz, auch das Schleswig-Holsteinische Hügelland bzw. Östliches Hügelland. Westlich schließt sich die Niedere Geest an, die aus weichselzeitlichen Schmelzwasserablagerungen besteht. Das zugehörige Schmelzwasser floss nach Westen zur trockenliegenden Senke der Nordsee und in das darin eingetiefte Urstromtal der Paläo-Elbe ab. Dabei umflossen sie hochliegende Grundmoränenplatten und Endmoränenzüge der Saale-Eiszeit, die heute die Landschaftselemente der Hohen Geest bilden und zur Altmoränenlandschaft gehören. Im Westen wurden die Schmelzwassersande dann bei der nacheiszeitlichen Meerestransgression von holozänen Marschsedimenten der Nordsee überlagert.

### Naturräume
Die Westküste ist durch das Wattenmeer geprägt, wobei im Nordteil (Nordfriesland) neben den Nordfriesischen Inseln zahlreiche Halligen vorgelagert sind. Die Halbinsel Eiderstedt ragt weiter ins Meer hinein. Die Landschaftsnamen der Wiedingharde und der Bökingharde waren zuletzt (bis 2007) nur noch als Bezeichnung zweier Ämter erhalten geblieben. Südlich davon, und schon teilweise im Bereich der Geest liegend, befindet sich zwischen den Flussläufen Soholmer Au und Arlau die Nordergoesharde, sowie zwischen letztgenannter und Husumer Mühlenau die Südergoesharde. Letztere ist größtenteils (bis auf die Hattstedtermarsch) eine Geestlandschaft. Die weiter westlich in der Deutschen Bucht als Teil der Nordsee vorgelagerte Insel Helgoland gehört ebenfalls zu Schleswig-Holstein.
Südlich von Nordfriesland liegt zwischen Eider- und Elbmündung die Landschaft Dithmarschen, die sich aus den Gebieten Norderdithmarschen und Süderdithmarschen zusammensetzt. Daran schließen dann die Elbmarschen mit der Wilstermarsch und der Kremper Marsch an. Größter Fluss des Landes ist die Eider, höchste Erhebung der Bungsberg (168 m).
Die ebenfalls sehr fruchtbare Ostküste ist durch Förden und Buchten in die hügeligen Halbinseln Angeln, Schwansen, Dänischer Wohld und Wagrien gegliedert. Die Landschaft um die großen Holsteinischen Seen wird als Holsteinische Schweiz bezeichnet. Die Landschaft der Hüttener Berge liegt im Binnenland an der Grenze zur Geest.
Die Geest selbst konnte aufgrund der für den Ackerbau wenig geeigneten Böden erst spät erschlossen werden – selbst die Versuche der Heide- und Moorkolonisation im 18. Jahrhundert können noch als gescheitert angesehen werden. Entsprechend dünn gesät sind hier die traditionellen Landschaften. Dabei sind besonders die Schleswigsche Geest auf der schon früh für den Verkehr wichtigen Landenge zwischen Schlei und der Eider mit der bereits genannten Südergoesharde und der Landschaft Stapelholm zu nennen. Bei Neumünster liegt der Naturpark Aukrug und östlich von Hamburg die Landschaft Stormarn, deren östlicher Teil heute den Kreis Stormarn bildet. Im Verhältnis zu den anderen Flächenländern ist Schleswig-Holstein waldarm, die Wälder bedecken nur rund elf Prozent der Landesfläche.

### Regionen

Lübeck spielte immer eine Sonderrolle in Schleswig-Holstein. Das eigentliche Hinterland war Mecklenburg. Dennoch wird das Holstentor von vielen als ein Wahrzeichen des Landes empfunden.

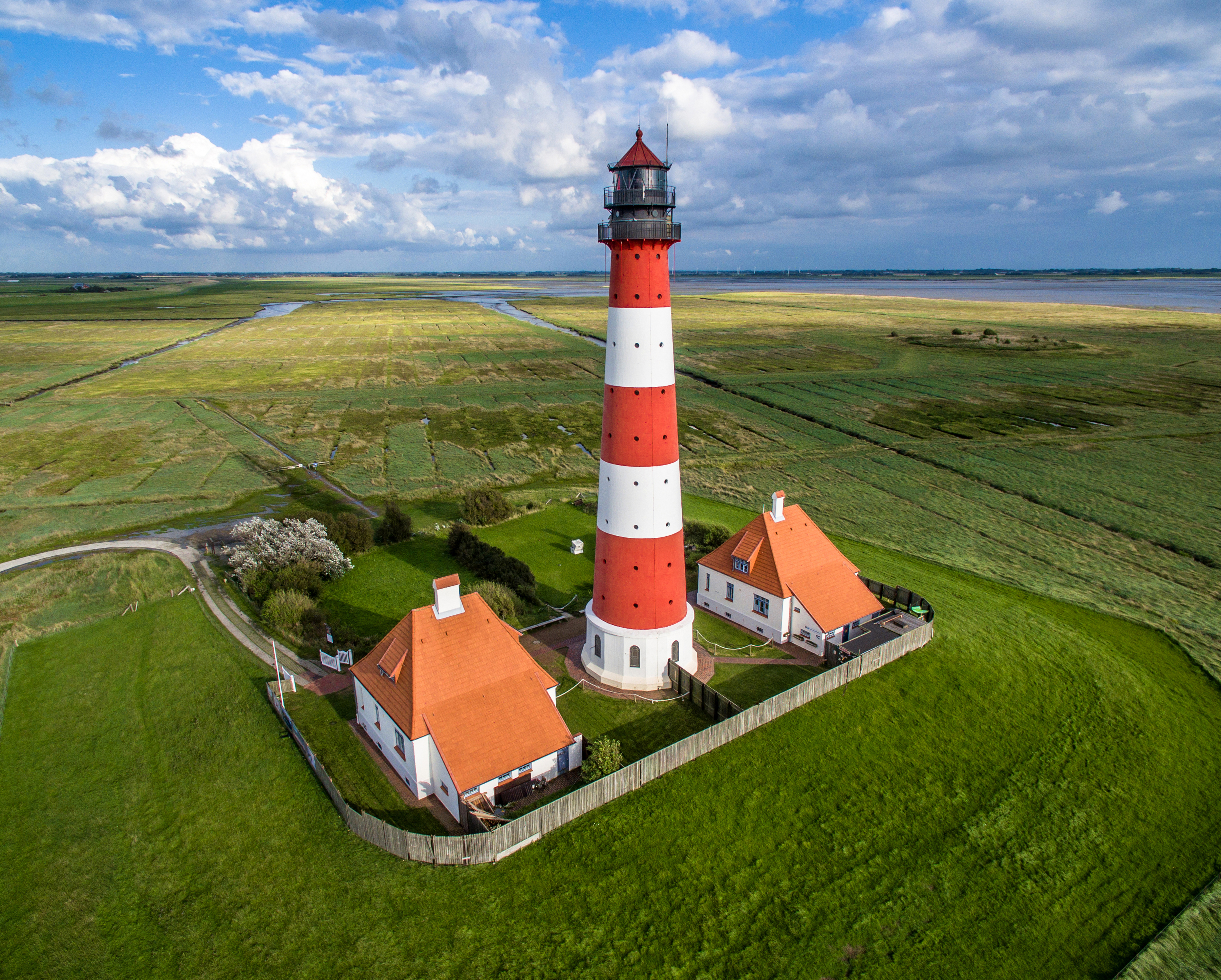
Ein Symbol Schleswig-Holsteins: Leuchtturm Westerheversand

- Angeln
- Bökingharde
- Dänischer Wohld
- Dithmarschen
- Eiderstedt
- Grafschaft Rantzau
- Haseldorfer Marsch
- Holsteinische Schweiz
- Hüttener Berge
- Herzogtum Lauenburg
- Krempermarsch
- Luusangeln
- Nordfriesland
- Probstei
- Schleswigsche Geest
- Schwansen
- Steinburg
- Stapelholm
- Stormarn
- Wagrien
- Mittelholstein
- Wiedingharde
- Wilstermarsch
- Wiesharde

### Natur- und Landschaftsschutz
Das Land beherbergt mit dem Nationalpark Schleswig-Holsteinisches Wattenmeer den größten Nationalpark Mitteleuropas, der zum Teil auch als Biosphärenreservat ausgewiesen ist. Außerdem liegt mit den Naturschutzgebieten „Hohes Elbufer zwischen Tesperhude und Lauenburg“ und „Lauenburger Elbvorland“ als Kerngebieten ein – wenn auch geringer – Teil des Biosphärenreservats Flusslandschaft Elbe in Schleswig-Holstein.
Insgesamt wurden in den letzten 80 Jahren durch Landesverordnungen insgesamt 189 Naturschutzgebiete und 275 Landschaftsschutzgebiete festgelegt. Ohne den Nationalpark nehmen die Gebiete 2000 km² ein, wovon etwa 1600 km² Meer- oder Wattgebiete sind. Oft betreuen Naturschutzverbände die Gebiete aufgrund eines Vertrages mit dem Land. Zusätzlich bestehen sechs Naturparks: Naturpark Schlei, Naturpark Hüttener Berge, Naturpark Westensee, Naturpark Aukrug, Naturpark Holsteinische Schweiz und Naturpark Lauenburgische Seen. Keiner schließt Meeres- oder Küstengebiete ein. Unmittelbar an den Naturpark Lauenburgische Seen schließt in Mecklenburg-Vorpommern das Biosphärenreservat Schaalsee an.
Eine Besonderheit ist die Haseldorfer Graureiherkolonie, ein Artenschutzgebiet in Haseldorf, Kreis Pinneberg. Sie ist die größte und eine der bedeutendsten Brutkolonien des Graureihers in Schleswig-Holstein.
Siehe auch
- Liste der Gewässer in Schleswig-Holstein
- Liste von Erhebungen in Schleswig-Holstein
- Liste der Naturdenkmale in Schleswig-Holstein
- Liste der Landschaftsschutzgebiete in Schleswig-Holstein
- Liste der Naturschutzgebiete in Schleswig-Holstein
- Liste der naturräumlichen Einheiten in Schleswig-Holstein
- Liste der Naturerlebnisräume in Schleswig-Holstein
- Liste der Geotope in Schleswig-Holstein
- Landesbeauftragter für Naturschutz in Schleswig-Holstein

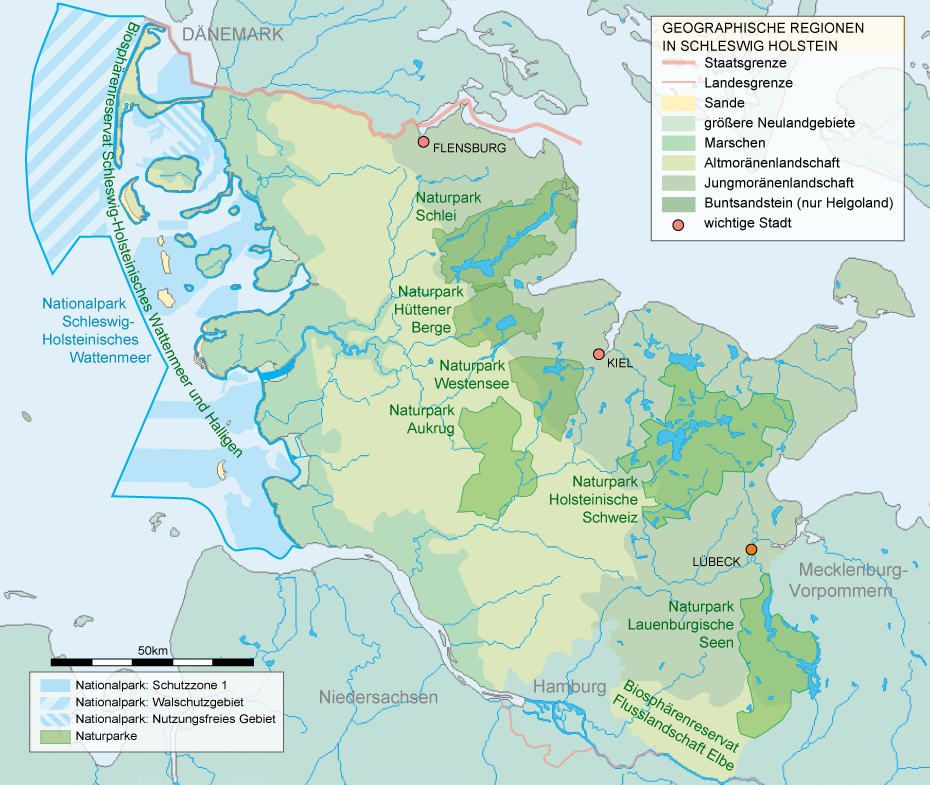
National- und Naturparks
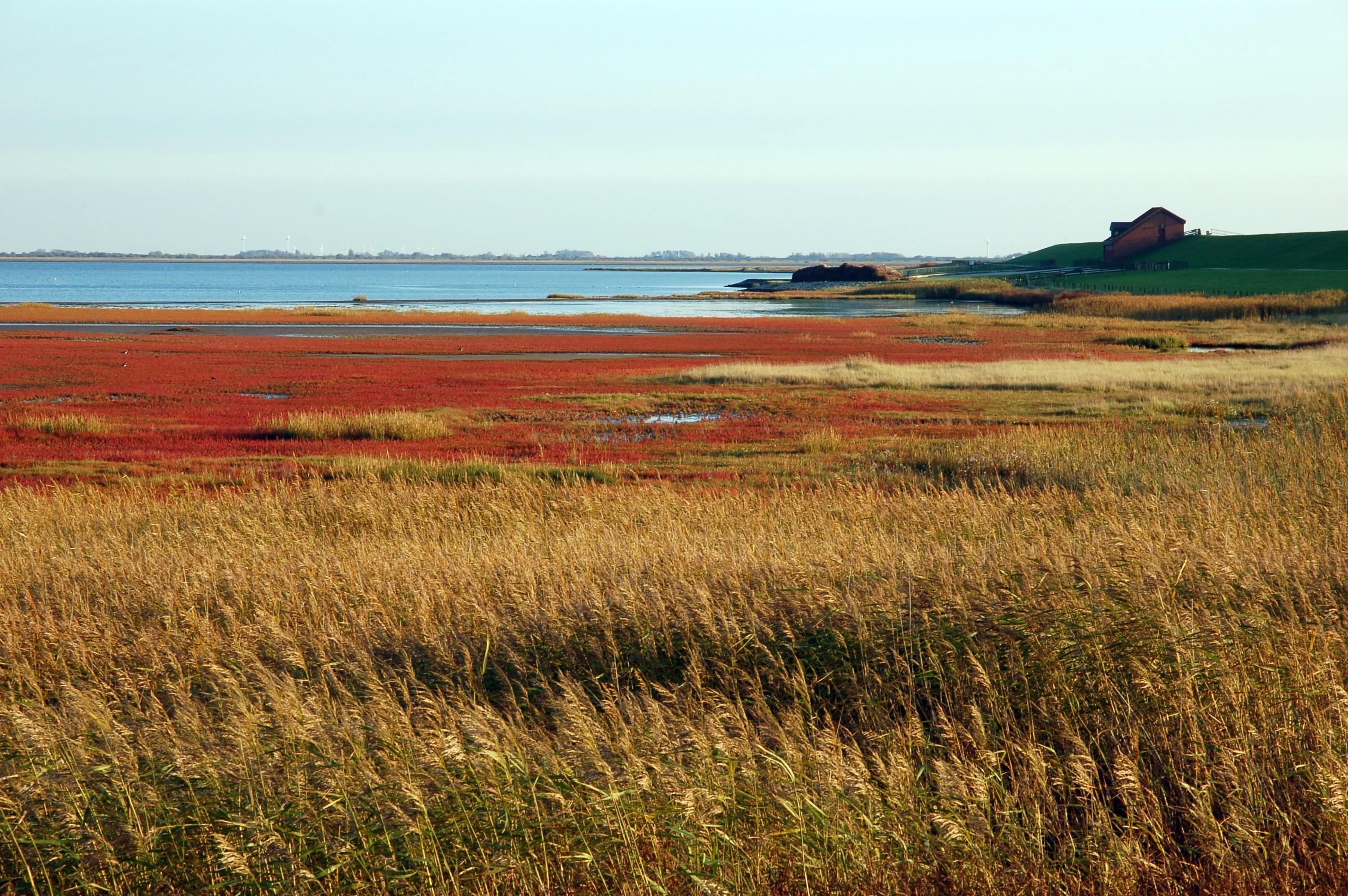
Landgewinnung im Beltringharder Koog
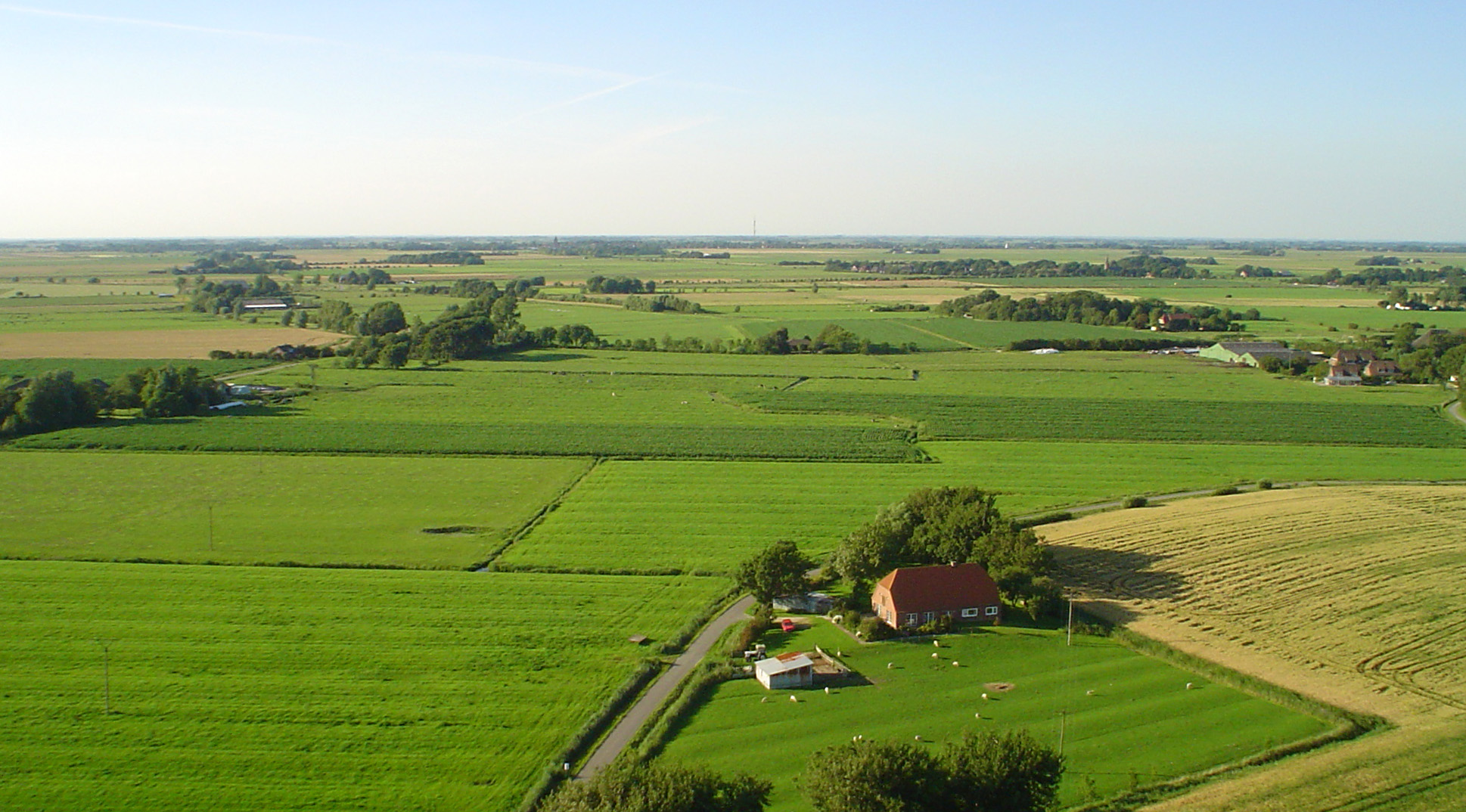
Marsch auf Eiderstedt
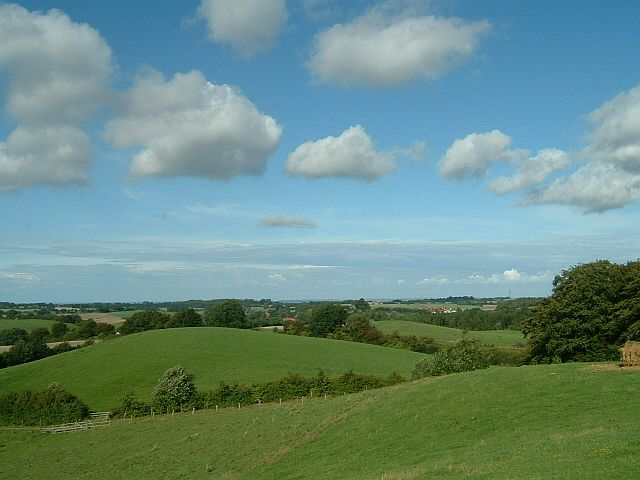
Ostholsteinisches Hügelland

### Klima
Schleswig-Holstein liegt in der Westwindzone. Das Klima wird von Tiefdruckgebieten vom Nordatlantik geprägt, die das ganze Jahr für unbeständige Bedingungen sorgen. Das Klima in Schleswig-Holstein entspricht der Klimazone Cfb (Ozeanklima nach Köppen-Geiger), mit relativ ausgeglichenen Durchschnittstemperaturen und relativ ausgeglichenen Niederschlägen im Tages- sowie Jahresverlauf, sowie einer relativ hohen relativen Luftfeuchte. Durch die relative Küstennähe jedes Punktes im Bundesland ist das Klima stark maritim geprägt mit relativ hohen Windgeschwindigkeiten im Durchschnitt, einer relativ hohen Sturmintensität sowie relativ vielen Sturmtagen im Jahr. Das Klima variiert je nach Parameter stark oder leicht zwischen unterschiedlichen Orten, jedoch gibt es einen Gradient in der Kontinentalität, der ungefähr entlang einer Achse Nordwest-Südost verläuft und Richtung Südosten zunimmt. Während weiter östlich und vor allem südöstlich also das Klima tendenziell etwas kontinentaler sowie auch stärker von der Ostsee beeinflusst ist – und damit im Schnitt etwas kühler und regenärmer – ist es Richtung Westküste etwas maritimer – und damit etwas milder und teilweise deutlich regenreicher. Die gezeigten Klimatabellen zu Kiel und Itzehoe zeigen die tendenziellen Unterschiede auf: Die durchschnittliche Jahrestemperatur liegt für Kiel (Ostsee) ca. 0,3 °C unter der von Itzehoe (nahe Nordsee bzw. Unterelbe), während der akkumulierte Jahresniederschlag mit 750 mm in Kiel erheblich niedriger ist als in Itzehoe (856 mm). Die durchschnittlichen Sonnenstunden beider Orte sind etwa identisch, während die Sonnenstunden in Itzehoe leicht ausgeglichener sind über das Jahr verteilt. Die Unterschiede im Niederschlag können also in Schleswig-Holstein räumlich stark variieren und sich speziell im Beispiel Kiel-Itzehoe selbst auf der Achse Nordost – Südwest stark unterscheiden, auch wenn der Gradient der Kontinentalität eher grob entlang der Achse Nordwest-Südost verläuft. Neben dem Niederschlag variiert vor allem das Windklima räumlich relativ stark. Im nördlichen Schleswig-Holstein sowie an den Küsten ist die Windgeschwindigkeit im Schnitt höher als im südlichen Schleswig-Holstein. Die Abnahme der Windgeschwindigkeit im Binnenland folgt in der Richtung und Intensität ähnlich dem des Gradienten der Kontinentalität.
In Schleswig-Holstein wie auch in Hamburg ist das sogenannte Schmuddelwetter (niederdeutsch: Schietwedder) bekannt, eine Wetterlage, die zu jeder Jahreszeit auftreten kann und durch eine tief hängende Wolkendecke geprägt ist und Niesel- oder Sprühregen bringt. Aufgrund des maritimen Klimas ist es nicht selten, dass Schleswig-Holstein im Sommer das kühlste Bundesland ist und im Winter zu den milderen Regionen in Deutschland gehört.
Im Vergleich zu anderen Bundesländern ist die Tornado-Häufigkeit in Schleswig-Holstein relativ hoch und wird diesbezüglich nur knapp durch Mecklenburg-Vorpommern übertroffen.

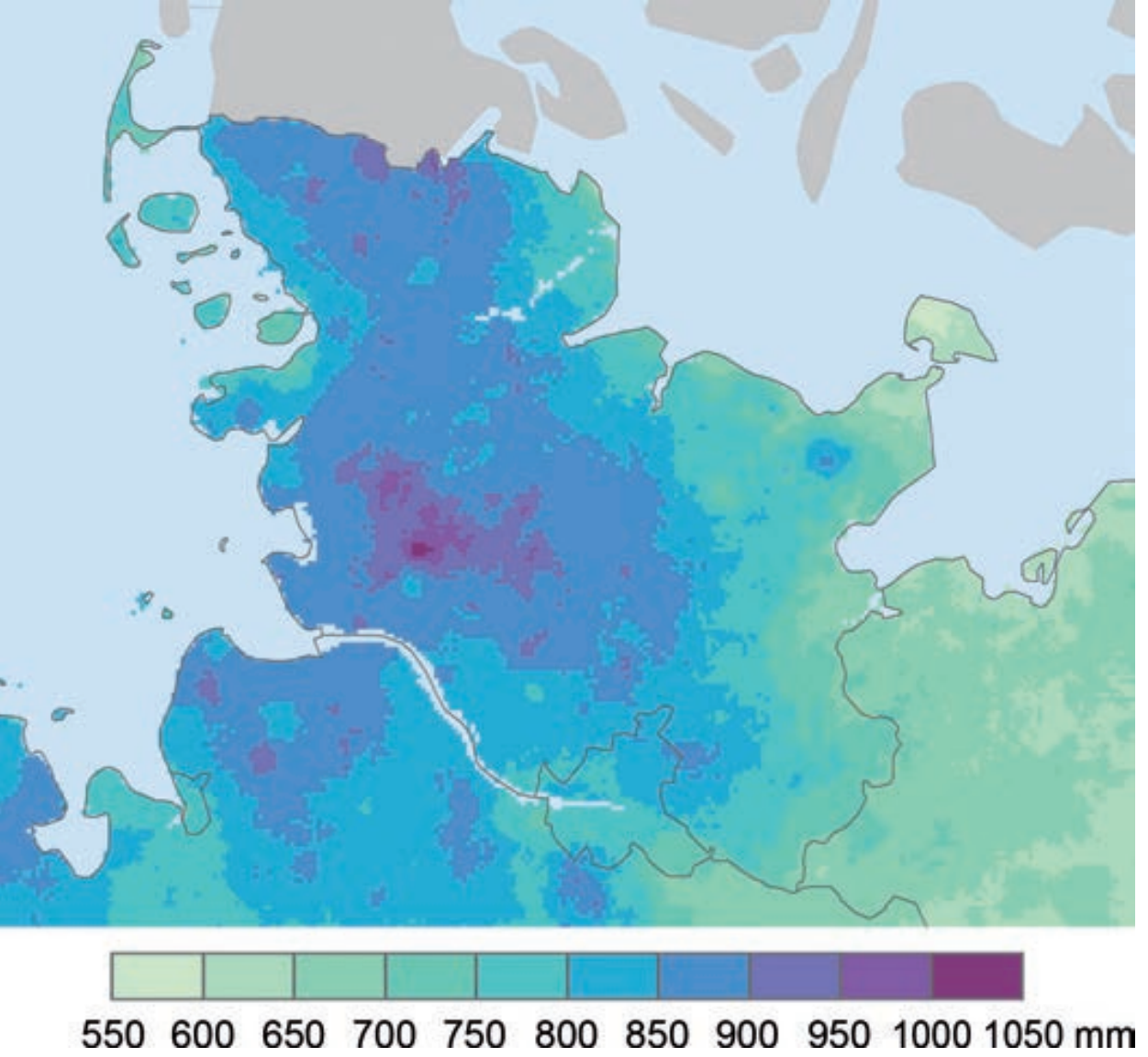
Jährliche Niederschlagshöhe in Schleswig-Holstein im Zeitraum 1981–2010 als Flächendarstellung der Rasterwerte (1 km × 1 km).

|                        | Jan  | Feb  | Mär | Apr  | Mai  | Jun  | Jul  | Aug  | Sep  | Okt  | Nov | Dez |   |      |
| Mittl. Temperatur (°C) | 1,6  | 1,9  | 4   | 8,2  | 12,5 | 15,6 | 17,9 | 17,6 | 14,7 | 10,4 | 6   | 3   | ⌀ | 9,5  |
| Mittl. Tagesmax. (°C)  | 3,5  | 4,3  | 7,3 | 12,2 | 16,3 | 19,2 | 21,6 | 21   | 17,9 | 12,9 | 7,9 | 4,8 | ⌀ | 12,4 |
| Mittl. Tagesmin. (°C)  | −0,4 | −0,4 | 0,9 | 4,3  | 8,3  | 11,6 | 14,1 | 14   | 11,6 | 8    | 4   | 1,2 | ⌀ | 6,5  |
|                        |      |      |     |      |      |      |      |      |      |      |     |     |   |      |
| Niederschlag (mm)      | 63   | 50   | 54  | 48   | 62   | 73   | 79   | 78   | 63   | 61   | 57  | 62  | Σ | 750  |
|                        |      |      |     |      |      |      |      |      |      |      |     |     |   |      |
| Sonnenstunden (h/d)    | 2,4  | 3,4  | 4,9 | 8,0  | 9,5  | 9,8  | 10,0 | 9,2  | 6,9  | 4,8  | 3,1 | 2,3 | ⌀ | 6,2  |
|                        |      |      |     |      |      |      |      |      |      |      |     |     |   |      |
| Regentage (d)          | 9    | 8    | 8   | 8    | 8    | 9    | 10   | 10   | 8    | 9    | 9   | 9   | Σ | 105  |
|                        |      |      |     |      |      |      |      |      |      |      |     |     |   |      |
| Luftfeuchtigkeit (%)   | 86   | 83   | 80  | 75   | 73   | 72   | 74   | 75   | 78   | 82   | 87  | 86  | ⌀ | 79,2 |

| −0,4 |

| −0,4 |

| 0,9 |

| 4,3 |

| 8,3 |

| 11,6 |

| 14,1 |

| 14 |

| 11,6 |

| 8 |

| 4 |

| 1,2 |

| −0,4 |

| −0,4 |

| 0,9 |

| 4,3 |

| 8,3 |

| 11,6 |

| 14,1 |

| 14 |

| 11,6 |

| 8 |

| 4 |

| 1,2 |

| N i e d e r s c h l a g | 63  | 50  | 54  | 48  | 62  | 73  | 79  | 78  | 63  | 61  | 57  | 62  |
|                         | Jan | Feb | Mär | Apr | Mai | Jun | Jul | Aug | Sep | Okt | Nov | Dez |

|                        | Jan  | Feb  | Mär | Apr  | Mai  | Jun  | Jul  | Aug  | Sep  | Okt  | Nov | Dez |   |      |
| Mittl. Temperatur (°C) | 1,9  | 2,1  | 4,5 | 8,8  | 13   | 15,9 | 18,1 | 17,8 | 14,8 | 10,5 | 6,1 | 3,2 | ⌀ | 9,8  |
| Mittl. Tagesmax. (°C)  | 3,8  | 4,7  | 7,9 | 13,1 | 17,1 | 19,7 | 21,9 | 21,4 | 18,2 | 13,3 | 8,1 | 5   | ⌀ | 12,9 |
| Mittl. Tagesmin. (°C)  | −0,1 | −0,2 | 1,1 | 4,5  | 8,5  | 11,7 | 14,1 | 14,1 | 11,6 | 7,9  | 4   | 1,3 | ⌀ | 6,6  |
|                        |      |      |     |      |      |      |      |      |      |      |     |     |   |      |
| Niederschlag (mm)      | 73   | 58   | 61  | 53   | 70   | 80   | 90   | 88   | 72   | 72   | 66  | 73  | Σ | 856  |
|                        |      |      |     |      |      |      |      |      |      |      |     |     |   |      |
| Sonnenstunden (h/d)    | 2,5  | 3,5  | 4,9 | 8,0  | 9,4  | 9,7  | 9,9  | 9,1  | 6,9  | 4,8  | 3,1 | 2,3 | ⌀ | 6,2  |
|                        |      |      |     |      |      |      |      |      |      |      |     |     |   |      |
| Regentage (d)          | 10   | 8    | 9   | 9    | 9    | 9    | 10   | 11   | 9    | 9    | 9   | 10  | Σ | 112  |
|                        |      |      |     |      |      |      |      |      |      |      |     |     |   |      |
| Luftfeuchtigkeit (%)   | 85   | 83   | 79  | 72   | 70   | 71   | 73   | 75   | 78   | 82   | 87  | 86  | ⌀ | 78,4 |

| −0,1 |

| −0,2 |

| 1,1 |

| 4,5 |

| 8,5 |

| 11,7 |

| 14,1 |

| 14,1 |

| 11,6 |

| 7,9 |

| 4 |

| 1,3 |

| −0,1 |

| −0,2 |

| 1,1 |

| 4,5 |

| 8,5 |

| 11,7 |

| 14,1 |

| 14,1 |

| 11,6 |

| 7,9 |

| 4 |

| 1,3 |

| N i e d e r s c h l a g | 73  | 58  | 61  | 53  | 70  | 80  | 90  | 88  | 72  | 72  | 66  | 73  |
|                         | Jan | Feb | Mär | Apr | Mai | Jun | Jul | Aug | Sep | Okt | Nov | Dez |

#### Anstieg des Meeresspiegels
Als einziges Bundesland grenzt Schleswig-Holstein sowohl an die Nordsee als auch an die Ostsee und ist daher besonders anfällig für die Bedrohungen durch den Anstieg des Meeresspiegels, da fast 25 % der Landesfläche nur knapp über dem Meeresspiegel liegen. Diese Gebiete sind vor allem im Marschland an der Nordseeküste sowie in einigen Teilen der Ostseeküste zu finden.

## Bevölkerung

### Demografie
| Zusammengefasste Geburtenziffer in Schleswig-Holstein | Zusammengefasste Geburtenziffer in Schleswig-Holstein |
| ----------------------------------------------------- | ----------------------------------------------------- |
| 2000                                                  | 1,43                                                  |
| 2005                                                  | 1,37                                                  |
| 2010                                                  | 1,45                                                  |
| 2015                                                  | 1,51                                                  |
| 2018                                                  | 1,58                                                  |

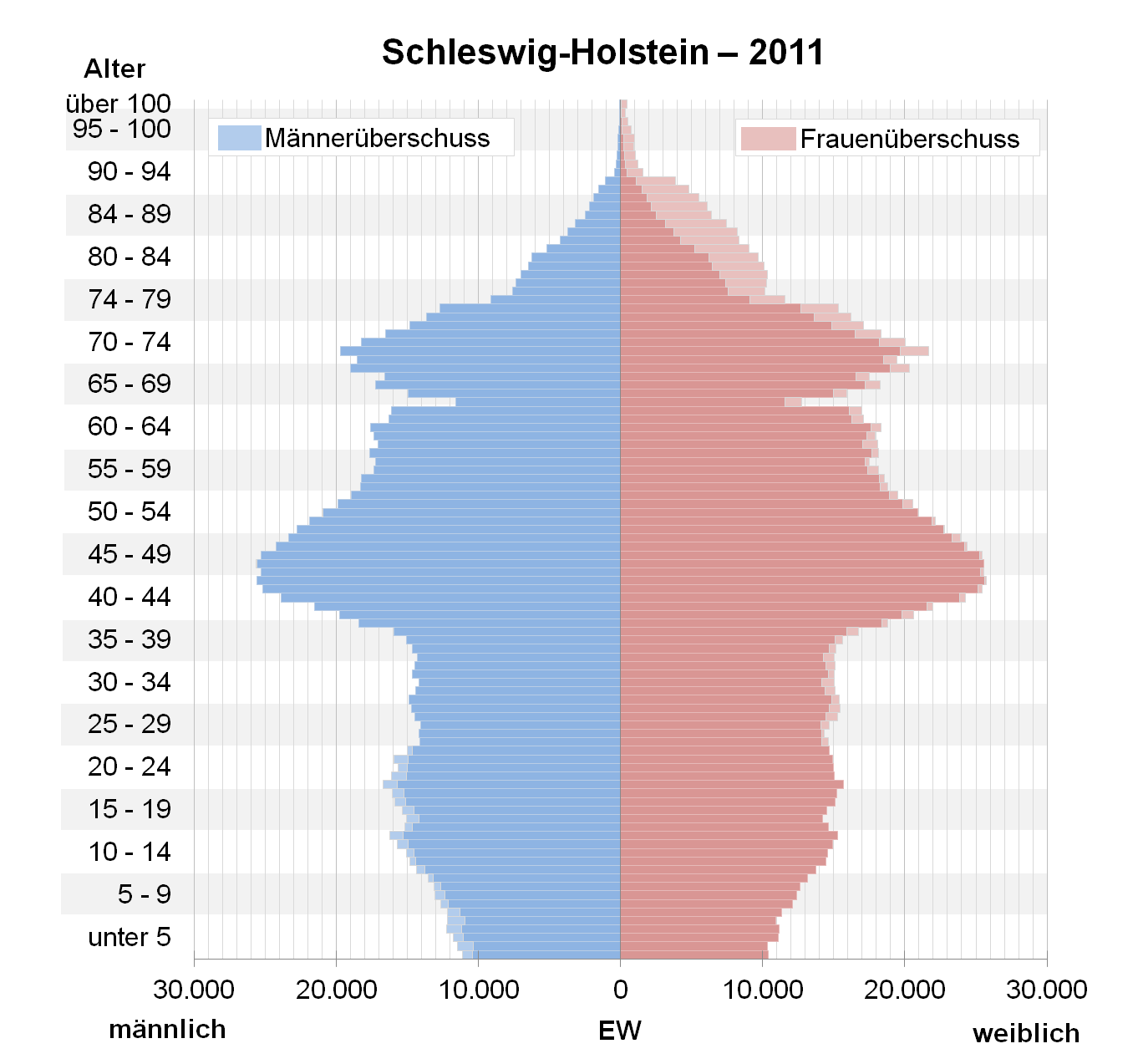
Bevölkerungspyramide für Schleswig-Holstein (Datenquelle: Zensus 2011)

Schleswig-Holstein hat knapp 3 Millionen Einwohner; die Bevölkerungsdichte von 183 Einwohnern/km² lag 2019 rund ein Fünftel unter dem Bundesdurchschnitt (Stand: Dezember 2019). Altersaufbau und Geschlechterverteilung entsprechen weitgehend den bundesweiten Verhältnissen.
Von den Frauen sind 45,7 % verheiratet, 12,9 % verwitwet und 6,4 % geschieden. Bei den Männern sind es 47,7 %, 2,6 % und 5,4 %. Die Bevölkerung ist geografisch ungleichmäßig verteilt. Neben den kreisfreien Städten ist das Hamburger Umland, insbesondere die Kreise Pinneberg und Stormarn, dicht besiedelt, der Landesteil Schleswig und der Kreis Dithmarschen dagegen vergleichsweise dünn.
Hinsichtlich Fläche und Bevölkerung besitzt Schleswig-Holstein einige Superlative. So ist das Land in der Liste der flächenkleinsten Gemeinden in Deutschland neunmal vertreten, z. B. mit der zweitkleinsten Gemeinde Arnis. In der Liste der kleinsten Gemeinden in Deutschland nach Einwohnerzahl 25-mal, z. B. mit der kleinsten Gemeinde Gröde und der Gemeinde Wiedenborstel, das die niedrigste Bevölkerungsdichte aller deutschen Gemeinden aufweist. Schleswig-Holstein ist durch eine Vielzahl kleiner Gemeinden geprägt. Die nach Fläche größte Gemeinde Schleswig-Holsteins ist die Hansestadt Lübeck, die lange Jahre eine freie Reichsstadt war. Dagegen ist Arnis die kleinste Stadt Deutschlands, sowohl nach Einwohnerzahl als auch nach Fläche. In der Liste der flächenkleinsten Städte in Deutschland ist Schleswig-Holstein 17-mal vertreten, obwohl Schleswig-Holstein nur 63 Städte beherbergt. Allein die vier flächenkleinsten Städte in Deutschland liegen in Schleswig-Holstein und fünf weitere bis Platz 16.
Die durchschnittliche Lebenserwartung lag im Zeitraum 2015/17 bei 78,1 Jahren für Männer und bei 82,8 Jahren für Frauen. Die Männer belegen damit unter den deutschen Bundesländern Rang 6, während Frauen Rang 11 belegen. Die Einwohner Schleswig-Holsteins belegten im deutschlandweiten Glücksatlas 2022 den ersten Rang unter den 16 Bundesländern.

### Ethnien

#### Ursprünglich ansässige Bevölkerung
Die historisch angestammte Bevölkerung ist (nieder-)sächsischen, anglischen, jütischen, friesischen und slawischen Ursprungs. Bis zur Völkerwanderung war das nördliche Schleswig-Holstein noch von den Angeln besiedelt. Hiervon zeugt noch heute die Landschaftsbezeichnung Angeln. Die aus Angeln nach Großbritannien ausgewanderten Angeln gaben dessen Landesteil England seinen Namen. In der Wikingerzeit siedelten im mittleren und östlichen Schleswig Dänen, im westlichen Schleswig Friesen, im mittleren und südwestlichen Holstein Sachsen und im Osten Holsteins und Lauenburgs die slawischen Stämme der Wagrier und Polaben.

#### Angestammte Minderheiten
In Schleswig-Holstein lebt eine dänische (angestammt im Landesteil Schleswig, inzwischen auch in Holstein), eine friesische (an der nordfriesischen Küste und auf den Inseln) und eine traditionelle Minderheit der Sinti und Roma (vor allem in den Großstädten Kiel und Lübeck sowie im Hamburger Umland). Diese Minderheiten stehen unter besonderem Schutz der schleswig-holsteinischen Landesverfassung nach Art. 6; ihre Minderheitensprachen stehen wie das Plattdeutsche unter dem Schutz nach der Europäischen Charta der Regional- und Minderheitensprachen.

#### Deutschstämmige Flüchtlinge und Vertriebene
Bezogen auf die eigene Einwohnerzahl nahm Schleswig-Holstein von allen westdeutschen Ländern während und nach dem Zweiten Weltkrieg am meisten Flüchtlinge bzw. Vertriebene auf. Diese stammten überwiegend aus Hinterpommern und Ostpreußen. So wuchs die Bevölkerung zwischen 1944 und 1949 um 1,1 Millionen. Die Integration der Flüchtlinge war vor allem in ländlichen Regionen von Konflikten geprägt.

#### Zuwanderung aus dem Ausland
Wegen der geografisch abgeschiedenen Lage und der eher schwachen Wirtschaftsentwicklung hat Schleswig-Holstein unter den westdeutschen Ländern den niedrigsten Anteil von Ausländern (1999: 5,1 %). Von den 140.000 hier lebenden Ausländern kommen gut drei Viertel aus Europa, davon 22 % der gesamten Ausländer aus den alten Ländern der Europäischen Union. Die größte Gruppe aller Ausländer stammte 2012 mit 30.000 Personen aus der Türkei, die zweitgrößte mit 15.400 aus Polen.

### Sprachen
Nach dem Wortlaut des § 82a I des Landesverwaltungsgesetzes Schleswig-Holstein von 1992 (LVwG SH), zuletzt geändert am 30. Juni 2016, ist „Deutsch“ Amtssprache im nördlichsten Bundesland, wobei juristisch unklar ist, ob damit nur die hochdeutsche Sprache gemeint ist oder auch das Niederdeutsch.
Partiell (räumlich und/oder sachlich) besitzen in Schleswig-Holstein neben Hochdeutsch die Regional- und Minderheitensprachen Niederdeutsch, Dänisch und Nordfriesisch den Rang von zugelassenen Amtssprachen: über die inzwischen klarstellende Regelung des § 82 b LVwG SH sind diese Sprachen ausdrücklich auch als Amtssprachen neben dem Hochdeutschen zugelassen, eine ähnliche Regelung besteht für das Nordfriesische in § 1 des Friesisch-Gesetzes. Für das Niederdeutsche ist der Geltungsbereich landesweit schon nach bisheriger Rechtsauffassung im Land und jetzt auch gemäß § 82 b LVwG SH, für das Dänische gilt der Status nach dieser Norm in Flensburg und den Kreisen Nordfriesland, Schleswig-Flensburg und Rendsburg-Eckernförde, für das Friesische im Kreis Nordfriesland und auf Helgoland.
Die Niederdeutsche Sprache, meist als Plattdeutsch bezeichnet, ist zudem nach der europäischen Charta der Regional- oder Minderheitensprachen als Regionalsprache gemäß Teil III der Charta, die dänische Sprache (meist in Form des Sydslesvigdansk) und die Nordfriesische Sprache (in ihren Dialekten) als Minderheitensprachen gemäß Teil III sowie Romanes als Minderheitensprache gemäß Teil II der Charta im Land Schleswig-Holstein anerkannt.
In grenznahen Gemeinden zwischen Niebüll und Flensburg wird daneben noch Südjütisch (Plattdänisch) gesprochen, das allgemein als Dialekt der dänischen Sprache angesehen wird, darüber hinaus im Flensburger Raum Petuh, teilweise auch Missingsch. Damit ist Schleswig-Holstein das an traditionell gesprochenen Sprachen reichste Land. Als ausgestorben gelten hingegen die einst in Friedrichstadt gesprochene niederländische Sprache und das in einzelnen Städten bis zur Zeit des Nationalsozialismus teilweise gesprochene Jiddisch; wie hoch der Anteil der Jiddischsprecher unter den heute wieder knapp 2000 Bewohnern jüdischen Glaubens ist, ist unbekannt.
Anteile der Sprachen: Deutsch ca. 2,7 Millionen Einwohner, Niederdeutsch ca. 1,3 Millionen, Dänisch (Standarddänisch, Sydslesvigdansk und Sønderjysk) ca. 65.000, Nordfriesisch ca. 10.000, Romani ca. 5000.
Im Kreis Nordfriesland finden sich auch zweisprachige Ortsschilder Hochdeutsch/Nordfriesisch; zum Beispiel wird dem Besucher von Niebüll die Stadt auch als Naibel angekündigt. In anderen Gemeinden des Landes gibt es zweisprachige Ortseingangsschilder in der Kombination Hochdeutsch/Niederdeutsch, zum Beispiel Eckernförde/Eckernföör.
Der Südosten des Landes war bis ins 12. Jahrhundert von slawischen Völkern besiedelt, was sich heute noch an einigen slawischstämmigen Ortsnamen erkennen lässt (zum Beispiel Lübeck, Laboe, Eutin, Preetz, Ratzeburg).

### Religionen

#### Konfessionsstatistik
Laut dem Zensus 2011 waren 51,5 % der Einwohner evangelisch, 6,0 % römisch-katholisch und 42,5 % waren konfessionslos, gehörten einer anderen Glaubensgemeinschaft an oder machten keine Angabe. Der Anteil der Protestanten und Katholiken an der Gesamtbevölkerung sinkt seitdem jährlich um 1 % Prozentpunkt. Ende 2023 hatte Schleswig-Holstein 2.965.691 Einwohner davon waren 37,7 % evangelisch, 5,3 % katholisch und 57,0 % waren konfessionslos, gehörten einer anderen Glaubensgemeinschaft an oder machten keine Angabe. Im Jahr 2018 hatten die zwei größten Konfessionsgemeinschaften noch eine Mehrheit (44,6 % der Bevölkerung war damals Mitglied der evangelischen Kirchen und 6,1 % war Mitglied der katholischen Kirche).
Detaillierte Zahlen zu weiteren Religionsgemeinschaften in Schleswig-Holstein (neben der evangelischen und römisch-katholischen Kirche) wurden letztmals beim Zensus von 2011 erhoben. Damals waren 0,9 % Mitglieder einer evangelischen Freikirche, 0,7 % bekannten sich zu einer christlich-orthodoxen Konfession, weniger als 0,1 % waren jüdischen Glaubens und weitere 1,8 % gehörten sonstigen in Schleswig-Holstein anerkannten öffentlich-rechtlichen Religionsgemeinschaften an (darunter fallen mehrheitlich christliche Sondergemeinschaften wie beispielsweise die Zeugen Jehovas). Zahlen zum Anteil der Bevölkerung mit muslimischem Glauben liegen vom Zensus 2011 keine vor. Eine Studie des BIM der Humboldt-Universität zu Berlin aus dem Jahr 2016 schätzt den Anteil der Muslime an der Bevölkerung in Schleswig-Holstein auf rund 3 %.

#### Christentum
Evangelisch-Lutherische Kirchen
Die evangelisch-lutherische Landeskirche ist seit dem 27. Mai 2012 die Evangelisch-Lutherische Kirche in Norddeutschland, kurz „Nordkirche“. Sie ist aus der Nordelbischen Kirche, der Evangelisch-Lutherischen Landeskirche Mecklenburgs und der Pommerschen Evangelischen Kirche hervorgegangen, nachdem es einen längeren Fusionsprozess gegeben hatte, der in einem am 5. Februar 2009 unterzeichneten Fusionsvertrag mündete. Im Gebiet Schleswig-Holsteins gibt es zwei Sprengel: Schleswig und Holstein sowie Hamburg und Lübeck, an deren Spitze jeweils ein Bischof beziehungsweise eine Bischöfin steht. Auch die Nordelbische Kirche war bereits ein 1977 gegründeter Zusammenschluss, in dem die bis dahin drei evangelisch-lutherischen Landeskirchen in Schleswig-Holstein aufgegangen waren.
Neben der norddeutschen Landeskirche bestehen in Schleswig-Holstein auch Gemeinden der altkonfessionell verfassten Selbständigen Evangelisch-Lutherischen Kirche und im Norden des Landes der Dänischen Kirche in Südschleswig. Die Dänische Kirche in Südschleswig hatte etwa 6300 Mitglieder (Stand 1. Januar 2012). Derzeit (Stand 2023) hat die Dänische Kirche in Südschleswig etwa 5500 Mitglieder.
Evangelisch-reformierte Kirchen
Die Evangelisch-reformierte Kirche ist mit einer Gemeinde in Lübeck vertreten, während die Hamburger Gemeinde auch Mitglieder in Schleswig-Holstein hat. Die Remonstranten sind mit einer Gemeinde in Friedrichstadt vertreten.
Katholische Kirchen
Die Gemeinden der Römisch-Katholischen Kirche in Schleswig-Holstein unterstehen dem Erzbistum Hamburg. Neben der Römisch-Katholischen Kirche gibt es auf der nordfriesischen Halbinsel Nordstrand zudem eine altkatholische Gemeinde. Auch die römisch-katholische Kirche verliert Mitglieder, 6,1 % der Bevölkerung waren 2018 römisch-katholisch, 5,3 % waren Ende 2023 römisch-katholisch.
Evangelische Freikirchen
Unter den in Schleswig-Holstein vertretenen evangelischen Freikirchen sind Evangelisch-Freikirchliche Gemeinden (Baptisten), Methodisten, Mennoniten, Freie evangelische Gemeinden, die Heilsarmee, die Remonstranten, Siebenten-Tags-Adventisten und mehrere Pfingstgemeinden zu nennen. Bereits im 16. Jahrhundert gab es erste Täufergemeinden auf Eiderstedt. Die erste Baptistengemeinde Schleswig-Holsteins gründete sich im Februar 1849 im holsteinischen Pinneberg.
Laut Zensus 2011 hatten die evangelischen Freikirchen damals etwa 25.000 Mitglieder.
Neuapostolische Kirche
In der Neuapostolischen Kirche zählt Schleswig-Holstein mit zum Apostelbereich Hamburg und umfasst auf schleswig-holsteinischem Territorium fünf Bezirke mit rund 10.000 Mitgliedern (Stand 2017).

#### Judentum
Ungefähr 1900 Bewohner des Landes sind Mitglieder in jüdischen Gemeinden. Die jüdischen Gemeinden verteilen sich auf zwei Landesverbände: die eher orthodox geprägte Jüdische Gemeinschaft Schleswig-Holstein und den eher liberalen Landesverband der Jüdischen Gemeinden von Schleswig-Holstein. Die Synagoge Goethestraße in Kiel wurde in der Reichspogromnacht zerstört. Heute bestehen vier aktive Synagogen in Schleswig-Holstein, und zwar in Pinneberg, Lübeck, Bad Segeberg und Kiel.

#### Islam
85.000 Menschen sollen sich in Schleswig-Holstein zum Islam bekennen. Größte Moschee im Lande ist die Centrum-Moschee Rendsburg. Es gibt in Schleswig-Holstein über 60 Moscheen.

## Geschichte
„Nur drei Menschen haben die schleswig-holsteinische Geschichte begriffen – Prinzgemahl Albert, der ist tot; ein deutscher Professor, der ist wahnsinnig geworden; und ich, nur habe ich alles darüber vergessen.“

### Besiedlung und Entstehung von Schleswig und Holstein

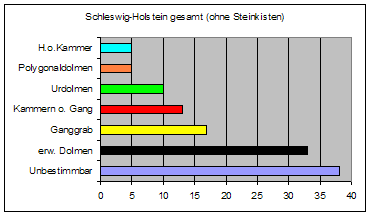
Megalithanlagen

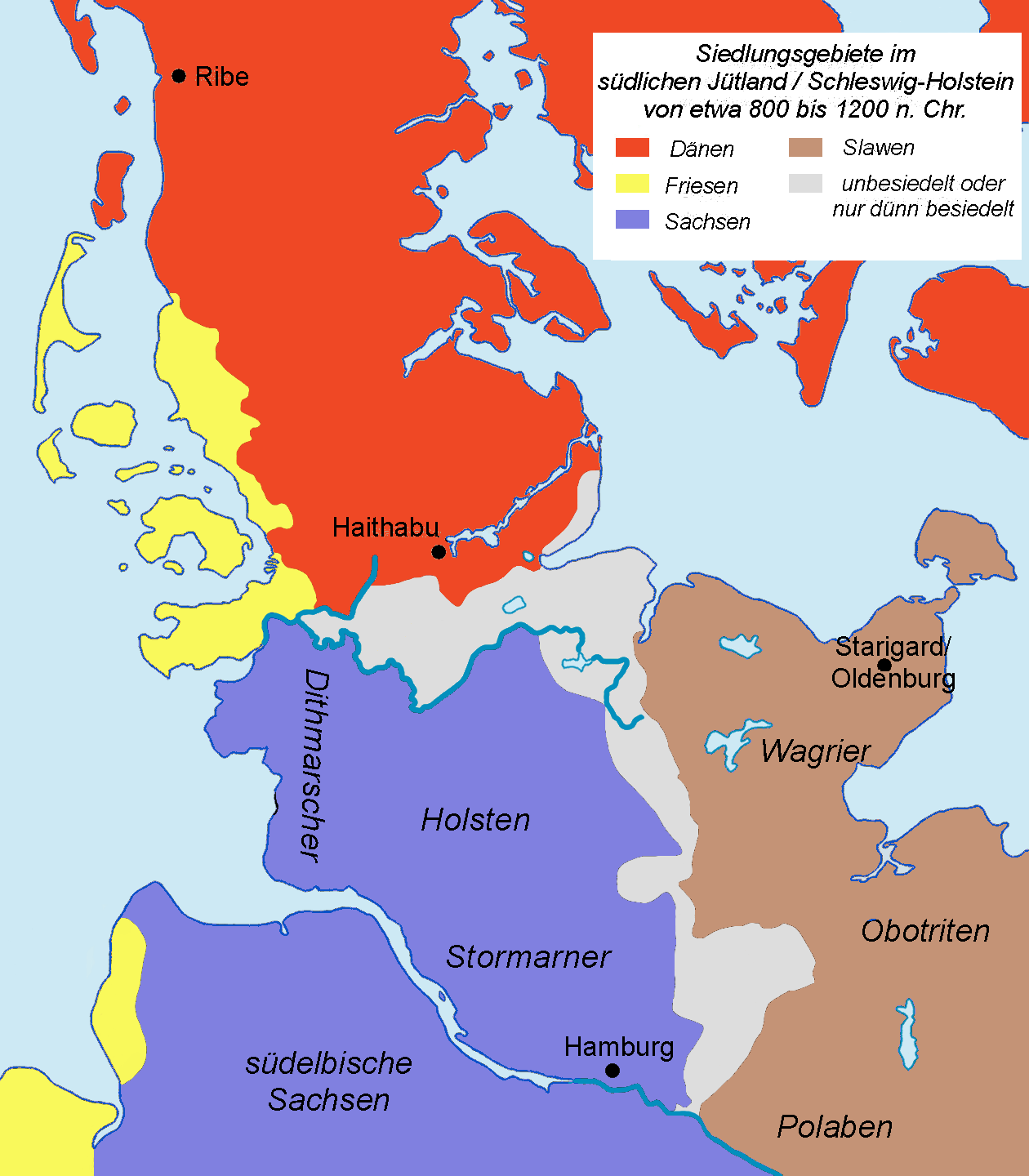
Siedlungsgebiete zwischen 800 und 1100 im heutigen Schleswig-Holstein

Schleswig-Holstein wurde nach der letzten Eiszeit von Jägern und Sammlern besiedelt. Ab etwa 4000 v. Chr. kamen Ackerbauern ins Land, die zwischen 3500 und 2800 Megalithanlagen errichteten, von denen nur noch über 100 erhalten sind. Vermutlich bereits seit der Bronzezeit führte der Ochsenweg durch das Land, der in historischen Zeiten dem Handel der nordjütischen Viehbestände diente.
In der Zeit der Völkerwanderungen verließen zahlreiche der zu den Germanen zählenden Volksgruppen das Land, so wanderten zwischen dem 3. und dem 5. Jahrhundert die Angeln aus dem gleichnamigen Gebiet nördlich der Schlei nach Britannien aus, wo sie sich mit anderen Völkern zu den Angelsachsen vereinigten und namensgebend für das spätere England wurden. Schleswig-Holstein war zu der Zeit sehr gering besiedelt.
Bis zum frühen Mittelalter entwickelten sich im heutigen Schleswig-Holstein vier Völker- und Sprachgruppen: Im nördlichen Teil bis zu einer Linie Eider – Treene – Eckernförde germanische Jüten und nordgermanische Dänen, im nordwestlichen Teil seit dem 7. Jahrhundert westgermanische Friesen, im östlichen Teil slawische Abodriten, im südwestlichen Teil bis zur Eider und zur Linie Kiel – Geesthacht westgermanische Sachsen, deren Stamm der Holsten später namensgebend für den südlichen Landesteil Holstein wurden.
Nach der Auswanderungswelle der Angeln drangen dänische und jütische Siedler nordöstlich ins Land vor. Sie gründeten um 770 mit Haithabu einen der bedeutendsten Handelsplätze des frühen Mittelalters und errichteten mit dem Danewerk einen Schutzwall gegen die Sachsen. Im Zuge der Sachsenkriege kam der südliche Teil des Landes unter den Einfluss des Frankenreichs. Zwischen 768 und 811 kam es immer wieder zu Konfrontationen zwischen dem König des Frankenreiches und späteren christlichen Kaiser Karl dem Großen und den heidnischen Nordgermanen, in deren Zuge auch das Danewerk ausgebaut wurde. 811 wurde in einem Friedensvertrag die Eider als Grenze zwischen dem Karolinger- und dem Dänenreich festgeschrieben.
Mit der zunehmenden Besiedlung im 12. und 13. Jahrhundert verlor die Eidergrenze ihre tatsächliche Bedeutung als Trennungslinie, sie blieb aber bis zum Ende des Heiligen Römischen Reiches 1806 bzw. bis 1864 als Grenze zwischen Schleswig und Holstein bestehen. Bis zur Einführung des Bürgerlichen Gesetzbuchs 1900 war sie zudem eine juristische Grenze, da in Schleswig bis zu diesem Zeitpunkt noch das Jütische Recht Dänemarks galt. Ab 1111 wuchs beiderseits der Eider die Eigenständigkeit, aus der die Herzogtümer Schleswig und Holstein (damals noch als Grafschaft) hervorgingen. Zugleich wurden zwischen den beiden Gebieten immer engere politische und wirtschaftliche Verbindungen geknüpft.

### Herrschaft der Schauenburger
Im frühen 13. Jahrhundert versuchte der dänische König, auch Holstein in sein Reich zu integrieren. Er scheiterte nach anfänglichen Erfolgen jedoch 1227 in der Schlacht von Bornhöved am Widerstand norddeutscher Fürsten. Fortan markierte wieder die Eider die Grenze zwischen Dänemark und Deutschland sowie zwischen Schleswig und Holstein. Ab 1250 entwickelte sich die Hanse zu einem bedeutenden Macht- und Wirtschaftsfaktor und Lübeck wurde zu einer der bedeutendsten Städte Nordeuropas.
Durch zahlreiche Erbteilungen und Heimfälle ist die Territorialgeschichte Schleswigs und Holsteins sehr verwickelt. Der Dynastie der Schauenburger gelang es jedoch, eine schleswig-holsteinische Herrschaft zu errichten, so dass im Spätmittelalter von Schleswig-Holstein als einem faktisch zusammenhängenden Territorium gesprochen werden kann. Das slawisch besiedelte Wagrien wurde nun fest in die Grafschaft Holstein integriert, während sich Dithmarschen zunächst eine weitgehende Autonomie bewahren konnte.

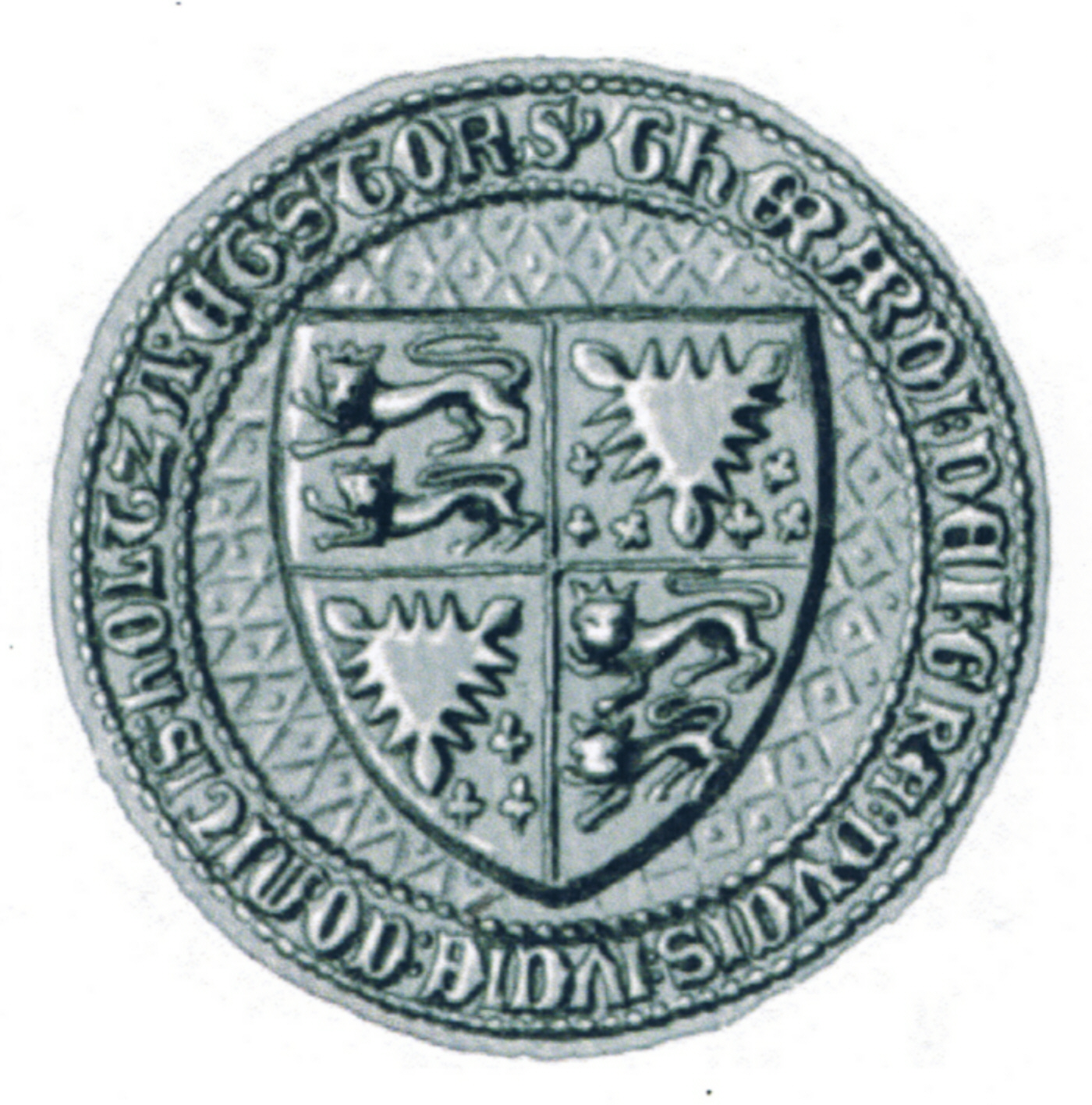
Siegel des Grafen Gerhard VI. von Schauenburg aus der Zeit um 1392

Nach dem Aussterben des Schleswiger Herzogsgeschlechts 1386 erzwangen die Schauenburger in Nyborg ihre erbliche Belehnung mit dem Herzogtum Schleswig durch das dänische Königshaus, und der holsteinische Adel begann verstärkt, Besitz in Schleswig zu erwerben. Insbesondere im Südosten Schleswigs entstanden große Güter. Der bis dahin als deutsch-dänischer Grenzwald fungierende Dänische Wohld (dänisch: Jernved) nördlich der Eider wurde bereits seit 1260 an holsteinische Adlige verpachtet und in der Folge vor allem von Deutschen besiedelt. Die Schauenburger bemühten sich systematisch darum, Schleswig eng an ihr Stammland Holstein zu binden. Ab 1386 zeigten sich Schleswig und Holstein erstmals vereint im Wappen.
Die dänische Krone strebte seit 1396 ihrerseits danach, erneut Zugriff auf das Herzogtum zu erlangen. Als der Schauenburger Gerhard VI. 1404 in Dithmarschen umkam, wollte die tatkräftige Königin Margarethe I. versuchen, Schleswig wieder zum integralen Bestandteil Dänemarks zu machen. 1412 starb die Königin, 1426 griff die Hanse auf Seiten der Schauenburger in den Konflikt ein, und 1435 wurde schließlich der Frieden von Vordingborg geschlossen, der den Herzögen fast ganz Schleswig zusprach. Die innere Schwächung und Ablenkung Dänemarks führten dazu, dass die Schauenburger das Herzogtum 1440 erneut als erbliches, „freies und unbelastetes“ Lehen erhielten: Schleswig blieb also formal an die dänische Krone gebunden, konnte aber nach Belieben von den Herzögen verwaltet und vererbt werden, die den Königen weder zu Abgaben noch zur Heerfolge verpflichtet waren; die dänische Krone hatte damit vorerst faktisch keinen Zugriff mehr auf das Herzogtum Schleswig.
1474 wurde aus der Grafschaft Holstein das gleichnamige Herzogtum.

### Dänische Vorherrschaft

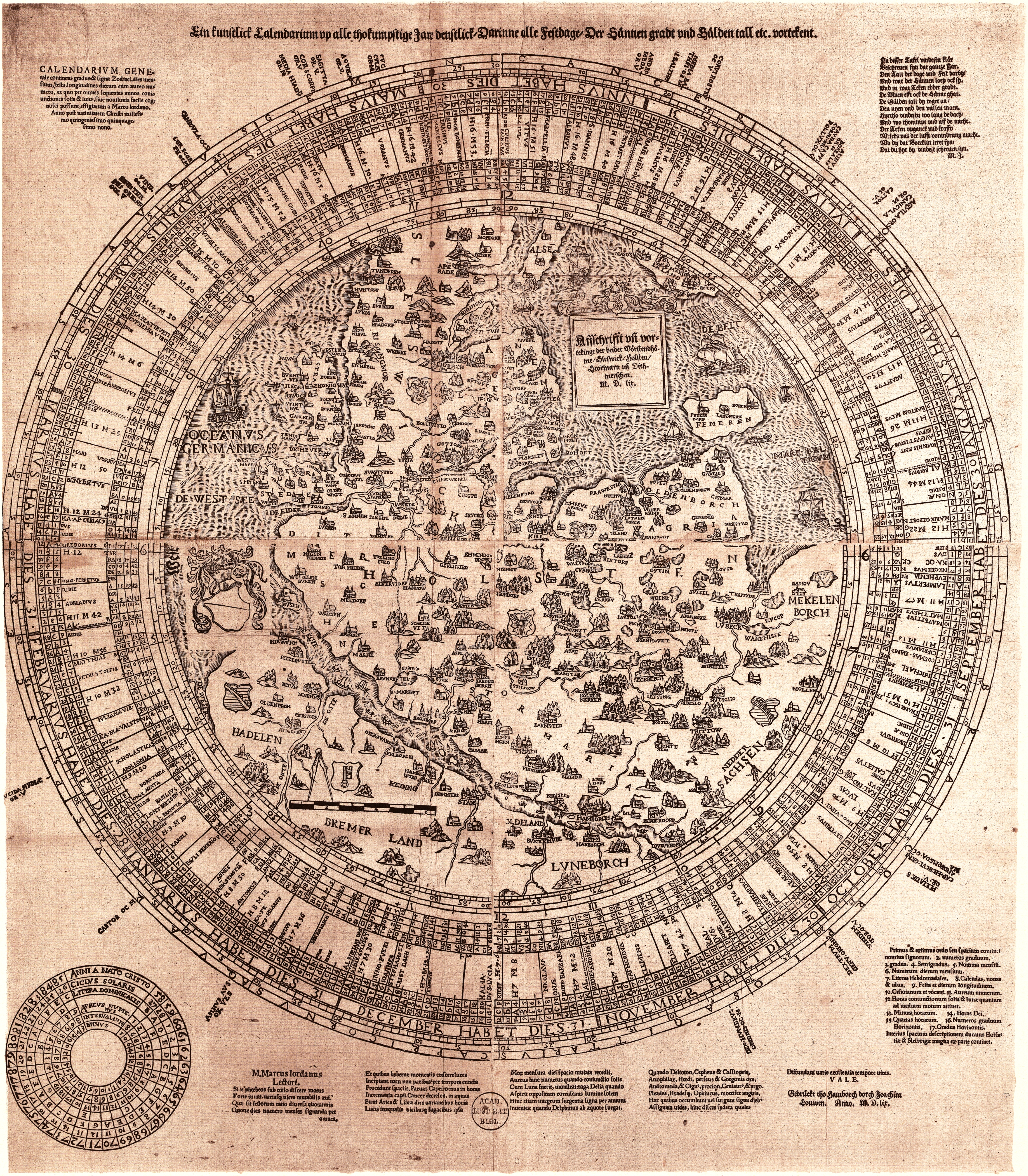
Schleswig-Holstein 1559

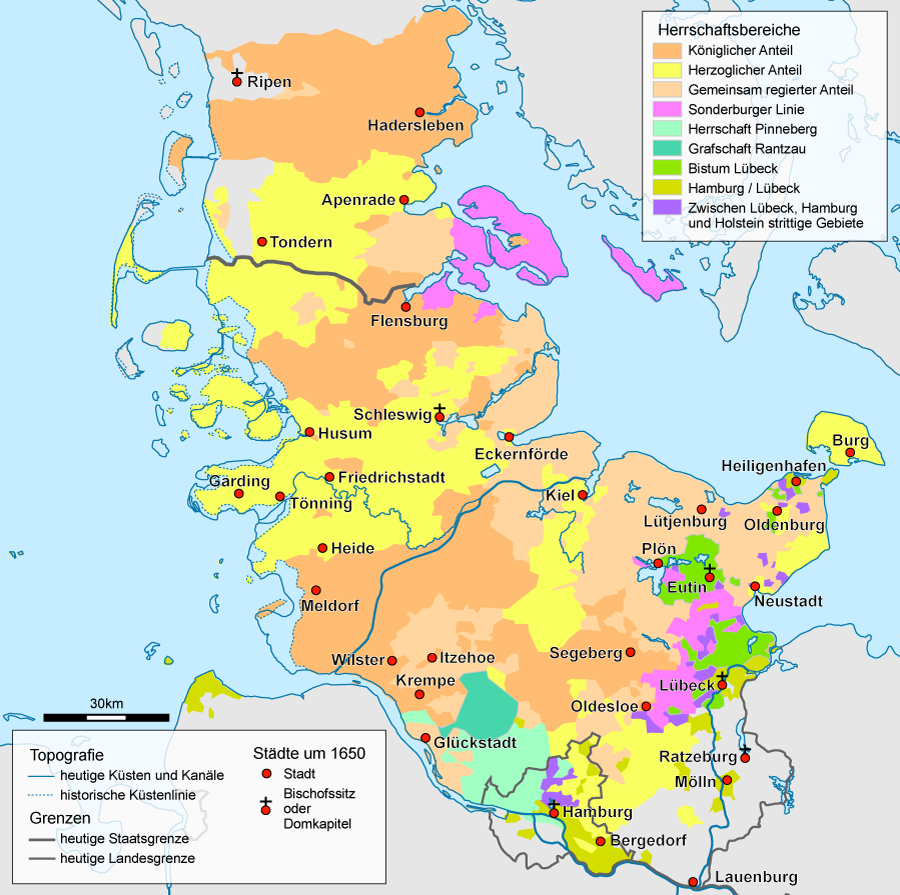
Schleswig-Holstein um 1650; die Herzogtümer sind einem Flickenteppich gleich in zahlreiche Hoheitsgebiete aufgeteilt, von denen die königlichen und die herzoglichen Anteile sowie die gemeinschaftlich regierten Güterbezirke die größte Fläche einnehmen

1460 wählte die Schleswig-Holsteinische Ritterschaft nach dem Aussterben der Schauenburger in direkter Linie den dänischen König Christian I. aus dem Haus Oldenburg zum Landesherrn, er war ein Neffe des letzten Schauenburgers Adolf VIII. Die im Vertrag von Ripen beschlossene Regelung bestimmte für die Herzogtümer, „dat se bliven ewich tosamende ungedelt“ (dass sie ewig ungeteilt zusammenbleiben), eine Satzung, die schon bald gebrochen wurde. Der dänische König regierte Schleswig und Holstein nicht in seiner Eigenschaft als König, sondern als Herzog der beiden Gebiete, wobei das Herzogtum Schleswig ein königlich-dänisches Lehen blieb, während das Herzogtum Holstein zum Heiligen Römischen Reich Deutscher Nation gehörte und damit ein Reichslehen war. Christian I. und seine Nachfolger auf dem Thron waren demnach dänische Könige und deutsche Reichsfürsten in Personalunion. Die dänische Vorherrschaft bestand bis 1864.
Christian III. führte 1542 mit der Kirchenordnung von Johannes Bugenhagen die Reformation ein. Schon 1544 brach der König den Vertrag von Ripen und übergab Teile der schleswig-holsteinischen Herzogtümer an seine jüngeren Halbbrüder Johann und Adolf I., wodurch die Teilherzogtümer Schleswig-Holstein-Gottorf und Schleswig-Holstein-Hadersleben entstanden. 1564 übergab sein Sohn, König Friedrich II., ebenfalls Teile seines Besitzes in den Herzogtümern an seinen Bruder Johann, womit ein weiteres Teilherzogtum in Schleswig-Holstein entstand, das Herzogtum Schleswig-Holstein-Sonderburg. Dieses Mal verweigerten die Stände ihre Zustimmung zum erneuten Bruch des Vertrags von Ripen und versagten ihm die Huldigung, so dass der Herzog von Sonderburg zum ersten der Abgeteilten Herren ohne Regierungsrechte wurde. Der Sonderburger Anteil zerfiel im Folgenden in zahlreiche abgeteilte Duodezherzogtümer. Das Haderslebener Herzogtum wurde aufgrund fehlender männlicher Erben schon 1580 wieder aufgelöst, das Herzogtum Schleswig-Holstein-Gottorf jedoch entwickelte sich zu einem bedeutenden politischen und kulturellen Machtfaktor. Unter den Gottorfer Herzögen wurden unter anderem die Schlösser von Husum, Reinbek und Tönning errichtet, die Schlösser von Kiel und Gottorf erneuert und vergrößert und außerdem die Universität Kiel gegründet. Weiter stellte die Familie die Fürstbischöfe von Lübeck.
Der Gegensatz zwischen königlichem Anteil und herzoglichem – also gottorfschem – Anteil prägte die Politik der Herzogtümer der nächsten zwei Jahrhunderte. Die Verwaltungsgebiete der einzelnen Herrschaftsbereiche, die sogenannten Ämter, Harden und Landschaften, wurden unter anderem nach der Höhe der Steuerkraft aufgeteilt, so dass weder der königliche noch der herzogliche Anteil über vollständig zusammenhängende Gebiete verfügte und Schleswig-Holstein sich in einen Flickenteppich kleinerer Einheiten gliederte. Während der herzogliche Anteil direkt durch die Gottorfer Linie aus dem namensgebenden Schloss Gottorf regiert wurde, setzte das dänische Königshaus stellvertretend für die Verwaltung seines Anteils die sogenannten Statthalter ein. Einen Ausnahmestatus hatten die Güterbezirke inne, weitgehend selbständige Bereiche, die sich zumeist im Besitz der uradeligen Familien befanden und die abwechselnd unter königlicher und herzoglicher Oberhoheit standen. Die Güter standen in hoher wirtschaftlicher Blüte, und der Landadel erlebte in dieser Epoche Schleswig-Holsteins sein „Goldenes Zeitalter“. Weitere Sonderrollen im schleswig-holsteinischen Staatsgefüge hatten das Hochstift Lübeck, die Grafschaft Holstein-Pinneberg und die hieraus hervorgehende Grafschaft Rantzau, das erst 1559 eroberte Dithmarschen sowie das damals noch nicht zu Holstein zählende Herzogtum Sachsen-Lauenburg.
Während im Süden des Reiches 1618 der Dreißigjährige Krieg ausbrach, blieben Schleswig und Holstein vorerst von Kampfhandlungen verschont und erlebten, bedingt durch die ertragreiche Agrarwirtschaft, eine Hochphase. 1625 griff Dänemark in die Kriegshandlungen ein, wodurch sich die Kampfhandlungen ab 1627 auch in die Herzogtümer verlagerten. Besonders die Festungen in Holstein, wie Krempe, Glückstadt und Breitenburg, waren Ziel der Angriffe. Der Dreißigjährige Krieg in Schleswig und Holstein endete 1629 vorerst mit dem Frieden von Lübeck. Die Herzogtümer, die bisher weniger schwer verwüstet waren als andere Landstriche des Deutschen Reiches, erholten sich in der Folge, bis sie ab 1643 durch den Torstenssonkrieg erneut in die Kampfhandlungen einbezogen und verwüstet wurden.
Im Laufe des 17. Jahrhunderts führte der Gegensatz zwischen herzoglichem und königlichem Anteil zu zunehmenden Konflikten zwischen beiden Parteien. Das Gottorfer Herzogtum forderte größere Souveränität und wandte sich von Dänemark ab und stattdessen dem Königreich Schweden zu. Dies gipfelte zum Ende des Jahrhunderts in einer mehrfachen Besetzung des herzoglichen Anteils durch Dänemark. Mit Beginn des 18. Jahrhunderts brach der Große Nordische Krieg aus. Gottorf stand auf der Seite Schwedens, was nach der Niederlage des Königreichs 1713 zu einer vollständigen Annektierung des herzoglichen Anteils in Schleswig durch Dänemark führte. Das einstige Gottorfer Herzogtum verfügte im Folgenden nur noch über die Besitzungen in Holstein, die Annexion wurde 1720 im Frieden von Frederiksborg als rechtmäßig erklärt.
Im Laufe des 18. Jahrhunderts bemühte sich Dänemark, sein Herrschaftsgebiet zu einen und den sogenannten Gesamtstaat zu vollenden. Die zahlreichen Teilherzogtümer Schleswig-Holsteins, die aus dem Sonderburger Anteil hervorgegangen waren, wurden im Falle eines ausbleibenden Erben bereits nicht mehr als neues Lehen vergeben, sondern dem dänischen Königreich zugeführt. Nachdem der Gottorfer Anteil in Holstein durch Erbgänge in Personalunion mit dem russischen Zarentitel vereinigt wurde, wurde 1773 der Vertrag von Zarskoje Selo ausgehandelt, durch den Schleswig und Holstein fast ganz unter die Herrschaft des dänischen Königs gerieten. 1779 wurde mit Schleswig-Holstein-Sonderburg-Glücksburg (ältere Linie) das letzte abgeteilte Herzogtum aufgelöst. Eine gewisse Eigenständigkeit blieb jedoch erhalten, als die Verwaltung der Herzogtümer in einer gesonderten Deutschen Kanzlei in Kopenhagen konzentriert war und 1789 eine eigene Währung eingeführt wurde (siehe Schilling Schleswig-Holsteinisch Courant, Schleswig-Holsteinische Speciesbank).

### Erster Schleswigscher Krieg

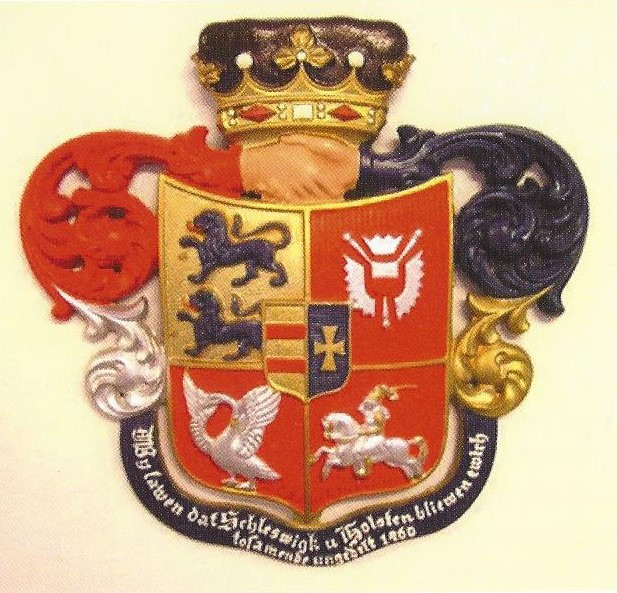
Schleswig-Holsteinisches Wappen der Carlshütte

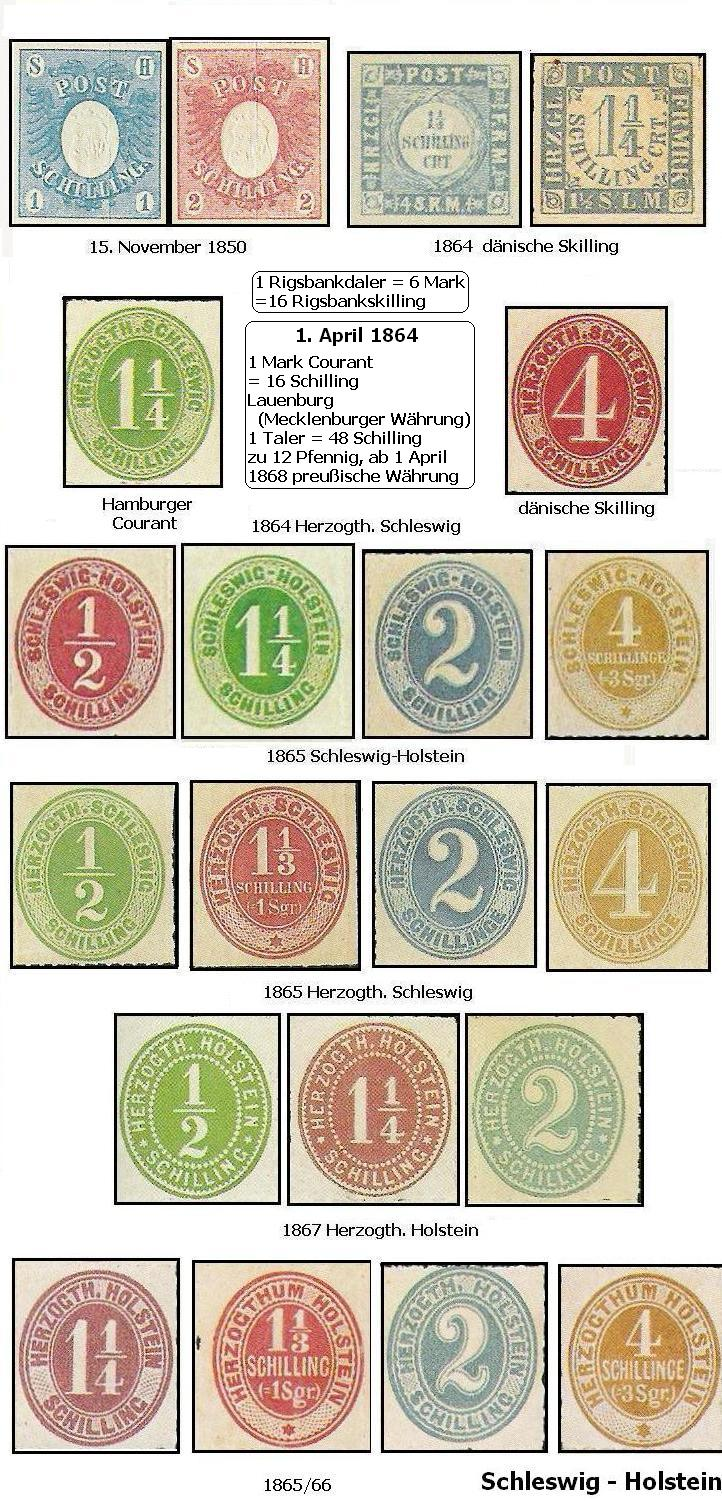
Briefmarken 1850–1866

Im Jahr 1800 befand sich ganz Schleswig-Holstein – mit Ausnahme des Fürstentums Lübeck und des Herzogtums Sachsen-Lauenburg – unter dänischer Verwaltung. Die Stadt Altona, heute ein Bezirk Hamburgs, galt als zweitgrößte Stadt des Königreichs nach Kopenhagen. Zum Ende der Napoleonischen Kriege fand sich Dänemark mit zerrütteten Finanzen auf der Seite der Verlierer. In Bruch gegebener Versprechungen wurde die eigene Währung Opfer des dänischen Staatsbankrotts 1813; eine neue, in den Herzogtümern rigoros eingetriebene Zwangssteuer brachte zusätzlichen Unmut.
Der sowohl in Dänemark als auch in Deutschland aufkommende Nationalismus führte zu einem Gegensatz hinsichtlich der Zugehörigkeit der sogenannten Elbherzogtümer, der in zwei Kriege mündete. Umstritten war dabei nicht das ausschließlich deutsch besiedelte Holstein, das seit dem frühen Mittelalter zum Heiligen Römischen Reich und nach 1815 auch zum Deutschen Bund gehörte und lediglich vom dänischen König regiert wurde, sondern das Herzogtum Schleswig, das ein Lehen Dänemarks gewesen war, jedoch sprachlich-kulturell (nieder)deutsch, dänisch und friesisch geprägt war. Sowohl in Deutschland als auch in Dänemark wurde das Land von den national gesinnten Liberalen zur Gänze beansprucht, obwohl es in einen überwiegend dänischsprachigen und dänischgesinnten Norden und einen überwiegend (nieder)deutschsprachigen und deutschgesinnten Süden geteilt war.
In dem Sylter Nordfriesen Uwe Jens Lornsen fand der deutschsprachige und deutschgesinnte Süden Schleswigs 1830 einen ersten wortgewaltigen Fürsprecher; er und seine Mitstreiter schrieben oft „Schleswigholstein“, um die Zusammengehörigkeit der beiden Gebiete auch in der Schreibweise auszudrücken. Ab 1840 versuchten sowohl deutsche als auch dänische Nationalliberale verstärkt in Schleswig Einfluss zu gewinnen, so dass sich ein Konflikt abzeichnete. Dieser brach im Zusammenhang mit der Märzrevolution 1848 offen aus: In Kiel wurde eine deutsch-orientierte provisorische Regierung ausgerufen. Kurz zuvor hatte sich bereits in Kopenhagen im Zuge der dänischen Märzrevolution das Märzministerium gebildet. Beide Regierungen waren von einem Dualismus von (national-)liberalen und konservativen Kräften geprägt. Während konservative Kräfte in Kopenhagen für einen Fortbestand des deutsch-dänischen Gesamtstaates eintraten, forderten De Nationalliberale im Programm der Eiderdänen die Aufgabe Holsteins und die verfassungsmäßige Aufnahme Schleswigs in das Königreich. Dem stand die deutsch geprägte schleswig-holsteinische Bewegung entgegen, die die Aufnahme eines vereinten Schleswig-Holsteins in den Deutschen Bund verlangte.
Die Unvereinbarkeit beider Forderungen führte zur Schleswig-Holsteinischen Erhebung, in der die Deutschgesinnten vergeblich versuchten, die dänische Oberhoheit zu beenden. Nach dem Willen der deutschen Nationalliberalen sollte auch Schleswig Mitglied des Deutschen Bundes werden und vereint mit Holstein ein souveräner Staat unter Regierung des Augustenburger Herzogs Christian August sein. Nach deutscher Auffassung galt das salische Recht auch in Schleswig, womit der Augustenburger Herzog legitimer Erbe in beiden Herzogtümern gewesen wäre, nachdem der dänische König und Herzog Friedrich VII. keine Nachkommen hatte. Nach dänischer Auffassung konnte der Herzog von Augustenburg als Thronerbe in Holstein gelten, jedoch nicht in Schleswig, wo nach dänischem Recht auch die Erbfolge durch die weibliche Linie bestand.
Zunächst wurde die schleswig-holsteinische Erhebung vom Deutschen Bund bzw. dem entstehenden Deutschen Reich unterstützt, ebenso von Preußen. Die Schleswig-Holsteinische Erhebung wurde zum einzigen Bundeskrieg im Deutschen Bund. Auf Druck der europäischen Großmächte zogen sich die preußische Armee und die Bundestruppen jedoch zurück, so dass die Schleswig-Holsteinische Armee auf sich allein gestellt war. Der dänische Sieg bei Idstedt 1850 beendete vorerst die deutschen Hoffnungen auf ein deutsches „Schleswigholstein“. Stattdessen wurde der status quo ante wiederhergestellt. Am 2. Juli 1850 wurde der Frieden von Berlin zwischen dem Deutschen Bund und Dänemark geschlossen. Das unter Mitwirkung der Alliierten zustandegekommene Londoner Protokoll von 1852 garantierte den Fortbestand des Gesamtstaates und bestimmte, dass Schleswig nicht näher als Holstein an das Königreich gebunden werden sollte. Eine nationalstaatliche Lösung der sogenannten Schleswig-Holstein-Frage (und vor allem der Frage der nationalen Zugehörigkeit Schleswigs) konnte somit noch nicht gefunden werden.

### Zweiter Schleswigscher Krieg

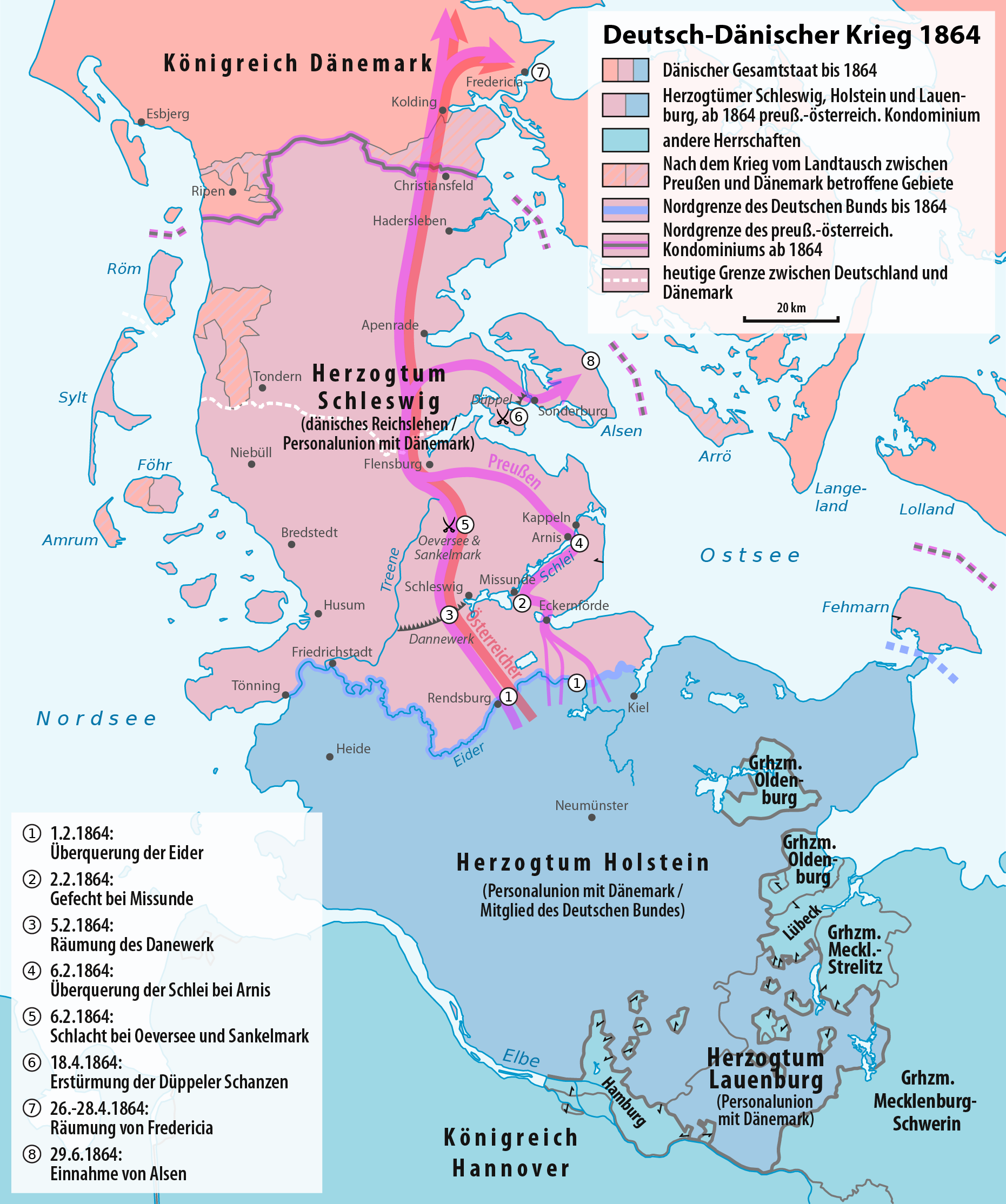
Militärischer Verlauf des Deutsch-Dänischen Krieges 1864

Mit dem Londoner Protokoll (1852) wurde der Gesamtstaat wiederhergestellt. Jedoch bestand im eigentlichen Königreich Dänemark seit der Einführung des dänischen Grundgesetzes 1849 eine konstitutionelle Monarchie mit einer parlamentarisch gewählten Regierung, während die Herzogtümer weiterhin absolutistisch mit nach Zensuswahlrecht zusammengesetzten beratenden Ständeversammlungen regiert wurden – eine Konstruktion, die die Gesetzgebung nicht unerheblich erschwerte.
Als gemeinsame Klammer zwischen Königreich und den Herzogtümern wurde 1855 die Gesamtstaatsverfassung beschlossen, die einen gemeinsamen Reichsrat vorsah, jedoch auf deutscher und dänischer Seite auf Kritik stieß und entsprechend von der Holsteinischen Ständeversammlung abgelehnt wurde. 1858 verwarf auch der Deutsche Bund die Verfassung für die beiden Bundesstaaten Holstein und Lauenburg, womit die Gesamtstaatsverfassung (entgegen ihrer Intention und den Bestimmungen des Londoner Protokolls) nur noch für Dänemark und Schleswig Gültigkeit besaß. Somit kamen Holstein und Lauenburg der Bundesakte des Deutschen Bundes, der für jeden Bundesstaat eine Verfassung festschrieb, nicht mehr nach.
1863 beschloss die dänische Regierung schließlich die sogenannte Novemberverfassung, die Schleswig näher an Dänemark binden und den innenpolitischen Einfluss der Holsteinischen Ständeversammlung mindern sollte. Die deutsche Seite sah mit der neuen Verfassung jedoch das Londoner Protokoll gebrochen. Entsprechend erwirkte der Deutsche Bund noch im selben Jahr eine Bundesexekution gegen die Bundesglieder Holstein und Lauenburg, die im Dezember 1863 mit der Besetzung Holsteins durch Bundestruppen umgesetzt wurde.
Im Februar 1864 überschritten schließlich – unter Protest des Deutschen Bundes – preußische und österreichische Truppen die Eider und besetzen im Deutsch-Dänischen Krieg das Herzogtum Schleswig und weite Teile des übrigen Jütlands. Die während einer Waffenruhe unter Vermittlung der Großmächte stattfindenden Verhandlungen über eine nationale Teilung Schleswigs führten zu keinen Ergebnissen, Dänemark musste schließlich am 30. Oktober den Frieden von Wien unterzeichnen, demzufolge die Rechte an den deutscherseits „Elbherzogtümern“ genannten Herzogtümern Österreich und Preußen gemeinsam in einem Kondominium übertragen wurden. Nur kleine Teile im Norden Schleswigs blieben dänisch: die Insel Ærø, sieben Kirchspiele südlich von Kolding und ein Streifen um Ribe; im Gegenzug gab Dänemark seine Ansprüche auf die königlichen Enklaven an der schleswigschen Westküste auf.
Die Herzogtümer Schleswig und Holstein bildeten anschließend ein österreichisch-preußisches Kondominium. Dieses wurde mit der Gasteiner Konvention vom August 1865 so ausgestaltet, dass Schleswig unter preußische und Holstein unter österreichische Verwaltung kam; die Doppelherrschaft an sich blieb bestehen. Ebenfalls laut Konvention wurde der preußische König Wilhelm der Herzog Lauenburgs, wofür Österreich eine Ausgleichszahlung erhielt. Preußen trachtete aber danach, ganz Schleswig-Holstein zu annektieren. Die Ansprüche des Augustenburgers Friedrich VII. auf Schleswig-Holstein übergingen die Siegermächte, wenngleich Österreich die augustenburgische Bewegung agieren ließ.
Nach dem Deutschen Krieg im Sommer 1866 akzeptierte Österreich im Prager Frieden, dass die Herzogtümer an Preußen gingen. Im Jahr 1867 machte Preußen aus ihnen die Provinz Schleswig-Holstein. Im Gegensatz zu den ursprünglichen Forderungen der meisten deutschen Schleswig-Holsteiner – Loslösung von Dänemark und Mitgliedschaft als eigenständiges Staatsgebilde innerhalb des Deutschen Bundes – erreichten die Herzogtümer also nur die Loslösung vom dänischen Gesamtstaat. Als Provinz Preußens lagen sie 1867 im Norddeutschen Bund und 1871 im Deutschen Kaiserreich. (Lauenburg wurde erst 1876 Teil jener Provinz.)
Der Deutsch-Dänische Krieg 1864 war der erste der drei deutschen Einigungskriege, die Frage nach der Zugehörigkeit der Herzogtümer und insbesondere Schleswigs war ein zentraler Aspekt der Politik Bismarcks, die schließlich zur Reichseinigung führte. Mit dem Vertrag zwischen dem Deutschen Reich und dem Vereinigten Königreich über die Kolonien und Helgoland wurde Helgoland am 1. Juli 1890 in den Kreis Süderdithmarschen der Provinz Schleswig-Holstein eingegliedert.

### Endgültige Teilung Schleswigs

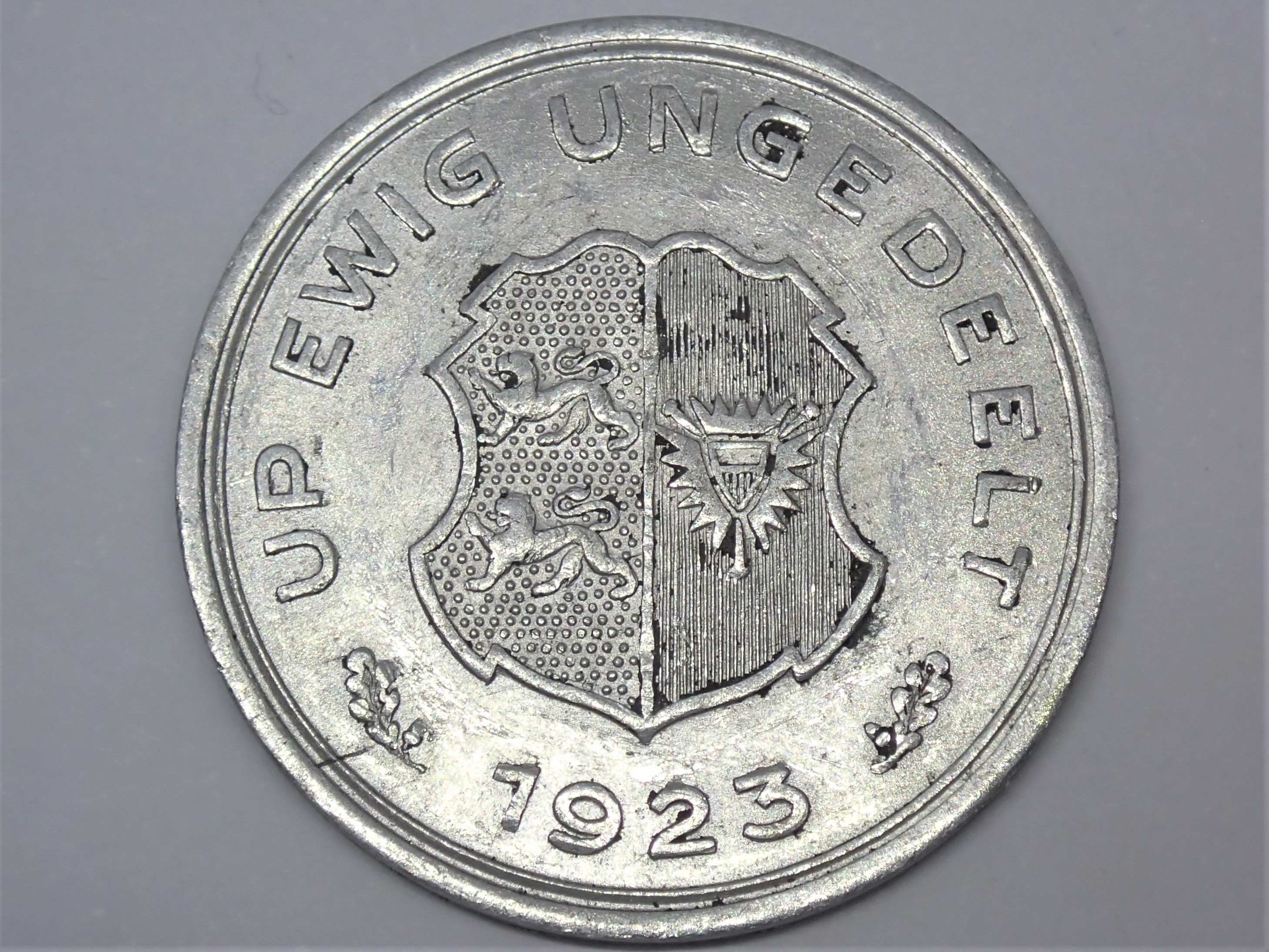
Notmünzen-Wappenseite (1923): UP EWIG UNGEDEELT

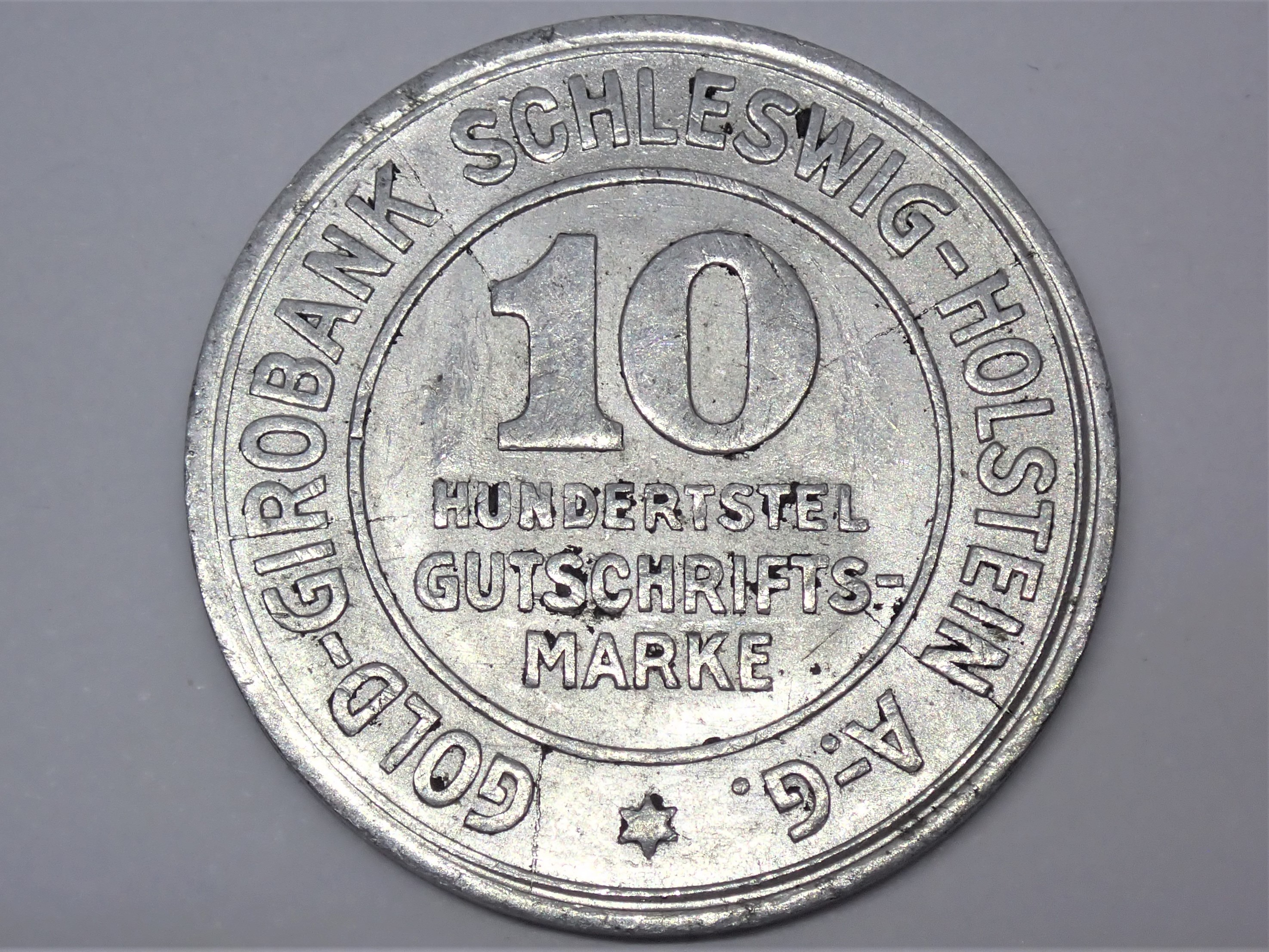
Wertseite der 10-Pfennig-Notmünze

Abgeschlossen wurde die völkerrechtliche Auseinandersetzung mit Dänemark jedoch erst 1920. Im Prager Frieden 1866 war zwischen Preußen und Österreich auf Intervention Napoleons III. in Artikel 5 eine Volksabstimmung in Nordschleswig vorgesehen gewesen, der zufolge es den Nordschleswigern frei gestanden hätte, sich für Dänemark oder Preußen / Österreich zu entscheiden. Diese Klausel wurde 1879 von den beiden Vertragsparteien einvernehmlich annulliert. Das musste Dänemark widerstrebend zur Kenntnis nehmen. Schon vorher hatte Preußen sich die Herzogtümer als Provinz einverleibt. Dänemark war damit nicht einverstanden gewesen. Die ursprünglich vorgesehene Volksabstimmung wurde dann nach dem Ersten Weltkrieg auf Druck und unter Aufsicht der Siegermächte des Ersten Weltkriegs in Nordschleswig nachträglich vollzogen. Es wurde eine internationale Kommission mit je einem britischen, französischen, schwedischen und norwegischen Vertreter gebildet, die die Verwaltung in den Abstimmungsgebieten ausübte. Sie saß in Flensburg, besaß eine neu gebildete Polizei und hatte britische und französische Truppen zu ihrer Unterstützung. Bei der Abstimmung ergab sich eine dänische Mehrheit im nördlichen Landesteil und eine deutsche im südlichen Teil. Der mittlere Stimmbezirk (mit Flensburg) war besonders hart umstritten, entschied sich dann aber deutlich für die Zugehörigkeit zum Deutschen Reich. Daher wurde am 6. Juli 1920 in Paris ein Übertragungsvertrag geschlossen, der das nördliche Schleswig Dänemark und den südlichen Teil Deutschland zusprach.

### Nationalsozialismus und Zweiter Weltkrieg
| Wahl      | Wähleranteil Schleswig-Holstein in Prozent | Wähleranteil Deutsches Reich in Prozent |
| --------- | ------------------------------------------ | --------------------------------------- |
| 1924 (I)  | 07,4                                       | 06,6                                    |
| 1924 (II) | 02,7                                       | 03,0                                    |
| 1928      | 04,0                                       | 02,6                                    |
| 1930      | 27,0                                       | 18,3                                    |
| 1932 (I)  | 51,0                                       | 37,4                                    |
| 1932 (II) | 45,7                                       | 33,1                                    |
| 1933      | 53,2                                       | 43,9                                    |

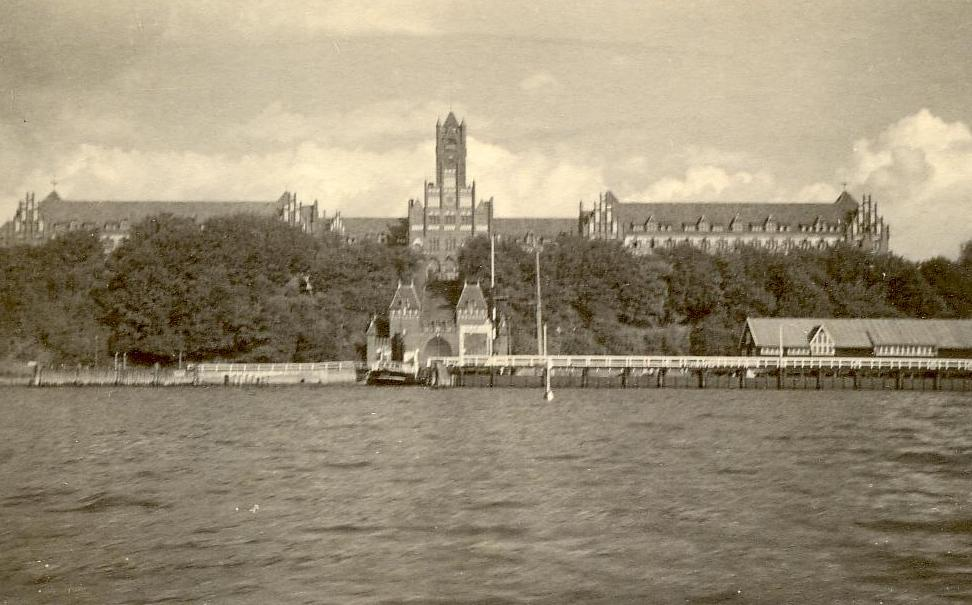
Die Marineschule Mürwik 1929. Sie lag 1945 im Sonderbereich Mürwik, in dem sich die letzte Reichsregierung aufhielt.

Schleswig-Holstein war eine frühe Hochburg des Nationalsozialismus. Hohe Wahlergebnisse erzielte die NSDAP schon 1928 in Dithmarschen. Die von den Nationalsozialisten sogenannte Blutnacht von Wöhrden 1929 und der Altonaer Blutsonntag 1932 – Altona gehörte damals noch zu Schleswig-Holstein/Preußen, nicht zu Hamburg – wurden von der NS-Propaganda überregional ausgeschlachtet. Bekannte schleswig-holsteinische Autoren zählten zu den geistigen Wegbereitern des Nationalsozialismus: der aus Nordschleswig stammende Julius Langbehn sowie die Dithmarscher Adolf Bartels und – eingeschränkt – Gustav Frenssen.
Es gab einige Außenlager des KZ Neuengamme in Schleswig-Holstein: u. a. das KZ Kaltenkirchen, das KZ-Außenlager Kiel, das KZ Ladelund und das KZ Neustadt in Holstein. Eines der ersten Konzentrationslager war das KZ Wittmoor: Am 10. März 1933 wurden die ersten Häftlinge, mehrheitlich Mitglieder der KPD, dort eingesperrt. Andere frühe (auch als wilde bezeichnete) Konzentrationslager entstanden 1933 in Eutin, Glückstadt, Rickling/Kuhlen, Ahrensbök, Altona und Wandsbek. In der Reichspogromnacht am 9./10. November 1938 wurden Synagogen und Geschäfte von jüdischen Bürgern in Lübeck – das seit 1937 zu Schleswig-Holstein gehörte –, Elmshorn, Rendsburg, Kiel, Bad Segeberg, Friedrichstadt, Kappeln und Satrup von SA und SS – unter Duldung oder Mithilfe der Polizei – überfallen und zerstört.
Kriegsgefangene mussten Zwangsarbeit in Schleswig-Holstein leisten. Die sowjetischen Kriegsgefangenen kamen in einem erbärmlichen Zustand an, da sie nur unzureichend ernährt wurden. In Heidkaten bei Kaltenkirchen (Herbst 1941 bis April 1944) und Gudendorf (April 1944 bis Kriegsende) wurden Lager eingerichtet, die Gerhard Hoch als „Sterbelager“ bezeichnete. In Gudendorf starben 1944 und 1945 3000 sowjetische Kriegsgefangene. Die Zahl der Todesopfer in Heidkaten ist unklar, aber es wird ebenfalls eine vierstellige Zahl angenommen. Auch im medizinischen Bereich kam es in dieser Zeit zu Gräueltaten. In der Kinderfachabteilung Schleswig wurden zwischen 1939 und 1945 mindestens 216 Kinder ermordet.
Der Luftkrieg im Zweiten Weltkrieg betraf die dünn besiedelten Landesteile nur wenig. Kiel als Stützpunkt der Kriegsmarine und Standort dreier Großwerften am Ostufer der Förde war jedoch immer wieder Angriffsziel von britischen (RAF) bzw. US-amerikanischen (USAAF) Bombern (siehe Luftangriffe auf Kiel). Der Luftangriff auf Lübeck am 29. März 1942 durch die RAF war das erste Flächenbombardement eines historischen deutschen Großstadtkerns. Bei den Großangriffen der „Operation Gomorrha“ gegen Hamburg im Sommer 1943 wurden auch Orte wie Wedel und Elmshorn auf Schleswig-Holsteiner Gebiet schwer getroffen. Mehrmals direkt angegriffen wurde die Flensburger Werft (siehe Luftangriffe auf Flensburg) und die DEA-Raffinerie Hemmingstedt bei Heide. Am 3. Mai 1945 bombardierten RAF-Maschinen irrtümlich die drei in der Neustädter Bucht manövrierunfähig liegenden Schiffe Cap Arcona, Thielbek und Deutschland. Etwa 7000 Menschen starben. Die SS hatte circa 10.000 KZ-Häftlinge auf den Schiffen zusammengepfercht und beabsichtigte höchstwahrscheinlich, die Schiffe mit den Häftlingen zu versenken.
Am 7. Mai 1945 wurde um 12:45 Uhr über den Reichssender Flensburg in einer Ansprache von Lutz von Schwerin-Krosigk zum ersten Mal von deutscher Seite das Ende des Zweiten Weltkrieges in Europa verkündet. Die bedingungslose Kapitulation der Wehrmacht trat am 8. Mai 1945 um 23:01 Uhr in Kraft. Zu diesem Zeitpunkt war der Großteil Schleswig-Holsteins noch unter der Kontrolle deutscher Truppen. Die Verhaftung der letzten Reichsregierung unter Karl Dönitz im Sonderbereich Mürwik erfolgte erst am 23. Mai 1945.

### Nachkriegszeit

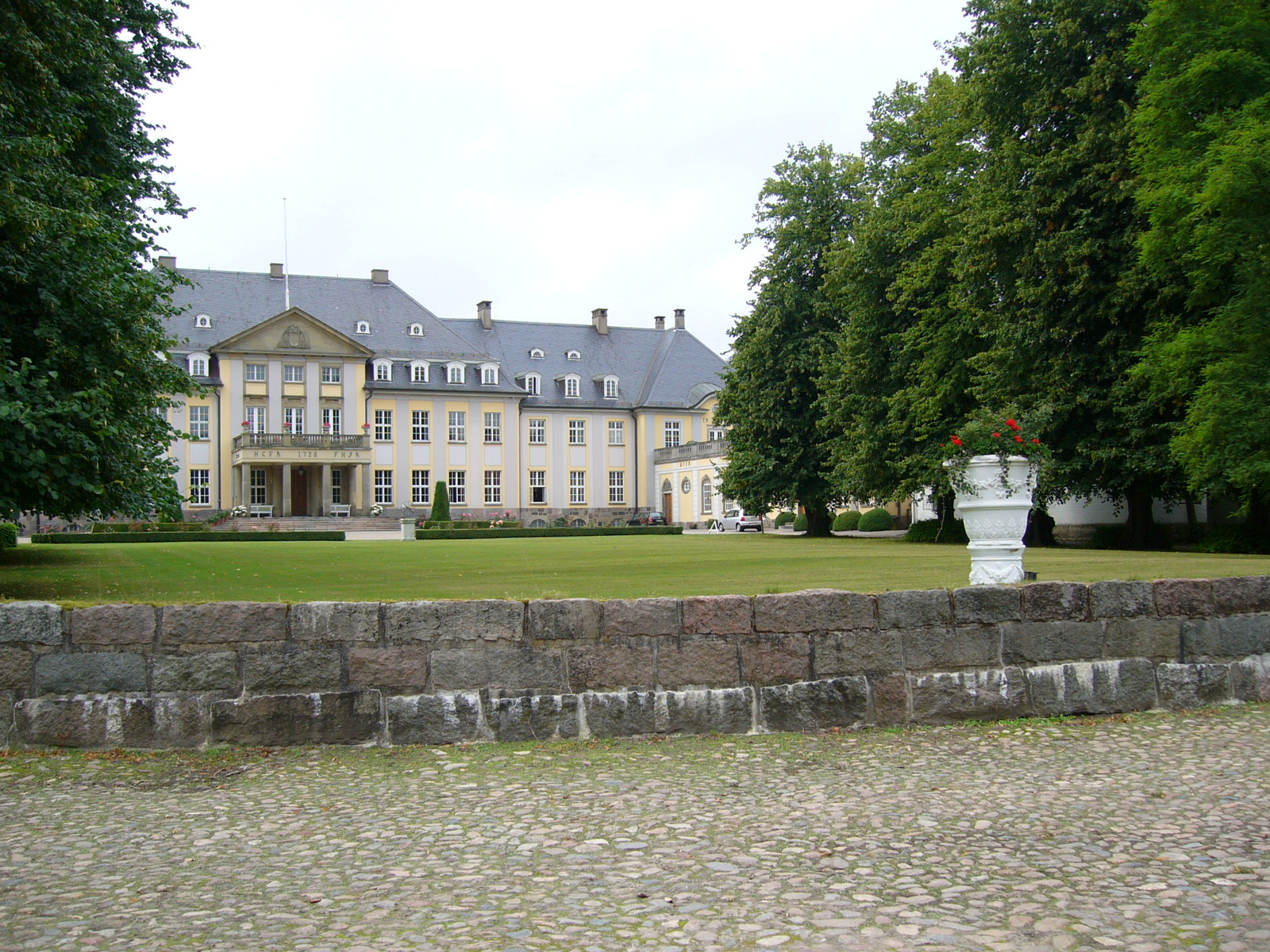
Herrenhaus Altenhof: Residenz des Britischen Regional/Land Commissioners

Tabellarische Übersicht über die Gutachten zur Länderreform, die im Zonenbeirat zur Abstimmung stand.

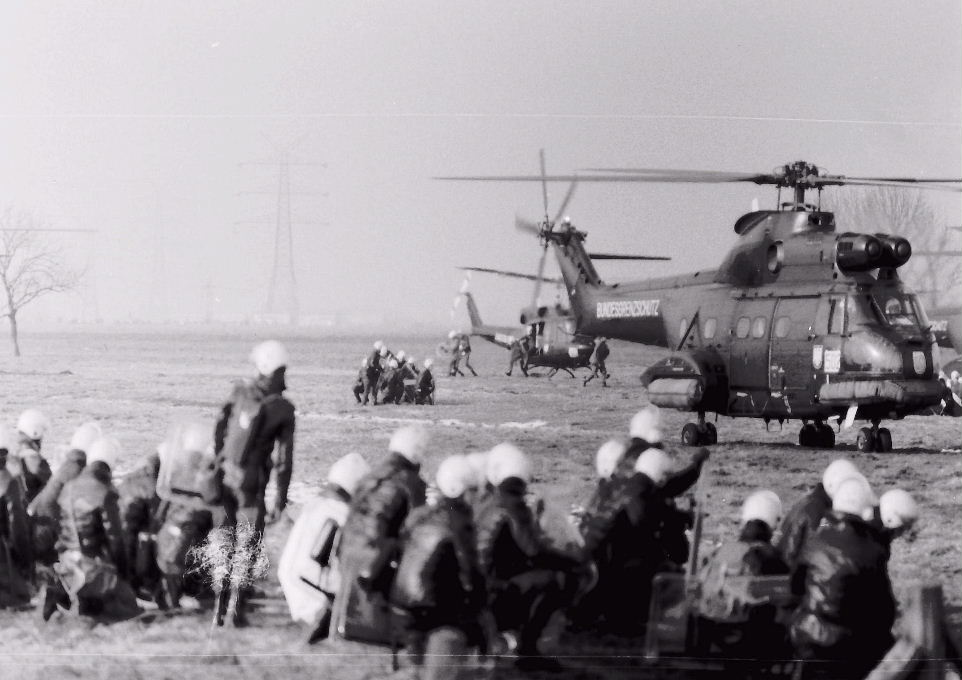
Polizeieinsatz gegen die Demonstration am Baugelände des Kernkraftwerks Brokdorf, Februar 1981

Bereits ab Ende 1944 war Schleswig-Holstein im Zuge der Verwundeten- und Flüchtlingstransporten über die Ostsee, der Evakuierung von Menschen aus dem Baltikum (Memelland), Ost-/Westpreußen, Pommern und Mecklenburg, Hauptanlaufgebiet von Flüchtlingen und Vertriebenen. Auch Ausgebombte aus den Großstädten Kiel, Lübeck und Hamburg zogen aufs Land. Die Einwohnerzahl, die 1939 noch 1,6 Millionen betragen hatte, stieg bis 1949 auf 2,7 Millionen. Unter allen westdeutschen Flächenländern war in Schleswig-Holstein der Anteil von Flüchtlingen im Vergleich zur eingesessenen Bevölkerung am höchsten.
Durch den Verzicht auf die Meldepflicht seitens der britischen Besatzungsmacht und die Anziehungskraft des Sonderbereichs Mürwik entwickelte sich Schleswig-Holstein zum „sicheren Hafen“ für zahllose NS-Kriegsverbrecher, die über die Rattenlinie Nord dort untertauchten und teils jahrzehntelang unbehelligt blieben.
Dieser 'braune Sumpf' setzte sich nahtlos im Parlament und der Landesregierung von Schleswig-Holstein seit 1946 fort. Ende der 1950er Jahre lag der Anteil ehemaliger NSDAP-Mitglieder im Kieler Landtag mehr als doppelt so hoch wie in Bremen und etwa 60 % höher als in Niedersachsen. In der Provinz Schleswig-Holstein, in der 1932/33 in einigen Regionen 70 % und mehr NSDAP gewählt hatten, galt lange nach dem Krieg eine NS-Mitgliedschaft nicht als anrüchig. Nach dem Wahlerfolg des bürgerlichen Lagers von 1950 hatten über zwei Jahrzehnte jeweils mindestens zwei von drei Regierungsmitgliedern vor 1945 der NSDAP angehört. Unter den Staatssekretären war die frühere NSDAP-Mitgliedschaft sogar die Norm.
Zur Jahreswende 1945/1946 ernannte die Militärregierung der Britischen Besatzungszone beratende deutsche Entnazifizierungsausschüsse. Im Massenverfahren wurden 406.500 Menschen entnazifiziert: In die Kategorie I der Hauptschuldigen und die Kategorie II der Schuldigen wurde in Schleswig-Holstein aber niemand eingestuft. 2217 stufte man in die Kategorie III der Belasteten ein; dazu gehörte auch der ehemalige Gauleiter Hinrich Lohse. 66.500 kamen in die Kategorie IV als Mitläufer und 206.000 in die Kategorie V als Entlastete.
Nach Kriegsende war Schleswig-Holstein formell noch eine preußische Provinz. Der Christdemokrat Theodor Steltzer, der dem militärischen Widerstand gegen das NS-Regime nahegestanden hatte, wurde im November als Oberpräsident an die Spitze der Verwaltung berufen, später zum ersten Ministerpräsidenten ernannt. Am 26. Februar 1946 trat der erste Landtag zusammen, der noch nicht gewählt, sondern von der Militärregierung ernannt worden war, die sich, zunächst vertreten durch ihren „Regional Commissioner for Schleswig-Holstein“, den Luftmarschall im Ruhestand Hugh Vivian Champion de Crespigny, letzte Entscheidungen vorbehielt. Mit der Verordnung Nr. 46 der britischen Militärregierung vom 23. August 1946 „Betreffend die Auflösung der Provinzen des ehemaligen Landes Preußen in der Britischen Zone und ihre Neubildung als selbständige Länder“ erhielt das Land Schleswig-Holstein seine rechtlichen Grundlagen. Als Hauptstadt setzte sich Kiel gegen Schleswig durch; Dienstsitz des britischen „Regional“, später „Land Commissioners“ war das sogenannte Somerset-House in Kiel, Residenz das Herrenhaus Altenhof. Bei der Landtagswahl vom 20. April 1947 wurde erstmals ein Landtag gewählt. Ein Bundesland wurde Schleswig-Holstein mit der 1949 vom Landtag verabschiedeten Landessatzung, die am 12. Januar 1950 in Kraft trat. Erst durch die am 30. Mai 1990 vom Kieler Landtag verabschiedete Verfassungsreform trug diese auch den Namen Landesverfassung.
Am 29. März 1955 wurden die Bonn-Kopenhagener Erklärungen unterzeichnet, in der die Bundesrepublik und Dänemark jeweils für die jeweilige Minderheit der anderen Nationalität auf ihrem Gebiet Schutzrechte vereinbarten und zugleich das freie Bekenntnis jedes Bürgers zu einer Volksgruppe als von Amts wegen nicht bestreitbar und nicht überprüfbar festschrieb. Dieses Abkommen gilt bis heute als Modell für die einvernehmliche Lösung von Volksgruppenfragen.
Im Kalten Krieg wurde Schleswig-Holstein aufgrund seiner strategischen Bedeutung für die NATO zu einem Stationierungsschwerpunkt der 1955 gegründeten Bundeswehr. Dem eigens eingerichteten Kommandobereich LANDJUT war mit der 6. Panzergrenadierdivision die personalstärkste NATO-Division unterstellt, die im nördlichsten Land disloziert war, dazu kamen die Ostseestützpunkte der Bundesmarine.
Einige der heftigsten Proteste gegen Kernkraftwerke in Deutschland fand von 1976 bis Anfang der 1980er Jahre um die Baustelle des Kernkraftwerks Brokdorf statt. Einschneidendstes Naturereignis in der Landesgeschichte dürfte die Schneekatastrophe am Jahreswechsel 1978/1979 gewesen sein, bei der nach starken Schneefällen und großen Schneeverwehungen über mehrere Tage viele Ortschaften nicht versorgt werden konnten.
Den größten Skandal der Nachkriegsgeschichte stellte die Barschel-Affäre im Herbst 1987 dar. Dieser Skandal erfuhr dann 1993 noch eine Fortsetzung mit der Schubladen-Affäre, in deren Folge Björn Engholm als Ministerpräsident zurücktrat und mit Heide Simonis als Nachfolgerin erstmals eine Frau an der Spitze eines Landes stand. Zuletzt rückte Schleswig-Holstein in den Mittelpunkt des Interesses, als Simonis in der Wahl des Ministerpräsidenten von Schleswig-Holstein 2005 spektakulär scheiterte. Die anschließende Große Koalition unter Ministerpräsident Peter-Harry Carstensen (CDU) hielt nur bis Juli 2009. Die Neuwahlen im September 2009 führten am 27. Oktober 2009 zur Bildung einer Schwarz-gelben Koalition unter dem alten und neuen Ministerpräsidenten Carstensen.
Mit Entscheidung vom 29. August 2010 erklärte jedoch das Landesverfassungsgericht Schleswig-Holsteins das der Landtagswahl zugrundeliegende Landeswahlgesetz für verfassungswidrig. Dem Landtag wurde auferlegt, bis zum Mai 2011 ein neues Gesetz zu beschließen. Ferner wurden Neuwahlen bis spätestens September 2012 angeordnet.
Bei der Landtagswahl in Schleswig-Holstein 2012 kam es erstmals unter der Führung von Torsten Albig zur sogenannten Dänen-Ampel aus SPD Schleswig-Holstein, Bündnis 90/Die Grünen Schleswig-Holstein und Südschleswigschem Wählerverband.
Zwischen Juni 2017 und Juni 2022 regiert eine Jamaika-Koalition unter Führung von Daniel Günther (CDU) das Land. Diese wurde 2022 durch eine Schwarz-grüne Koalition, ebenfalls unter Daniel Günther, abgelöst.

## Politik

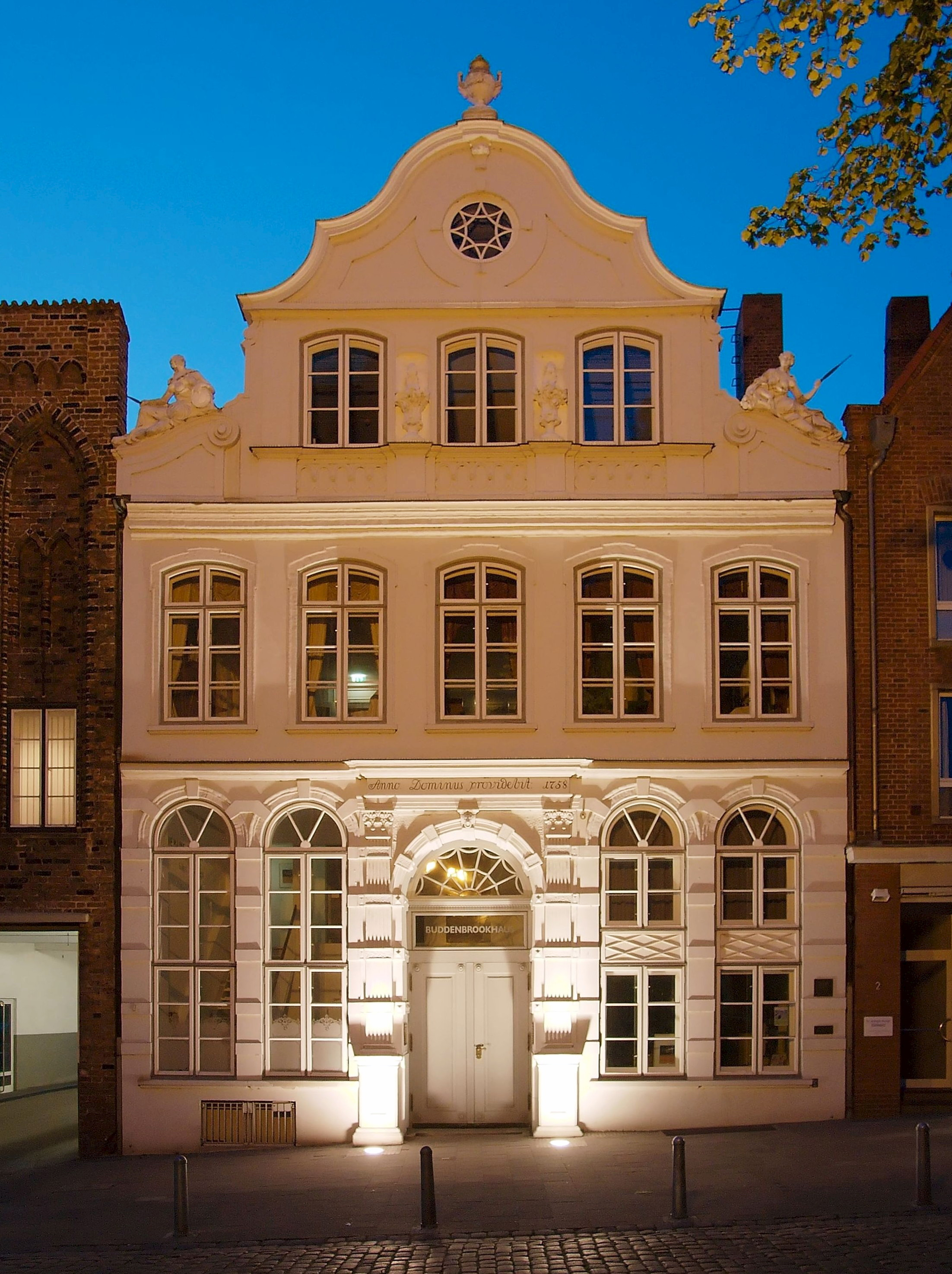
Buddenbrookhaus in Lübeck

Schleswig-Holstein ist ein ländlich und protestantisch geprägtes Land. In der Nachkriegszeit gab es in ganz Deutschland 12 bis 14 Millionen Heimatvertriebene aus dem Osten. Viele kamen in das relativ wenig zerstörte Schleswig-Holstein.
Der Bund der Heimatvertriebenen und Entrechteten (BHE) erhielt bei der Landtagswahl in Schleswig-Holstein 1950 23,4 % der Wählerstimmen. 1954 waren es 14,0 % und 1958 nur noch 6,9 %. Auch in anderen Bundesländern glitt der BHE in die Bedeutungslosigkeit; die meisten Heimatvertriebenen integrierten sich in die westdeutsche Gesellschaft.
Bei der Landtagswahl 1967 erhielt die NPD 5,8 % der Stimmen sowie vier der 73 Sitze und zog in den Landtag ein. 1971 (1,3 %), 1975 (0,5 %) und 1979 (0,2 %) scheiterte sie an der Fünf-Prozent-Hürde, danach trat sie nicht mehr an.
Bei der Landtagswahl 1992 erhielt die rechtsextreme DVU 6,3 % und sechs Sitze; bei der Wahl 1996 aber nur 4,3 %. Danach trat sie nicht mehr an.
In Schleswig-Holstein waren die Stimmenanteile der FDP und auch der Grünen bisher meist geringer als in den anderen westdeutschen Ländern. Die Stimmenverteilung innerhalb des Landes ist regional sehr verschieden. Tendenziell ist der Stimmenanteil der SPD in den kreisfreien Städten und im Umland Hamburgs höher, der Stimmenanteil der CDU ist tendenziell höher in den Kreisen Nordfriesland und Dithmarschen sowie in den ländlichen Gemeinden der Kreise Steinburg, Rendsburg-Eckernförde und Segeberg.
Bei der Europawahl 2019 wurden die Grünen die landesweit stärkste Partei.
Eine Besonderheit in der Parteienlandschaft Schleswig-Holsteins ist der Südschleswigsche Wählerverband. Er vertritt die Interessen der dänischen und der nordfriesischen Minderheit und ist durch die verfassungsrechtliche Anerkennung als Minderheitenpartei von der Fünf-Prozent-Hürde nach dem Wahlgesetz für den Landtag von Schleswig-Holstein ausgenommen.

### Verfassung
Schleswig-Holstein ist laut Artikel 1 seiner Verfassung vom 12. Januar 1950 ein Gliedstaat der Bundesrepublik Deutschland. In der Folge der Barschel-Affäre 1987 wurden vom Untersuchungsausschuss strukturelle Änderungen angeregt. Eine eingesetzte Enquete-Kommission erstellte Vorschläge zu einer Verfassungs- und Parlamentsreform und legte 1989 ihren Schlussbericht vor. Daraufhin wurde die Verfassung geändert und auch von Landessatzung in Landesverfassung umbenannt. Sie wurde am 30. Mai 1990 vom Landtag verabschiedet. Die Verfassung enthält seitdem auch Staatszielbestimmungen, z. B. den Minderheitenschutz der friesischen und der dänischen Volksgruppe im Land (Art. 5), die Förderung der Gleichstellung von Mann und Frau (Art. 6), den Schutz der natürlichen Lebensgrundlagen (Art. 7) oder Schutz und Förderung der Kultur einschließlich der plattdeutschen Sprache (Art. 9).
Im Vergleich zu anderen deutschen Landesverfassungen hat die Verfassung weitreichende Elemente der direkten Demokratie. Wie in allen anderen deutschen Ländern geht die Staatsgewalt vom Volke aus, das heißt, das Volk bekundet seinen Willen in Wahlen und Abstimmungen im Lande, in den Gemeinden und den Gemeindeverbänden.
Die Verfassung verliert vorbehaltlich anderweitiger bundesgesetzlicher Regelung ihre Geltung an dem Tag, an dem eine Neugliederung des Bundesgebietes in Kraft tritt.

### Hoheitszeichen

Landeswappen
Landesflagge
Landesdienstflagge
Kfz-Stander des Ministerpräsidenten (ab 1957)

#### Flagge
Die Landesflagge besteht aus drei horizontalen Streifen. Der obere Streifen ist blau, der mittlere weiß und der untere rot. Die Farben sind aus dem Landeswappen genommen und sind 1840 zum ersten Mal von den deutschen Schleswig-Holsteinern im sich abzeichnenden deutsch-dänischen Konflikt um Schleswig verwendet worden. Im Jahr 1949 wurde die Flagge offiziell von den Briten anerkannt. Die Dienstflagge enthält im Gegensatz zur Landesflagge das Landeswappen. Bei offizieller Beflaggung wird die Dienstflagge gehisst. Die Dienstflagge darf nur von den entsprechenden Behörden benutzt werden, die Landesflagge dagegen kann von jedermann frei benutzt werden, wovon großzügig Gebrauch gemacht wird – etwa in Form von Flaggen im Vorgarten. Schiffe führen eine Erkennungsflagge in den Farben der Landesflagge. Landeswappen, Landesfarben und -flagge wurden erst 1957 durch das Gesetz über die Hoheitszeichen des Landes Schleswig-Holstein vom 18. Januar 1957 festgelegt.

#### Wappen
Das Wappen umfasst heraldisch (also vom Wappen aus gesehen) links einen silbernen/weißen Schild mit roter Borte – das Wappen der Schauenburger Territorialherren –, das seit den Oldenburgern als holsteinisches Nesselblatt bezeichnet wird und heraldisch rechts die Schleswigschen Löwen. Seit 2009 gibt es als Bürgerwappen ein unten abgerundetes Landeswappen.

#### Hymne
Die Landeshymne heißt offiziell Wanke nicht, mein Vaterland. Die geläufige Bezeichnung ist Schleswig-Holstein-Lied. Der Text ist von Matthäus Friedrich Chemnitz, die Melodie von Carl Gottlieb Bellmann.

### Landtag

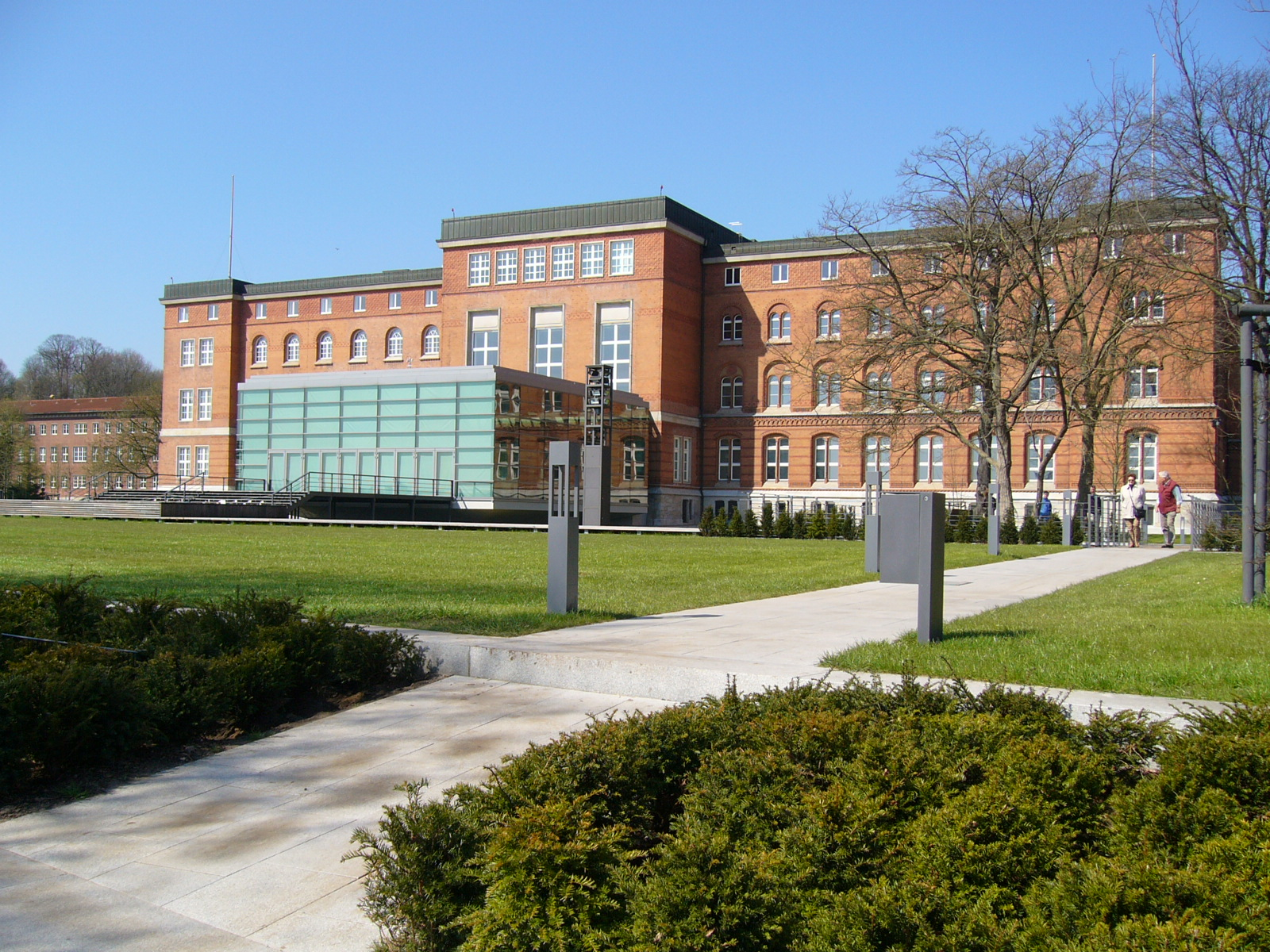
Landeshaus Kiel mit vorgebautem Plenarsaal

Der Landtag Schleswig-Holstein ist das vom Landesvolk gewählte oberste Organ der politischen Willensbildung und führt somit die legislative Gewalt aus. Der Landtag wählt die Ministerpräsidentin oder den Ministerpräsidenten. Der Landtag besteht in der Regel (ohne Überhangmandate) aus 69 Abgeordneten (siehe Tabelle). Sie werden nach einem Verfahren gewählt, das die Persönlichkeitswahl mit den Grundsätzen der Verhältniswahl verbindet.

### Landesregierung

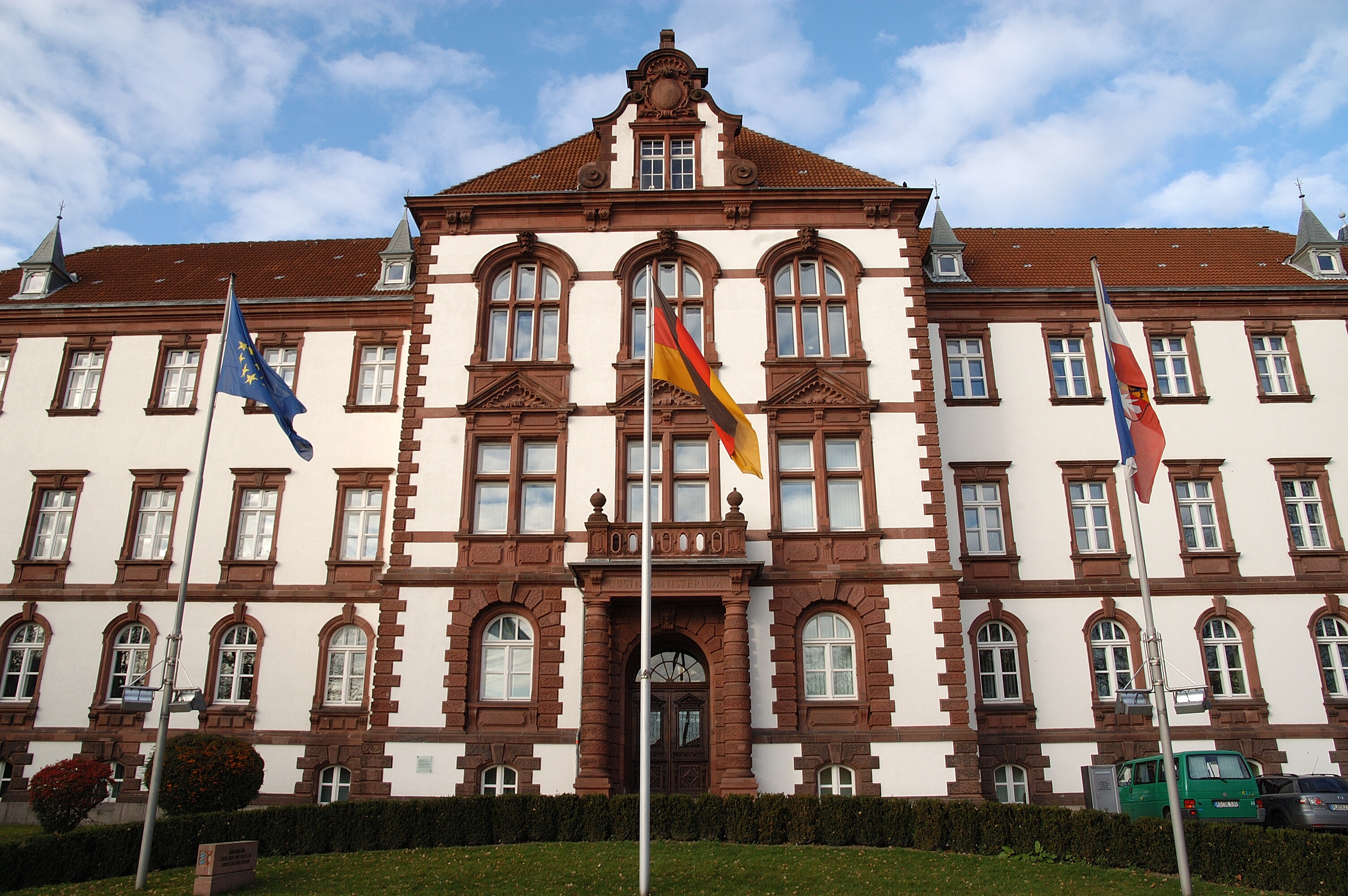
Justizministerium Schleswig-Holstein in Kiel

Die Landesregierung ist im Bereich der vollziehenden Gewalt oberstes Leitungs-, Entscheidungs- und Vollzugsorgan. Sie besteht aus dem Ministerpräsidenten und den Landesministern.
Der Ministerpräsident wird vom Landtag ohne Aussprache gewählt. Er beruft und entlässt die Landesminister und bestellt aus diesem Kreis für sich einen Vertreter.
Zum Ministerpräsidenten ist gewählt, wer die Stimmen der Mehrheit der Mitglieder des Landtages auf sich vereinigt (absolute Mehrheit). Erhält im ersten Wahlgang niemand diese Mehrheit, so findet ein neuer Wahlgang statt. Kommt die Wahl auch im zweiten Wahlgang nicht zustande, so ist gewählt, wer in einem weiteren Wahlgang die meisten Stimmen erhält.
Die Regierung wird seit der Landtagswahl in Schleswig-Holstein am 8. Mai 2022 von einer Koalition aus CDU und Grünen getragen, die 44 der 69 Sitze innehat.

Ministerpräsident Daniel Günther (CDU)

Zum Kabinett von Ministerpräsident Daniel Günther (CDU) gehören:
- Aminata Touré (Grüne), Ministerin für Soziales, Jugend, Familie, Senioren, Integration und Gleichstellung, Stellvertreterin des Ministerpräsidenten
- Silke Schneider (Grüne), Ministerin für Finanzen
- Kerstin von der Decken (CDU), Ministerin für Justiz und Gesundheit
- Karin Prien (CDU), Ministerin für Allgemeine und Berufliche Bildung, Wissenschaft, Forschung und Kultur
- Sabine Sütterlin-Waack (CDU), Ministerin für Inneres, Kommunales, Wohnen und Sport
- Tobias Goldschmidt (Grüne), Minister für Energiewende, Klimaschutz, Umwelt und Natur
- Claus Ruhe Madsen (CDU), Minister für Wirtschaft, Verkehr, Arbeit, Technologie und Tourismus
- Werner Schwarz (CDU), Minister für Landwirtschaft, ländliche Räume, Europa und Verbraucherschutz
- Dirk Schrödter (CDU), Chef der Staatskanzlei

#### Ministerpräsidenten
|  | Nr. | Name                    | Lebensdaten | Partei | Beginn der Amtszeit | Ende der Amtszeit |
|  | --- | ----------------------- | ----------- | ------ | ------------------- | ----------------- |
|  | 01  | Theodor Steltzer        | 1885–1967   | CDU    | 1946                | 1947              |
|  | 02  | Hermann Lüdemann        | 1880–1959   | SPD    | 1947                | 1949              |
|  | 03  | Bruno Diekmann          | 1897–1982   | SPD    | 1949                | 1950              |
|  | 04  | Walter Bartram          | 1893–1971   | CDU    | 1950                | 1951              |
|  | 05  | Friedrich-Wilhelm Lübke | 1887–1954   | CDU    | 1951                | 1954              |
|  | 06  | Kai-Uwe von Hassel      | 1913–1997   | CDU    | 1954                | 1963              |
|  | 07  | Helmut Lemke            | 1907–1990   | CDU    | 1963                | 1971              |
|  | 08  | Gerhard Stoltenberg     | 1928–2001   | CDU    | 1971                | 1982              |
|  | 09  | Uwe Barschel            | 1944–1987   | CDU    | 1982                | 1987              |
|  | *   | Henning Schwarz         | 1928–1993   | CDU    | 1987                | 1988              |
|  | 10  | Björn Engholm           | * 1939      | SPD    | 1988                | 1993              |
|  | 11  | Heide Simonis           | 1943–2023   | SPD    | 1993                | 2005              |
|  | 12  | Peter Harry Carstensen  | * 1947      | CDU    | 2005                | 2012              |
|  | 13  | Torsten Albig           | * 1963      | SPD    | 2012                | 2017              |
|  | 14  | Daniel Günther          | * 1973      | CDU    | 2017                | im Amt            |

- Henning Schwarz führte nach dem Rücktritt und dem kurz darauf folgenden Tod Uwe Barschels die Amtsgeschäfte des Ministerpräsidenten kommissarisch weiter bis zur Wahl Björn Engholms zum Ministerpräsidenten.

### Rechtsprechung
Die rechtsprechende Gewalt ist den Richtern anvertraut; sie wird im Namen des Volkes ausgeübt. Die Richter sind unabhängig und nur dem Gesetz unterworfen.
Als kleines Land verfügt Schleswig-Holstein lediglich über ein einziges Oberlandesgericht mit Sitz in Schleswig. Unterhalb des Oberlandesgerichts gibt es in Schleswig-Holstein Landgerichte in Kiel, Lübeck, Flensburg und Itzehoe und unterhalb der Landgerichte insgesamt 22 Amtsgerichte.
Ein eigenes Oberverwaltungsgericht wurde erst 1991 mit dem Schleswig-Holsteinischen Oberverwaltungsgericht in Schleswig errichtet. Bis dahin war das OVG Lüneburg aufgrund eines Staatsvertrages zwischen Niedersachsen und Schleswig-Holstein gem. § 3 Abs. 2 VwGO als gemeinsames Oberverwaltungsgericht für die Länder Niedersachsen und Schleswig-Holstein zuständig. Unterhalb des Oberverwaltungsgerichts gibt es als erste Instanz in der Verwaltungsgerichtsbarkeit des Landes nur ein Verwaltungsgericht für ganz Schleswig-Holstein in Schleswig.
Zudem gibt es mit dem Landesarbeitsgericht und dem Landessozialgericht zwei weitere Obergerichte sowie ein Finanzgericht für ganz Schleswig-Holstein. Erstinstanzlich wird die Arbeitsgerichtsbarkeit von fünf Arbeitsgerichten in Elmshorn, Flensburg, Kiel, Lübeck und Neumünster und die Sozialgerichtsbarkeit von vier Sozialgerichten in Itzehoe, Kiel, Lübeck und Schleswig ausgeübt.
Schleswig-Holstein verfügt als letztes Land erst seit dem 1. Mai 2008 über ein eigenes Landesverfassungsgericht. Zuvor war die Verfassungsgerichtsbarkeit gemäß Artikel 44 der Landesverfassung und gemäß Artikel 99 des Grundgesetzes die Entscheidung von Verfassungsstreitigkeiten innerhalb des Landes dem Bundesverfassungsgericht übertragen.

### Gesetzgebung

#### Parlamentarische Gesetzgebung
Die Gesetzentwürfe werden von der Landesregierung oder von einzelnen oder mehreren Abgeordneten des Landtages oder durch Initiativen aus dem Volk eingebracht. Die Gesetze werden durch den Landtag oder durch Volksentscheid beschlossen.
Gesetze, die die Verfassung ändern, bedürfen der Zustimmung von zwei Dritteln der Mitglieder des Landtages sowie der Zustimmung des Volkes. Außerdem müssen sie den Wortlaut des ändernden Verfassungstextes ausdrücklich ändern und ergänzen.

#### Direkte Demokratie

##### Initiative aus dem Volk
Alle Bürger haben das Recht, den Landtag im Rahmen seiner Entscheidungszuständigkeit mit bestimmten Gegenständen der politischen Willensbildung zu befassen. Einer Initiative kann auch ein mit Gründen versehener Gesetzentwurf zugrunde liegen; er darf den Grundsätzen des demokratischen und sozialen Rechtsstaates nicht widersprechen. Die Initiativen müssen von mindestens 20.000 Stimmberechtigten unterzeichnet sein. Ihre Vertreter haben das Recht auf Anhörung. Initiativen über den Haushalt des Landes, über Dienst- und Versorgungsbezüge sowie über öffentliche Abgaben sind jedoch unzulässig.

##### Volksbegehren
Stimmt der Landtag dem Gesetzentwurf oder der Vorlage innerhalb einer Frist von vier Monaten nicht zu, so sind die Vertreter der Volksinitiative berechtigt, die Durchführung eines Volksbegehrens zu beantragen. Der Landtag entscheidet nun, ob das beantragte Volksbegehren zulässig ist. Ein Volksbegehren ist dann zustande gekommen, wenn mindestens 5 % der Stimmberechtigten innerhalb eines halben Jahres dem Volksbegehren zugestimmt haben.

##### Volksentscheid
Ist ein Volksbegehren zustande gekommen, so muss innerhalb von neun Monaten über den Gesetzentwurf oder die andere Vorlage ein Volksentscheid herbeigeführt werden. Der Landtag kann einen eigenen Gesetzentwurf oder eine andere Vorlage zur gleichzeitigen Abstimmung stellen. Ein Volksentscheid findet nicht statt, wenn der Landtag das Gesetz schon verabschiedet hat, sodass ein Volksentscheid überflüssig geworden ist, oder wenn das Bundesverfassungsgericht – bzw. seit Bestehen des Landesverfassungsgerichts dieses – auf Antrag des Landtages oder der Landesregierung das Volksbegehren als verfassungswidrig eingestuft hat.
Der Gesetzentwurf oder die andere Vorlage ist durch Volksentscheid angenommen, wenn die Mehrheit derjenigen, die ihre Stimme abgegeben haben, jedoch mindestens ein Viertel der Stimmberechtigten, zugestimmt hat. Eine Verfassungsänderung durch Volksentscheid bedarf der Zustimmung von zwei Dritteln derjenigen, die ihre Stimme abgegeben haben, jedoch mindestens die Hälfte der Stimmberechtigten. In der Abstimmung zählen nur die gültigen Ja- und Nein-Stimmen.

### Verwaltungsgliederung
|           | 1900 | 1959 | 1994 | 2009 | 2020 | 2023 |
| --------- | ---- | ---- | ---- | ---- | ---- | ---- |
| Kreise    | 17   | 17   | 11   | 11   | 11   | 11   |
| Ämter     | ?    | 199  | 119  | 87   | 84   | 83   |
| Gemeinden | ?    | 1371 | 1131 | 1116 | 1106 | 1104 |

Schleswig-Holstein erfuhr 1970/74 eine Gebietsreform. Die Zahl der Kreise wurde von 17 (siehe Provinz Schleswig-Holstein) auf elf gesenkt; die Zahl der Gemeinden sank mittelfristig von 1371 (1959) auf 1131 (1994) und die bisher 199 Ämter wurden in 119 Ämter zusammengefasst. Für Gemeindegebietsänderungen ab 2000, siehe die Liste der Gebietsänderungen in Schleswig-Holstein seit dem 1. Januar 2000.
Schleswig-Holstein besteht heute (Stand: 1. Juni 2023) aus insgesamt vier kreisfreien Städten, elf Kreisen, 83 Ämtern und 1104 Gemeinden. Von diesen Gemeinden haben etwa 900 weniger als 2000 Einwohner und werden von einem ehrenamtlichen Bürgermeister verwaltet. 63 Gemeinden besitzen das Stadtrecht. Stadtrecht kann eine Gemeinde erhalten, die mindestens 10.000 Einwohner besitzt; Städte, die dieses aus alter Zeit haben, verlieren es aber nicht. In den Städten leben 1,6 Millionen der etwa 2,9 Millionen Einwohner des Landes (Stand Dezember 2018). Der Kreis Pinneberg ist mit 325.223 Einwohnern der bevölkerungsreichste und auch kleinste des Landes, der Kreis Rendsburg-Eckernförde mit 2190 km² der flächenmäßig größte und damit fast so groß wie das Saarland.

#### Kreise
| Kreis                       | Kreisstadt       | Kfz-Kennzeichen | Fläche in km² |
| --------------------------- | ---------------- | --------------- | ------------- |
| Kreis Dithmarschen          | Heide (Holstein) | HEI, MED        | 1.428,13      |
| Kreis Herzogtum Lauenburg   | Ratzeburg        | RZ              | 1.263,01      |
| Kreis Nordfriesland         | Husum            | NF              | 2.082,96      |
| Kreis Ostholstein           | Eutin            | OH              | 1.392,55      |
| Kreis Pinneberg             | Pinneberg        | PI              | 0.664,28      |
| Kreis Plön                  | Plön             | PLÖ             | 1.083,17      |
| Kreis Rendsburg-Eckernförde | Rendsburg        | RD, ECK         | 2.189,17      |
| Kreis Schleswig-Flensburg   | Schleswig        | SL              | 2.071,14      |
| Kreis Segeberg              | Bad Segeberg     | SE              | 1.344,39      |
| Kreis Steinburg             | Itzehoe          | IZ              | 1.056,13      |
| Kreis Stormarn              | Bad Oldesloe     | OD              | 0.766,33      |

#### Kreisfreie Städte
| Kreisfreie Stadt | Kfz-Kennzeichen | Fläche in km² |
| ---------------- | --------------- | ------------- |
| Flensburg        | FL              | 056,74        |
| Kiel             | KI              | 118,65        |
| Lübeck           | HL              | 214,21        |
| Neumünster       | NMS             | 071,63        |

Einen Sonderstatus nehmen die Städte Norderstedt (seit dem 1. Januar 2005) und Elmshorn (seit dem 1. Januar 2021) als „Große kreisangehörige Städte“ gemäß § 60a der Gemeindeordnung Schleswig-Holstein ein, da sie die beiden einzigen nicht kreisfreien Städte mit mindestens 50.000 Einwohnern sind.

#### Städte und Gemeinden
| Gemeinde         | Kreis                 | Einwohner 31. Dezember 2000 | Einwohner 31. Dezember 2007 | Einwohner 31. Dezember 2012 | Einwohner 31. Dezember 2017 | Einwohner 31. Dezember 2023 |
| ---------------- | --------------------- | --------------------------- | --------------------------- | --------------------------- | --------------------------- | --------------------------- |
| Kiel             | kreisfrei             | 232.612                     | 236.902                     | 239.866                     | 247.943                     | 248.873                     |
| Lübeck           | kreisfrei             | 213.399                     | 211.541                     | 211.713                     | 216.318                     | 219.004                     |
| Flensburg        | kreisfrei             | 084.281                     | 087.792                     | 083.462                     | 088.519                     | 92.667                      |
| Neumünster       | kreisfrei             | 079.831                     | 077.595                     | 076.951                     | 079.335                     | 80.185                      |
| Norderstedt      | Segeberg              | 071.523                     | 071.903                     | 074.574                     | 078.679                     | 82.719                      |
| Elmshorn         | Pinneberg             | 047.391                     | 048.052                     | 047.490                     | 049.618                     | 50.728                      |
| Pinneberg        | Pinneberg             | 039.423                     | 042.301                     | 041.726                     | 043.155                     | 44.756                      |
| Wedel            | Pinneberg             | 032.060                     | 032.033                     | 031.725                     | 033.347                     | 34.617                      |
| Ahrensburg       | Stormarn              | 029.117                     | 030.663                     | 031.292                     | 033.305                     | 34.601                      |
| Itzehoe          | Steinburg             | 033.549                     | 032.800                     | 030.956                     | 031.848                     | 32.319                      |
| Geesthacht       | Herzogtum Lauenburg   | 029.106                     | 029.295                     | 029.098                     | 030.407                     | 32.763                      |
| Rendsburg        | Rendsburg-Eckernförde | 029.321                     | 028.391                     | 027.446                     | 028.789                     | 30.545                      |
| Henstedt-Ulzburg | Segeberg              | 024.950                     | 026.560                     | 027.199                     | 028.056                     | 28.375                      |
| Reinbek          | Stormarn              | 024.570                     | 025.516                     | 026.347                     | 027.409                     | 28.579                      |
| Schleswig        | Schleswig-Flensburg   | 025.093                     | 024.036                     | 023.665                     | 025.118                     | 25.904                      |
| Bad Oldesloe     | Stormarn              | 023.314                     | 024.172                     | 024.448                     | 024.964                     | 25.104                      |
| Husum            | Nordfriesland         | 020.994                     | 022.327                     | 022.092                     | 023.274                     | 23.814                      |
| Eckernförde      | Rendsburg-Eckernförde | 023.304                     | 022.915                     | 021.791                     | 021.979                     | 21.620                      |
| Heide            | Dithmarschen          | 020.530                     | 020.827                     | 020.894                     | 021.699                     | 22.467                      |
| Kaltenkirchen    | Segeberg              | 018.081                     | 020.000                     | 019.904                     | 021.386                     | 23.478                      |
| Quickborn        | Pinneberg             | 019.875                     | 020.136                     | 019.986                     | 021.056                     | 22.339                      |

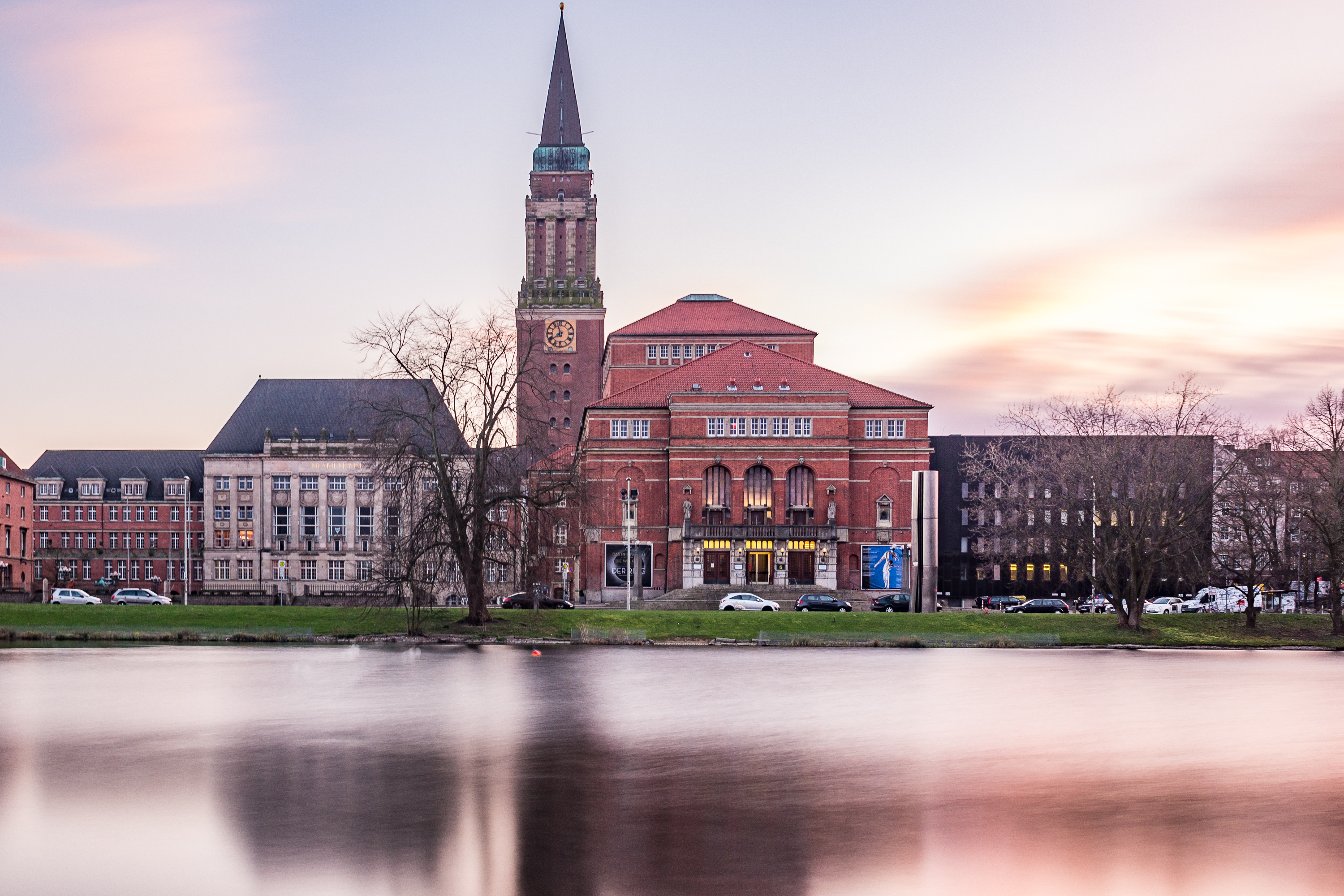
Rathaus und Oper von Kiel

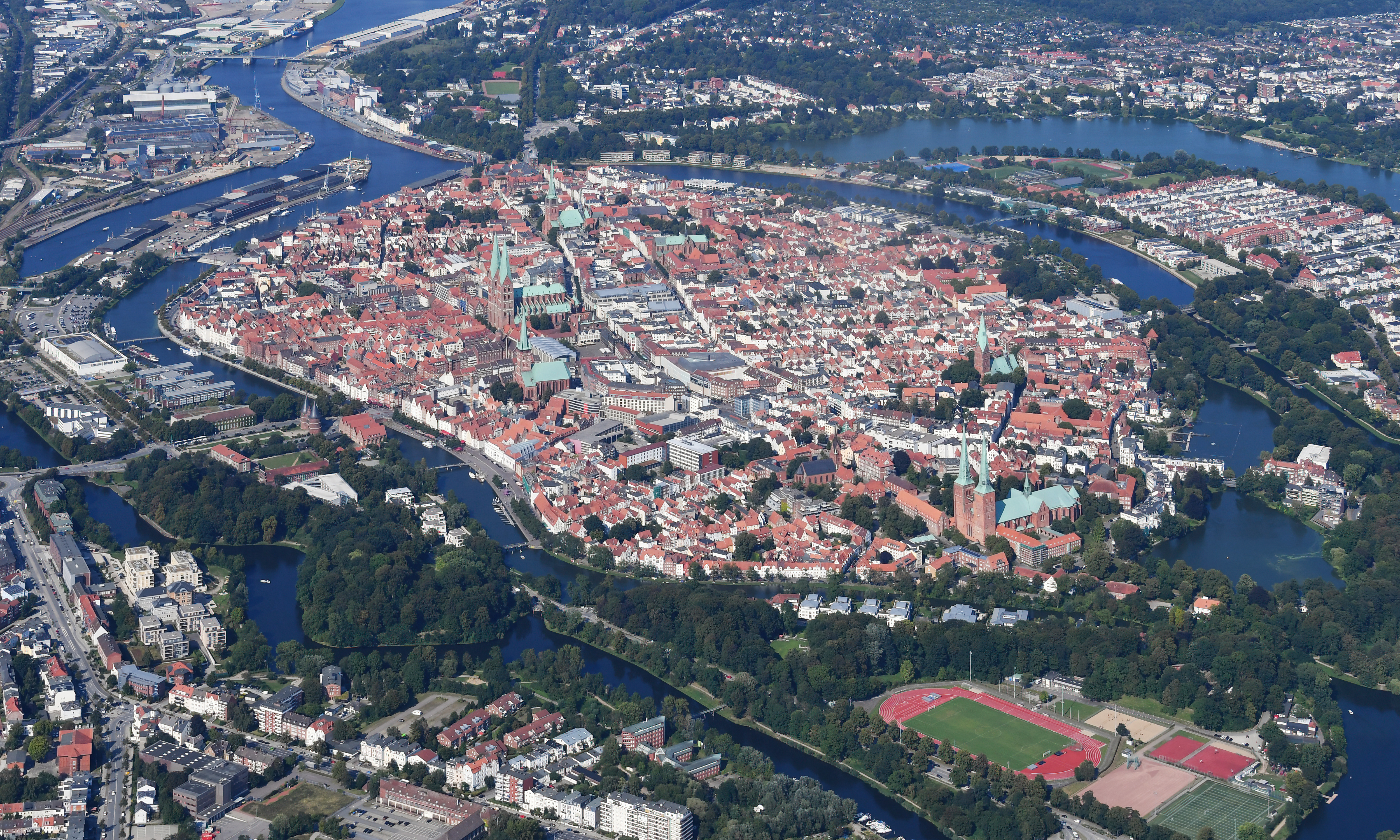
Luftbild der Lübecker Altstadt (Welterbe)

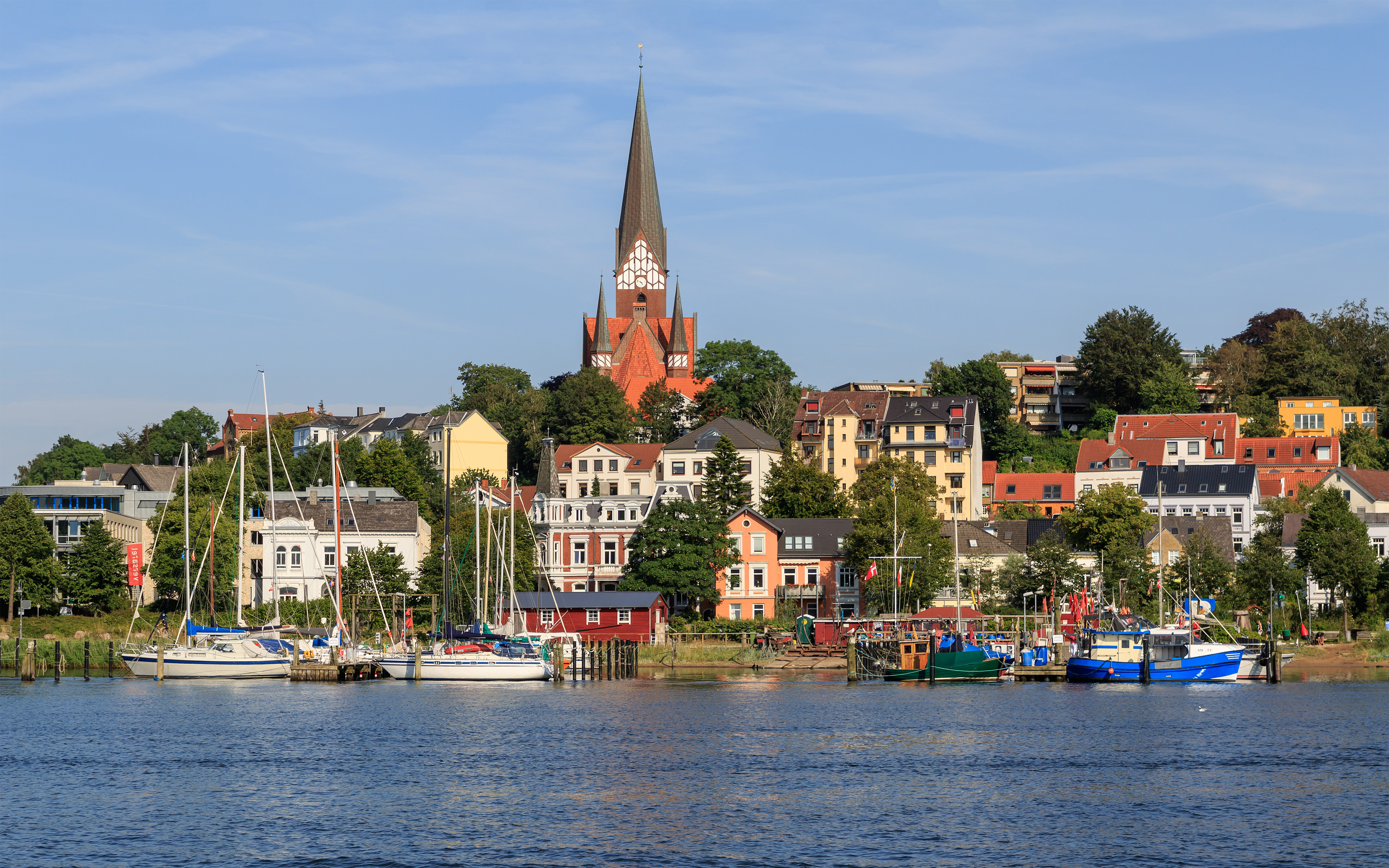
Flensburger Ostufer

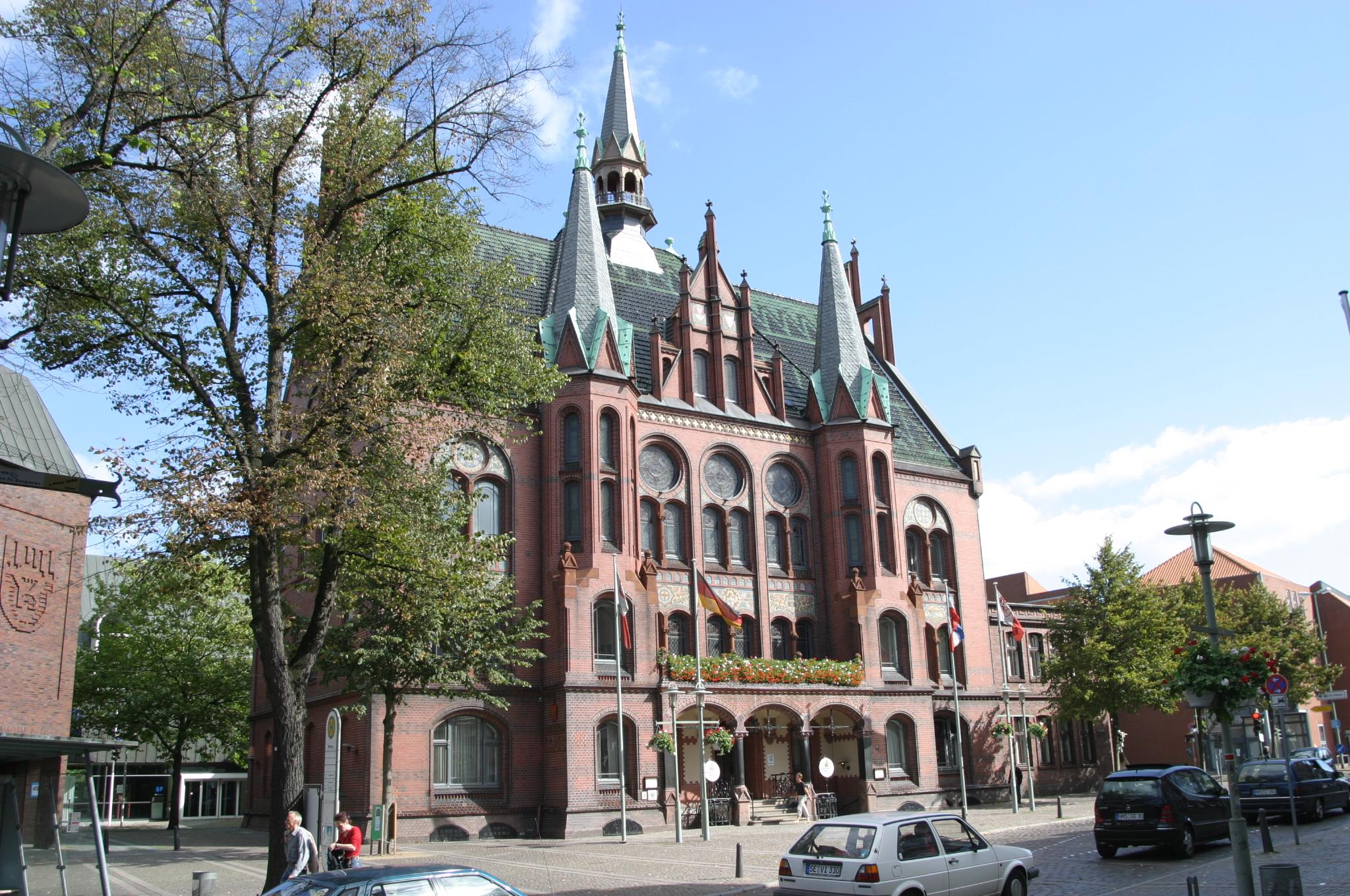
Rathaus von Neumünster

Schleswig-Holstein zeichnet sich durch eine große Zahl von Gemeinden mit weniger als 500 Einwohnern aus. Im Gegensatz zu den meisten anderen Ländern änderte daran auch die durchgeführte Gebietsreform nichts. 1020 kleinere Städte und Gemeinden sind in 83 Ämtern zusammengefasst, um die Verwaltungsaufgaben effektiver zu gestalten (Stand 1. Juni 2023).
Arnis ist mit seinen 251 Einwohnern die kleinste Stadt Deutschlands. Gröde (7) und Wiedenborstel (10) gehören zu den kleinsten eigenständigen Gemeinden Deutschlands.
Am 1. November 2016 schlug der Südschleswigsche Wählerverband vor, dass die Anzahl der Gemeinden bis 2022 von derzeit 1100 auf 170 sinken solle. Die Amtsebene mit 88 Ämtern solle entfallen und dafür Großgemeinden entstehen, die mindestens 8000, besser bis zu 20.000 Einwohner haben. Hintergrund ist die Annahme, dass die kleinteilige Gemeindestruktur Demokratiedefizite besitze. Zur Kommunalwahl 2013 hatte es in knapp jeder dritten Gemeinde nur noch eine einzige Wählerliste gegeben.

### Partnerschaften
| Gebietskörperschaft                                                   | Staat              | Partnerschaft seit      |
| --------------------------------------------------------------------- | ------------------ | ----------------------- |
| Sønderjylland Angrenzende Gemeinden Region Syddanmark Region Sjælland | Dänemark           | 2001/2017               |
| Pays de la Loire                                                      | Frankreich         | 1992                    |
| Woiwodschaft Pommern                                                  | Polen              | 1992                    |
| Oblast Kaliningrad                                                    | Russland           | 2004 (2022 suspendiert) |
| Präfektur Hyōgo                                                       | Japan              | 1995/2005               |
| Maryland                                                              | Vereinigte Staaten | 2002                    |

Darüber hinaus betreibt das Land seit 1995 Schleswig-Holstein-Büros im Ostseeraum zur Stärkung der traditionell engen Beziehung zwischen den Ländern des Ostseeraums. Schleswig-Holstein-Büros befinden sich in Danzig, Kaliningrad, St. Petersburg, Vilnius, Riga und Tallinn. Als einziger Nachbarstaat, mit dem S-H eine Landesgrenze hat, ist die Zusammenarbeit mit Dänemark, bzw. Regionen (z. B. Midtjylland und Nordjylland) und Kommunen in Dänemark, umfassend. Auch mit Regionen in Norwegen und Schweden wird zusammengearbeitet.

## Wirtschaft und Infrastruktur

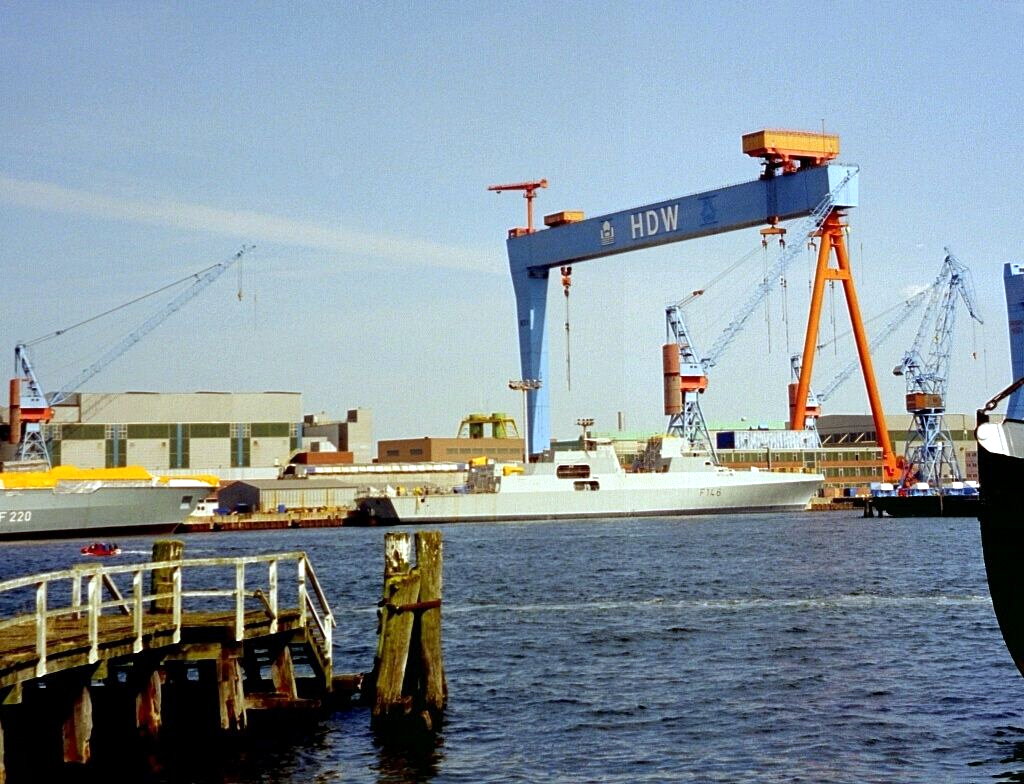
ThyssenKrupp Marine Systems (TKMS) in Kiel, die größte deutsche Werft (bis 2012: HDW)

In ökonomischer Hinsicht lassen sich drei Großräume unterscheiden: die prosperierende Metropolregion Hamburg, auch „Speckgürtel“ genannt (mit Maschinenbau und Dienstleistungen), die strukturschwache Westküste, an der Landwirtschaft, Tourismus und Windkraftanlagen dominieren, und die Hafenstädte an der Ostküste (insbesondere Lübeck, Kiel und Flensburg) mit Handel, Verkehr, Schiffbau, Tourismus und Windenergie.
ThyssenKrupp Marine Systems (TKMS, bis Ende 2012 HDW) in Kiel ist die größte deutsche Werft, die international für ihre U-Boote der Klassen 212 A und 214 mit Brennstoffzellenantrieb bekannt ist. Die Flensburger Schiffbau-Gesellschaft/FSG (Flensburg) hat sich auf RoRo/ConRo-Schiffe spezialisiert, während Lürssen-Kröger (Schacht-Audorf) und Nobiskrug (Rendsburg) im Bau von Megayachten eine führende Position einnehmen. Die Lübecker Flender-Werft stellte 2002 den Betrieb ein.
In den letzten Jahren gewinnt der Seehandel mit anderen Ostseestaaten wieder an Bedeutung. Eine besondere Rolle spielen dabei die Jütlandlinie und die Vogelfluglinie wie auch der Lübecker Hafen als Wege nach Skandinavien, Finnland, Russland und das Baltikum. Der Lübecker Hafen ist – mit 23,3 Millionen Tonnen umgeschlagenen Gütern im Jahr 2014 – der umschlagstärkste schleswig-holsteinische Hafen, die ebenfalls an der Ostsee liegenden Rostocker Häfen lagen mit 24,16 Millionen Tonnen nur leicht darüber. In allen schleswig-holsteinischen Seehäfen, sowohl an Nord- und Ostsee als auch an der Elbe und am Nord-Ostsee-Kanal, wurden im Jahr 2014 51,3 Millionen Tonnen Güter im Seeverkehr umgeschlagen. Im Corona-Jahr 2020 waren es 50,2 Mio. t. In Kiel hatten die Kreuzfahrtanläufe und Passagierzahlen in den 2010er Jahren Rekordhöhen erreicht.
In Schleswig-Holstein sind gut zwei Drittel der gesamten deutschen Fischereiflotte stationiert. Rund ein Viertel der deutschen Reedereien sind im Land angesiedelt; etwa 20 % des deutschen Umsatzes im Schiffbau werden hier erwirtschaftet.
Das Gebäudemanagement Schleswig-Holstein nimmt als Anstalt des öffentlichen Rechts die Bauherren- und Planungsaufgaben des Landes Schleswig-Holstein und des Bundes innerhalb Schleswig-Holsteins wahr.
Der Tourismus in Schleswig-Holstein hat eine weit größere Bedeutung als in den meisten anderen Ländern. Im Jahr 2018 erwirtschafteten etwa 151.000 Beschäftigte einen Umsatz von 7,9 Milliarden Euro. Der Beitrag des Tourismus zum Volkseinkommen betrug damit 5,9 %. Umgelegt auf das durchschnittliche Volkseinkommen pro Kopf und Jahr, ergibt sich ein Äquivalent von über 168.000 Personen, die ihren Lebensunterhalt durch die touristische Nachfrage bestreiten können.
Besonders die nordfriesischen Inseln (allen voran Sylt) erfreuen sich großer Beliebtheit bei den – zumeist deutschen – Touristen, doch auch die Ostseebäder (z. B. Grömitz, Timmendorfer Strand, Ostseebad Laboe, Schönberg (Holstein), Eckernförde oder Glücksburg) sind von Bedeutung.
Auch der Grenzhandel spielt eine Rolle in der schleswig-holsteinischen Wirtschaft. So kauften 2011 laut einer Umfrage fast 60 Prozent der dänischen Haushalte Bier oder Limonade in deutschen Grenzmärkten. Insgesamt werden im Grenzhandel jährlich rund 800 Millionen Euro umgesetzt. In Einkaufsparks wie dem Scandinavian Park in Handewitt und dem Grenzmarkt Zur Krone in Harrislee machen Käufe von Skandinaviern laut der Industrie- und Handelskammer Flensburg bis zu 25 Prozent des Umsatzes aus.
2017 hatte Schleswig-Holstein erstmals seit 1989 einen Exportüberschuss: Waren im Wert von 22,6 Milliarden Euro wurden exportiert, im Wert von 20,8 Milliarden Euro importiert. Wichtigster Handelspartner war Dänemark mit Waren im Wert von 1,8 Milliarden Euro (7,9 % Anteil im Export). Der Export-Anteil der EU lag bei 56,3 %, wobei insbesondere die EU-Staaten Niederlande, Vereinigtes Königreich, Frankreich, Polen, Belgien und Italien beteiligt waren.
Im Vergleich mit dem BIP der EU ausgedrückt in Kaufkraftstandards erreicht Schleswig-Holstein einen Index von 104,0 (EU-28:100) (2014).
2010 betrug die Wirtschaftsleistung in Schleswig-Holstein gemessen am BIP rund 75,6 Milliarden Euro. Der Schuldenstand belief sich Ende 2010 auf rund 26 Milliarden Euro.
| Arbeitsort  | sozialvers. Beschäftigte 30. Juni 2021 | Veränderung seit 30. Juni 2015 in Prozent 2 | Pendlersaldo 30. Juni 2021 2 | Arbeitsplatzdichte 1 2 |
| ----------- | -------------------------------------- | ------------------------------------------- | ---------------------------- | ---------------------- |
| Kiel        | 127.515                                | +8,55                                       | +33.285                      | 747                    |
| Lübeck      | 101.062                                | +11,89                                      | +19.198                      | 724                    |
| Flensburg   | 43.469                                 | +6,61                                       | +10.287                      | 727                    |
| Neumünster  | 42.082                                 | +19,27                                      | +11.622                      | 828                    |
| Norderstedt | 36.456                                 | +12,67                                      | +2.856                       | 731                    |
| Elmshorn    | 19.864                                 | +8,99                                       | −1.331                       | 608                    |
| Rendsburg   | 19.423                                 | +11,86                                      | +9.050                       | 1.070                  |
| Itzehoe     | 18.807                                 | +12,03                                      | +6.806                       | 974                    |
| Ahrensburg  | 18.562                                 | +14,50                                      | +5.535                       | 989                    |
| Husum       | 16.723                                 | +8,64                                       | +8.579                       | 1.362                  |

| Jahr                   | 2000 | 2001 | 2002 | 2003 | 2004 | 2005 | 2006 | 2007 | 2008 | 2009 | 2010 | 2011 | 2012 | 2013 | 2014 | 2015 | 2016 | 2017 | 2018 | 2019 | 2020 | 2021 | 2022 | 2023 |
| ---------------------- | ---- | ---- | ---- | ---- | ---- | ---- | ---- | ---- | ---- | ---- | ---- | ---- | ---- | ---- | ---- | ---- | ---- | ---- | ---- | ---- | ---- | ---- | ---- | ---- |
| Arbeitslosenquote in % | 8,5  | 8,4  | 8,7  | 9,7  | 9,8  | 11,6 | 10,0 | 8,4  | 7,6  | 7,8  | 7,5  | 7,2  | 6,9  | 6,9  | 6,8  | 6,5  | 6,3  | 6,0  | 5,5  | 5,1  | 5,8  | 5,6  | 5,2  | 5,5  |

In der Branche der erneuerbaren Energien arbeiten derzeit mehr als 15.000 Menschen. Insbesondere in ländlichen Räumen ist neue Wertschöpfung entstanden.

### Energieversorgung
In Schleswig-Holstein stehen drei endgültig abgeschaltete Kernkraftwerke. Es gab je einen Kernreaktor an den Standorten Brunsbüttel, Brokdorf und Krümmel. Das Kernkraftwerk Brokdorf wurde am 31. Dezember 2021 abgeschaltet. Die beiden anderen wurden kurz nach der Nuklearkatastrophe von Fukushima (März 2011) ausgeschaltet (siehe Atomausstieg). Brokdorf hatte eine Nettoleistung von 1410 MW und erzeugte 2017 17,7 % des in Schleswig-Holstein verbrauchten Stroms.
Eine zunehmend wichtige Rolle spielt hingegen die im Rahmen der Energiewende vorangetriebene Nutzung Erneuerbarer Energiequellen. Im Jahr 2017 erzeugten diese Energieträger 69,3 % des im Land erzeugten Stroms. Speziell die Windenergie ist in diesem Land stark – allein sie trugen mit 55,9 % zur Gesamterzeugung bei. Die Windenergie erfuhr in Schleswig-Holstein als einem der deutschen Pionierländer seit den 1990er Jahren einen enormen Bedeutungszuwachs, nachdem bereits in den 1980er Jahren erste Testanlagen wie der Growian errichtet wurden. Neben Anlagen an Land, die weiterhin die größte Bedeutung haben, wird seit den 2010er Jahren auch der Ausbau von Offshore-Windparks in der deutschen Ausschließlichen Wirtschaftszone in der Nordsee forciert. Mitte 2016 standen 3498 Windkraftanlagen mit einer Gesamtleistung von knapp 6149 MW in dem Land. Die Ende 2014 installierten Windkraftanlagen konnten rechnerisch etwa 70 % des schleswig-holsteinischen Strombedarfs decken. Ende 2022 waren 7.450 MW installiert, im ersten Halbjahr 2023 kamen weitere 582,5 MW hinzu.
2017 wurden 8,3 % des erzeugten Stromes mit Biogas erzeugt und 3,8 % mit Photovoltaik. Erneuerbare-Energien-Anlagen, die Strom aus Wasserkraft, Biomasse, Klärgasen/Deponiegasen sowie biogenen Abfällen gewinnen, spielten kaum eine Rolle.
Im Bereich fossiler Energieträger sank der Anteil des Kohlestroms 2017 auf 8,0 %, Strom aus Erdgas-Verfeuerung 3,4 %, Strom aus Öl-Verfeuerung 0,8 %. Auch nicht-biogene Abfälle (0,8 %) und sonstige Energieträger (0,1 %) spielten kaum eine Rolle in der Stromerzeugung.
Die Regierung sprach sich 2013 dafür aus, bis 2020 den Anteil Erneuerbarer Energien am Bruttostromverbrauch auf 300 bis 400 Prozent zu steigern und somit zunehmend auch andere Länder zu versorgen. 2017 betrug der Anteil aller Energien am Stromverbrauch rund 150 %.

### Größte Arbeitgeber
Nach der Anzahl der Beschäftigten waren 2020 die zehn größten Arbeitgeber in Schleswig-Holstein:
| Rang | Arbeitgeber                             | Hauptsitz    | Beschäftigte |
| ---- | --------------------------------------- | ------------ | ------------ |
| 01.  | Universitätsklinikum Schleswig-Holstein | Kiel, Lübeck | 15.781       |
| 02.  | Bartels-Langness Handelsgesellschaft    | Kiel         | 11.000       |
| 03.  | AOK Nordwest                            | Dortmund     | 07.700       |
| 04.  | Deutsche Post AG                        | Bonn         | 07.000       |
| 05.  | Thyssenkrupp Marine Systems GmbH        | Kiel         | 05.800       |
| 06.  | Drägerwerk AG & Co. KGaA                | Lübeck       | 04.925       |
| 07.  | EDEKA Handelsgesellschaft Nord mbH      | Neumünster   | 04.691       |
| 08.  | Deutsche Bahn AG                        | Berlin       | 03.891       |
| 09.  | Deutsche Telekom AG                     | Bonn         | 03.849       |
| 10.  | Bockholdt-Gruppe GmbH                   | Lübeck       | 03.655       |

### Verkehr
Das Flächenland Schleswig-Holstein verbindet Deutschland mit Dänemark und damit mit Skandinavien. Die Hauptverkehrsströme laufen dabei entlang der Jütlandlinie (Hamburg–Flensburg–Fredericia–Kopenhagen), der Vogelfluglinie (Hamburg–Lübeck–Puttgarden–Rödby–Kopenhagen), über die Westküstenachse (Hamburg–Itzehoe–Heide–Husum–Sylt/Esbjerg) und in Ost-West-Richtung über den Nord-Ostsee-Kanal (NOK), die Elbe und die Landwege Hamburg–Berlin. Wichtige Knoten stellen die Häfen Kiel und Lübeck sowie im Landverkehr Neumünster dar. Während der landgebundene Verkehr (Straße und Schiene) vor allem in Nord-Süd-Richtung auf Hamburg hin konzentriert verläuft, ist die Hauptachse des Schiffsverkehrs der ostwestlich verlaufende Nord-Ostsee-Kanal. Die Häfen mit dem stärksten Umschlag liegen in Lübeck in Richtung Ostsee und in Brunsbüttel in Richtung Nordsee. Am Flughafen Lübeck-Blankensee gibt es seit 2020 wieder Linienflüge. Am Flugplatz Kiel-Holtenau gibt es schon seit 2006 keine Linienflüge mehr, Ausbaupläne wurden verworfen. Das Ergebnis eines Bürgerentscheids im Mai 2018 hat das Fortbestehen des Flugplatzes Kiel-Holtenau bekräftigt. Pläne, auf dem Flugplatzgelände in Kiel Wohnungen zu errichten, wurden von der Mehrheit der Abstimmenden abgelehnt. Der von Urlaubern frequentierte Flughafen Sylt verzeichnete 2018 125.000 Passagiere.
Anteilsmäßig transportierten einzelne Verkehrssysteme:
- Straße: 162,4 Millionen Tonnen (2004)
- Schiene: 5,7 Millionen Tonnen (2004)
- Schifffahrt: 13,2 Millionen Passagiere (2019), 53 Millionen Tonnen Güterumschlag in schleswig-holsteinischen Häfen (2019[108]; 2015 waren es 39,5 Mio. t)
  - Seeschifffahrt: 35 Millionen Tonnen mit 51.224 Seeschiffen (2015)[109]
  - Binnenschifffahrt: 4,5 Millionen Tonnen (2015) (2004: 3,8 Mio. t)
  - Nord-Ostsee-Kanal: 99,1 Millionen Tonnen transportierte Güter auf rund 32.600 Schiffen (2014)

#### Straßenverkehr
Die wichtigsten Autobahnen des Landes gehen von Hamburg aus. Es sind die A 1 nach Lübeck, die weiter über die Vogelfluglinie die Öresundregion Kopenhagen/Malmö anbindet, die A 7 über Neumünster und Rendsburg nach Flensburg mit einem Abzweig nach Kiel, der A 215, und die A 23 nach Heide mit Anschluss nach Husum und den Nordfriesischen Inseln. Die A 20 führt bisher von Bad Segeberg über Lübeck an die Mecklenburg-Vorpommersche Ostseeküste und soll in Zukunft in südwestliche Richtung über Bad Bramstedt führen und bei Glückstadt die Unterelbe queren. Die A 24 verbindet die Metropolregion Hamburg mit der Metropolregion Berlin/Brandenburg. Die 18 Kilometer lange A 25 verbindet Geesthacht mit Hamburg. Die Bundesautobahn 21 soll einmal Kiel mit Lüneburg in Niedersachsen verbinden. Der 1972 begonnene Bau der A21 stockt jedoch immer wieder. Derzeit verläuft die A 21 von Löptin im Kreis Plön bis Hammoor im Kreis Stormarn. Der restliche Teil der Strecke ist zurzeit noch als Bundesstraße 404 gewidmet. Mit der B404 besteht bereits heute die Möglichkeit, die Elbe östlich von Hamburg zu überqueren und den stauintensiven Neuen Hamburger Elbtunnel zu umgehen. Mit dem Bau der Elbquerung (A 20) westlich von Hamburg wird in den 2020er Jahren gerechnet. Auf der Hauptverkehrsader A 7 sind umfangreiche Baumaßnahmen geplant. Die Rader Hochbrücke muss zunächst verschwenkt und dann abgerissen werden, da sie den Verkehrsströmen nur noch wenige Jahre standhalten kann. Die neue Rader Hochbrücke soll 2029 fertiggestellt sein. Anstelle der Drehbrücke von 1913 gibt es seit Juli 1961 den Kanaltunnel Rendsburg unter dem Nord-Ostsee-Kanal.
Schleswig-Holsteins Straßennetz umfasst 498 km Autobahnen, 1601 km sonstige Bundesstraßen, 3669 km Landesstraßen und 4112 km Kreisstraßen.

#### Busverkehr
Das Regionalbus-Netz Schleswig-Holsteins wird im Wesentlichen von der Autokraft GmbH nach Vorgaben der Kreise betrieben.

#### Schienenverkehr

Liniennetzplan der NAH.SH für Schleswig-Holstein

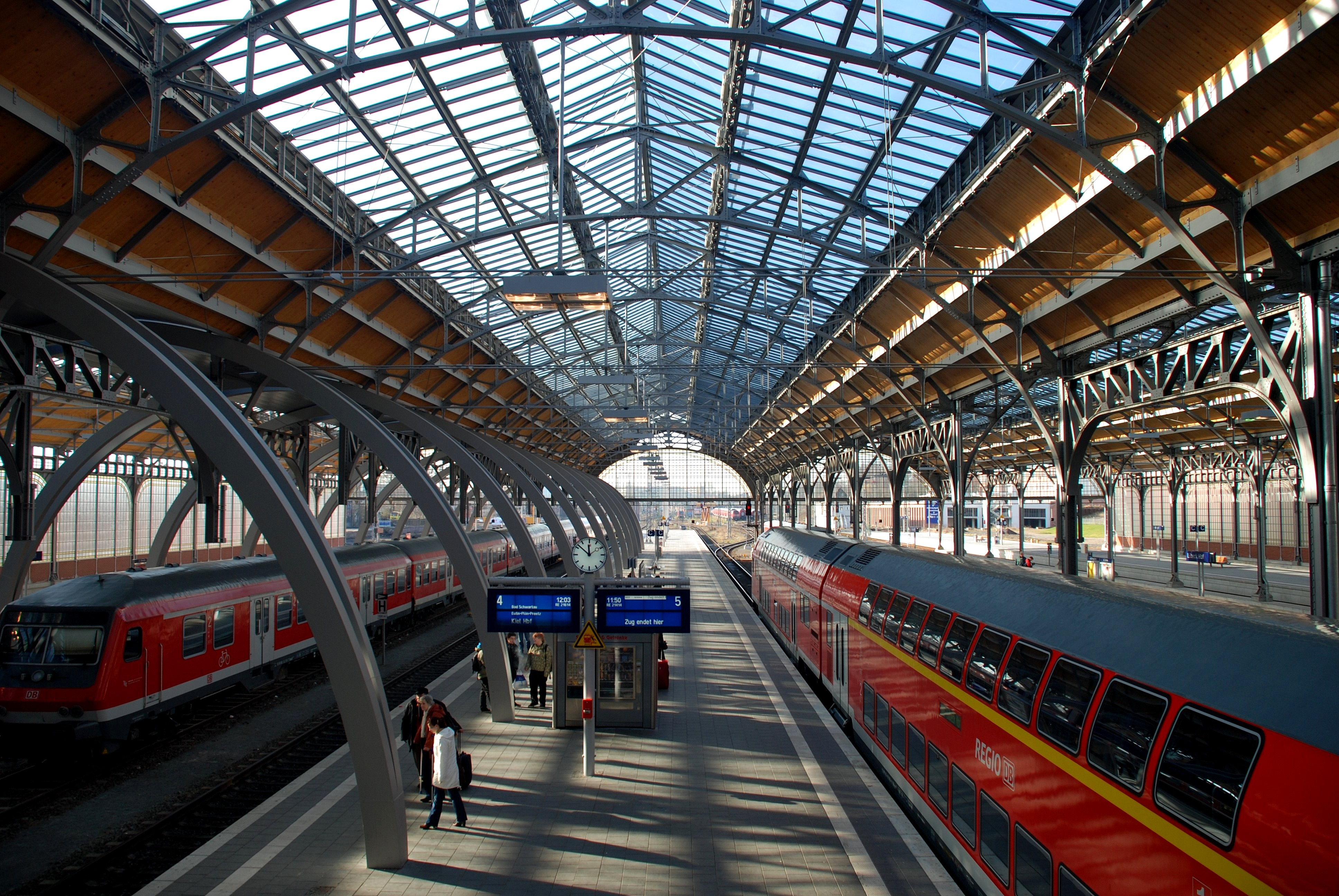
Lübeck Hauptbahnhof, Bahnhofshalle

Die Eisenbahn hat in Schleswig-Holstein eine relativ große Bedeutung für den Tourismus und für Berufspendler zu den Zentren Hamburg, Lübeck und Kiel.
Die Hauptstrecken der Eisenbahn sind auf Hamburg ausgerichtet. Von dort führen sie nach Kiel/Flensburg und nach Lübeck. Auch die Züge der Marschbahn beginnen in Hamburg und enden in Westerland auf Sylt. Von Bedeutung war ab den 1960er Jahren die Eisenbahnfähre von Fehmarn nach Lolland im Verlauf der Vogelfluglinie. Seit der Eröffnung der Brücke über den Großen Belt in Dänemark ist der Güterverkehr über die Vogelfluglinie zum Erliegen gekommen.
Im Zuge der im Bau befindlichen festen Fehmarnbeltquerung ist zwischen Lübeck und Fehmarn eine neutrassierte, leistungsfähigere Strecke in Planung.
Entlang der Westküste verläuft die weitgehend nichtelektrifizierte Hauptstrecke Hamburg–Elmshorn–Itzehoe–Heide–Husum–Sylt/–Esbjerg. Von ihr zweigen in Heide, Husum und Niebüll mehrere Strecken ab, die Fremdenverkehrsorte erschließen:
- Bahnstrecke Heide–Büsum in Dithmarschen
- Bahnstrecke Husum–Bad St. Peter-Ording auf der Halbinsel Eiderstedt über Tönning
- Bahnstrecke Niebüll–Dagebüll in Nordfriesland

Eine weitere wichtige Hauptachse ist die Bahnstrecke Hamburg-Altona–Kiel, von der in Neumünster die Bahnstrecke Neumünster–Flensburg abzweigt, die weiter über die Bahnstrecke Flensburg–Fredericia nach Dänemark führt. Diese drei elektrifizierten und weitgehend zweigleisigen Strecken können als Teil der Jütlandlinie gesehen werden.
Die Ostküste wird durch weitgehend eingleisige, großteils nichtelektrifizierte Strecken erschlossen, von Nord nach Süd sind dies:
- Bahnstrecke Kiel–Flensburg über Eckernförde
- Bahnstrecke Kiel–Lübeck über Plön und Eutin
- Bahnstrecke Lübeck–Puttgarden durch Wagrien (Oldenburg) zur Insel Fehmarn – Teil der Vogelfluglinie
- Bahnstrecke Lübeck–Lübeck-Travemünde Strand – seit 2008 elektrifiziert
- Bahnstrecke Lübeck–Bad Kleinen nach Mecklenburg

Von Lübeck aus bestehen zwei Verbindungen Richtung Süden:
- Bahnstrecke Lübeck–Hamburg durch den Kreis Stormarn über Bad Oldesloe und Ahrensburg – diese Strecke weist die größte Zahl Bahnreisender in Schleswig-Holstein auf
- Bahnstrecke Lübeck–Lüneburg durch den Kreis Herzogtum Lauenburg über Ratzeburg, Mölln, Büchen und Lauenburg

Im nördlichen und mittleren Teil Schleswig-Holsteins gibt es seit der Stilllegung der Bahnstrecke Flensburg-Weiche–Lindholm in den 1980er Jahren nur noch drei reine Ost-West-Verbindungen:
- Bahnstrecke Jübek–Husum
- Bahnstrecke Kiel-Hassee–Osterrönfeld
- Bahnstrecke Neumünster–Heide

Im nördlichen Hamburger Umland bestehen einige Verbindungen der AKN
A1: Kaltenkirchen – Henstedt-Ulzburg – Hamburg-Eidelstedt
A2: Neumünster – Bad Bramstedt – Kaltenkirchen – Henstedt-Ulzburg – Quickborn – Norderstedt
A3: Elmshorn – Barmstedt – Henstedt-Ulzburg
sowie die Bahnstrecke Neumünster–Bad Oldesloe über Bad Segeberg. Norderstedt und Ahrensburg sind auch durch die U-Bahn-Linie U1 an Hamburg angeschlossen.
Außerdem verkehren auf einigen zusätzlichen Strecken Güterzüge, etwa nach Brunsbüttel. Auf weiteren Strecken findet zurzeit nur Saison- und Museumsverkehr statt:
- Bahnstrecke Süderbrarup–Kappeln
- Kiel-Schönberger Eisenbahn (KSE)
- Bergedorf-Geesthachter Eisenbahn (BGE)

Wichtigste Eisenbahnverkehrsunternehmen sind die DB Regio Schleswig-Holstein und die AKN. Darüber hinaus gibt es noch weitere Privatbahnen in Schleswig-Holstein. Die bedeutendsten und nach Fahrgastaufkommen größten Bahnhöfe Schleswig-Holsteins sind Kiel Hauptbahnhof und Lübeck Hauptbahnhof.
Der Regionalverkehr im Land ist vertaktet, sodass auf jeder Strecke mindestens alle zwei Stunden Züge verkehren. Auf den meisten Strecken gibt es einen Stundentakt, teilweise sogar einen Halbstundentakt. Eine Ausnahme bildet die Strecke Niebüll–Dagebüll, die aufgrund des Fährfahrplans nicht vertaktet ist.
Der unvertaktete Fernverkehr ist mit einigen InterCity-Zugpaaren auf der Marschbahn am dichtesten. ICE-Züge erreichen Lübeck und Kiel jeweils über Hamburg und nach Kiel über Neumünster. Ab 2007 gab es auch Diesel-ICE bis Århus über Neumünster, Rendsburg und Flensburg, bis 2019 fuhren diese bis Kopenhagen über Lübeck, Oldenburg in Holstein und Puttgarden. Mehrere Fernzüge auf der Bahnstrecke Berlin–Hamburg halten in Büchen mit Umstiegsmöglichkeiten von und nach Lübeck und Lüneburg.
29 Prozent der Strecken sind elektrifiziert, weniger als in vergleichbaren Bundesländern.

#### Wasserverkehr
Das Land hat insgesamt 46 öffentliche Häfen und Anlegestellen. Vier von ihnen haben überregionale Transitfunktionen: Kiel, Lübeck-Travemünde und Puttgarden an der Ostsee, Brunsbüttel an der Nordsee. Kiel und Lübeck sind ebenso für den Güterverkehr nach Skandinavien sowie nach Osteuropa wichtig. Lübeck-Travemünde und Kiel sind zudem wichtige Fähr- bzw. Kreuzfahrthäfen (2013: 153 Kreuzfahrtschiffe, 397.000 Passagiere begannen oder beendeten ihre Kreuzfahrt in einem schleswig-holsteinischen Hafen). Puttgarden ist der deutsche Hafen der Vogelfluglinie nach Dänemark.
Brunsbüttel ist ein wichtiger Hafen für Massengüter und dient außerdem als Basis für die Offshore-Windenergieindustrie.
Gemessen am Güterumschlag waren 2017 die größten Häfen:
- Lübeck (einschließlich Lübeck-Travemünde): 25 Mio. t (2017)
- Brunsbüttel: 9,882 Mio. t (2017)
- Kiel: 7,407 Mio. t (2017)[112]
- Puttgarden: 5,493 Mio. t (2017)

Der Nord-Ostsee-Kanal ist mit über 41.000 Schiffsbewegungen jährlich die meistgenutzte künstliche Wasserstraße der Welt. Der Schiffsverkehr auf dem Kanal hat sich zwischen 1998 und 2006 fast verdreifacht.

#### Luftverkehr

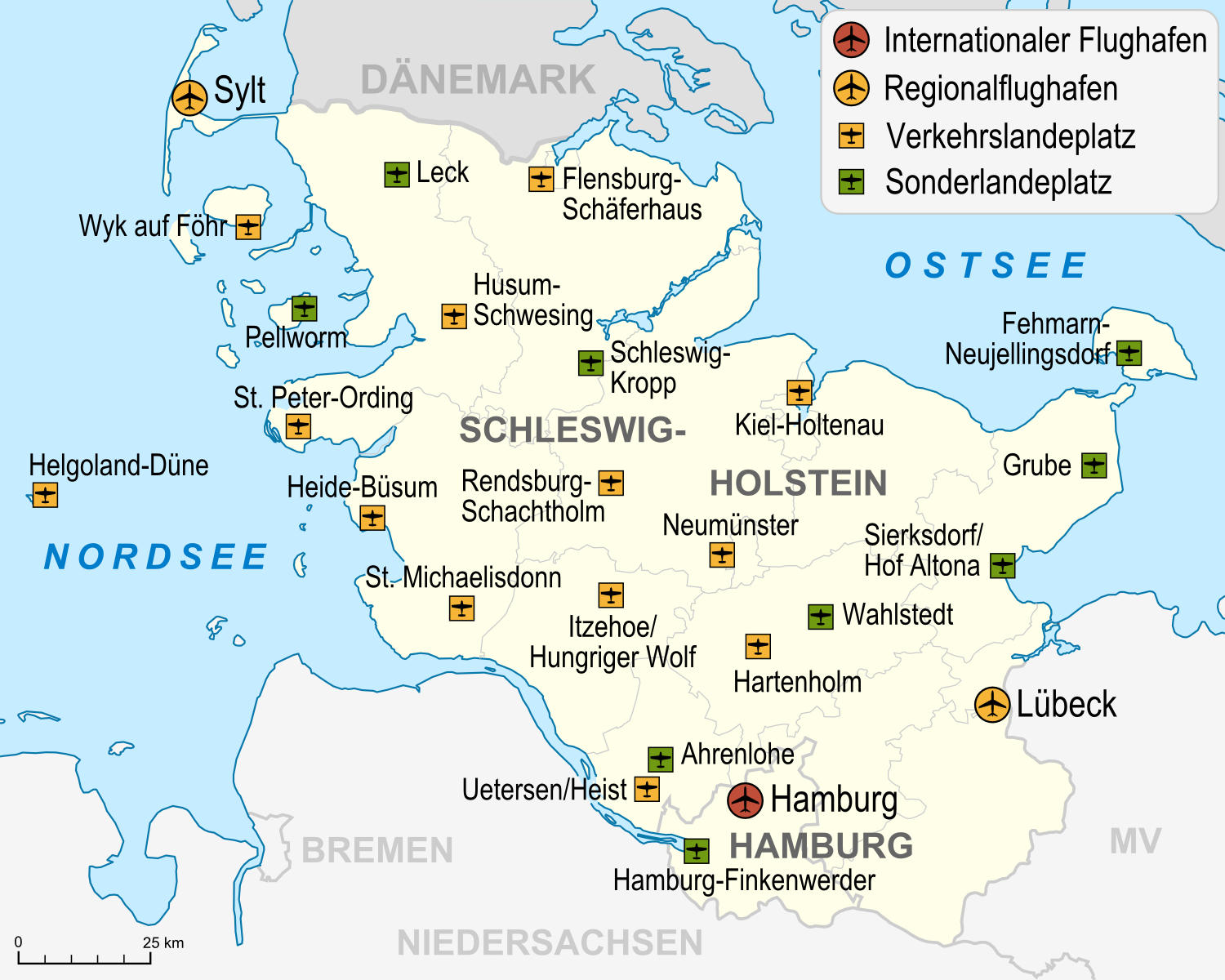
Karte der Flughäfen und Landeplätze in Schleswig-Holstein und Hamburg

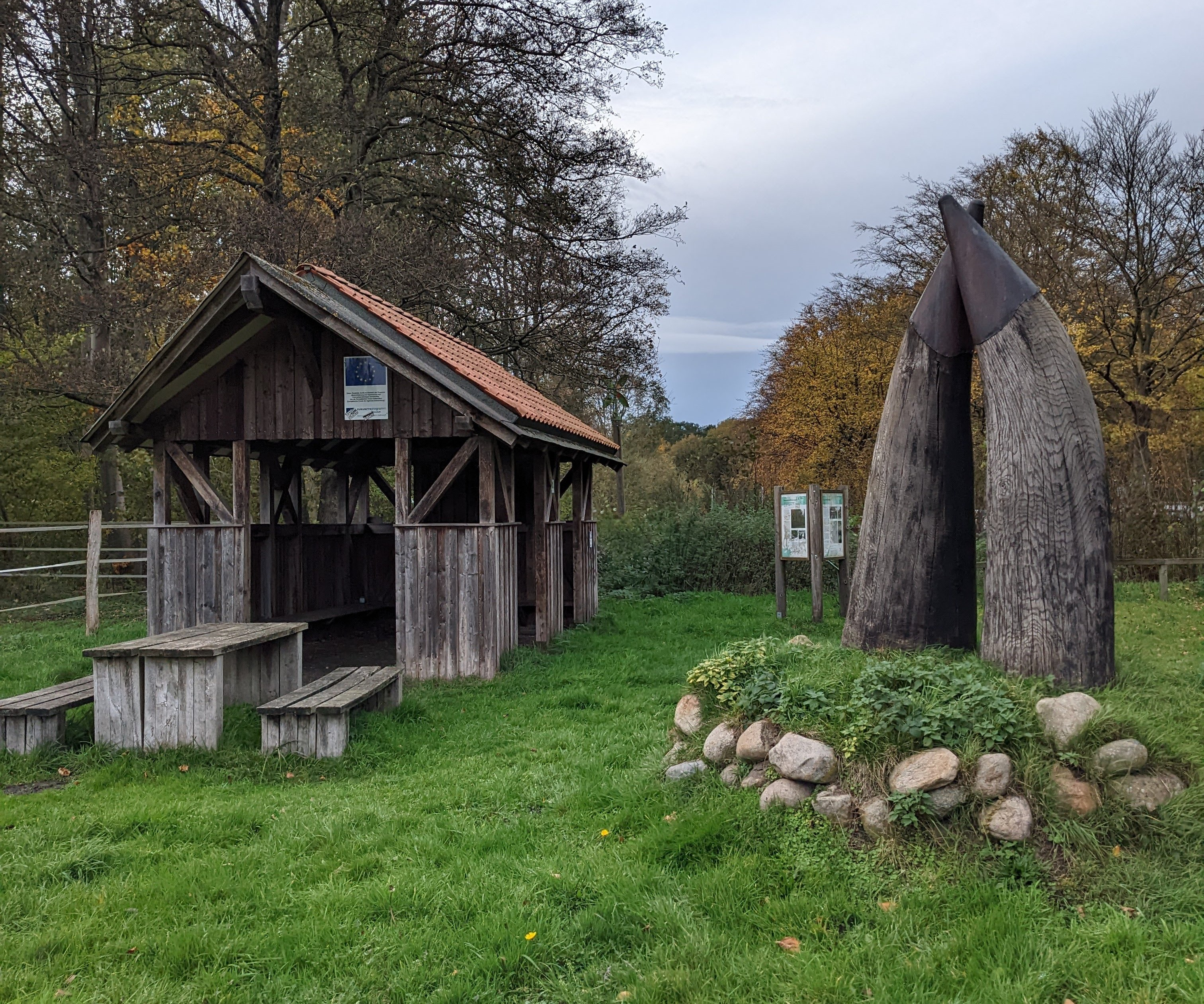
Schutzhütte des Radfernwegs Ochsenweg am Tierpark Neumünster

Die beiden größeren zivilen Flughäfen des Landes sind der Flugplatz Kiel-Holtenau und der Flughafen Lübeck-Blankensee. In den 1980er Jahren verhinderten Bürgerinitiativen die Verlängerung der Landebahn des Kieler „Flughafens“ für Mittelstreckenflugzeuge. Während der Kieler Flugplatz derzeit keine Linienflüge anbietet, war der Flughafen Lübeck-Blankensee mit 697.559 Passagieren im Jahr 2009 auch für den Ferntourismus von Bedeutung, da er regelmäßig von sogenannten Billigfluggesellschaften angeflogen wurde – seitdem wurde der Betrieb jedoch stark eingeschränkt. Den insolventen Lübecker Flughafen kaufte im Juni 2016 ein Lübecker Labormediziner.
Zunehmende Bedeutung erlangte ab den 2000er Jahren der Flughafen Sylt; er wird seit 2005 mehrmals täglich von Fluggesellschaften im Liniendienst angeflogen und hatte 2009 ein Passagieraufkommen von 157.000. Es gibt zudem mehrere Verkehrslandeplätze, unter anderem auf der Insel Düne bei Helgoland, bei Uetersen/Heist, Flensburg-Schäferhaus und Hartenholm, dazu zahlreiche Sonderlandeplätze. Die Fliegerhorste Hohn und Schleswig werden weiterhin militärisch genutzt, während andere Militärflugplätze stillgelegt oder wie der ehemalige Fliegerhorst Husum zum Flugplatz Husum-Schwesing umgewandelt wurden.
Der weitaus wichtigste Verkehrsflughafen für das Land ist jedoch der Flughafen Hamburg, nur wenige Kilometer südlich der Landesgrenze gelegen; die Startbahn 2 reicht in Norderstedt auf schleswig-holsteinisches Gebiet.

#### Radverkehr
Schleswig-Holstein verfügt über den höchsten Anteil an Radwegen entlang von Straßen unter den deutschen Bundesländern. Im Jahr 2019 verfügten 56 % aller Straßen im Land über einen Radweg.
Insgesamt 13 Radfernwege führen durch das nördlichste Bundesland:
- Radweg Hamburg-Rügen
- Ochsenweg
- NOK-Route
- Ostseeküsten-Radweg
- Eider-Treene-Sorge Radweg
- Wikinger-Friesen-Weg
- Elberadweg
- Nordseeküsten-Radweg
- Mönchsweg
- Grenzroute
- Alte Salzstraße
- Holsteinische Schweiz-Radtour
- Iron Curtain Trail

Aktuell befinden sich in der Metropolregion Hamburg 5 Radschnellwege auf schleswig-holsteinischem Gebiet in Planung:
- Elmshorn – Hamburg
- Bad Bramstedt – Hamburg
- Ahrensburg – Hamburg
- Geesthacht – Hamburg
- Bad Schwartau – Lübeck – Groß Grönau

Die 4,2 km lange Veloroute 10 in Kiel gilt als Schleswig-Holsteins erster Fahrradschnellweg. Sie wurde auf einem ehemaligen Gütergleis gebaut und verbindet den Stadtteil Hassee mit dem Holstein-Stadion.

### Bildung

#### Schulen

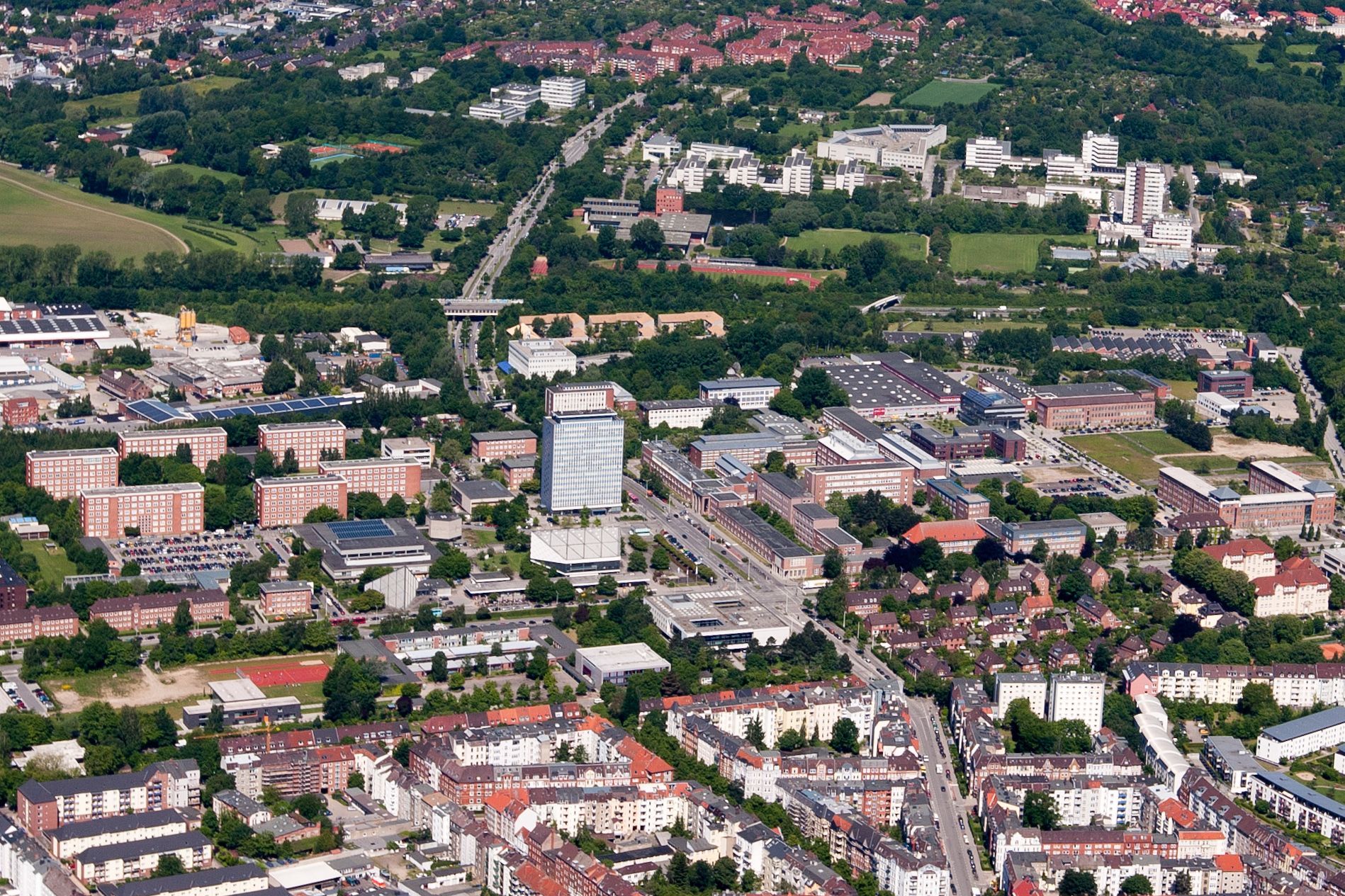
Campus der CAU Kiel

Im Schuljahr 2007/08 besuchten 36 % der 335.473 Schüler an allgemeinbildenden Schulen eine Grundschule, 25 % ein Gymnasium, 18 % eine Realschule, 11 % eine Hauptschule, 6 % eine Gesamtschule und 3 % eine Sonderschule. Weiterhin gibt es freie Waldorfschulen (1 % der Schüler) und Abendgymnasien (0,1 %).
Eine Besonderheit an der schleswig-holsteinischen Bildungslandschaft sind die insgesamt 48 dänischen Schulen im Landesteil Schleswig, die vom Dänischen Schulverein für Südschleswig getragen werden. Die hier erworbenen zweisprachigen Schulabschlüsse werden ohne Weiteres sowohl in Deutschland als auch in Dänemark anerkannt.
Beim Bildungsmonitor 2017 wurden die Bildungssysteme der Bundesländer miteinander verglichen auf Basis von zwölf verschiedenen Indikatoren, wie z. B. Bildungsarmut oder Förderinfrastruktur. Schleswig-Holstein belegte den 13. Platz, im Jahr 2018 den 10.
Schleswig-Holstein hat im Vergleich der Bundesländer (Stand 2013) mit ungefähr 16,5:1 das deutschlandweit höchste Schüler zu Lehrkräfteverhältnis (Bundesdurchschnitt: 15,2:1). Im bundesweiten Vergleich ist Schleswig-Holstein seit 2011 jedes Jahr unter den drei Bundesländern, die je Schüler an allgemeinbildenden und beruflichen Schulen am wenigsten für Bildung ausgeben.

#### Wissenschaft und Forschung
Schleswig-Holstein verfügt über drei Universitäten, wobei aber nur die traditionsreiche, 1665 gegründete Christian-Albrechts-Universität zu Kiel eine Volluniversität ist. Daneben hat die Universität Lübeck eine medizinische und eine technisch-naturwissenschaftliche Fakultät. Die Universität Flensburg ist aus der Pädagogischen Hochschule hervorgegangen. Ferner gibt es im Land die Muthesius Kunsthochschule Kiel, die Musikhochschule Lübeck, die Fachhochschule Kiel (mit weiteren Standorten in Neumünster und Osterrönfeld), die Technische Hochschule Lübeck, Hochschule Flensburg (Fachhochschule), die Fachhochschule Westküste und die Fachhochschule für Verwaltung und Dienstleistung. Darüber hinaus gibt es in Schleswig-Holstein drei private Hochschulen (Nordakademie, Duale Hochschule Schleswig-Holstein und Fachhochschule Wedel). Insgesamt studierten im Wintersemester 2003/04 in Schleswig-Holstein 45.542 Personen, davon 26.510 an Universitäten und 16.973 an Fachhochschulen.
Die Universitäten des Landes bilden mit der Wissenserzeugung und -vermittlung ein starkes Rückgrat des Forschungssystems in Schleswig-Holstein, das durch zahlreiche außeruniversitäre Forschungsinstitute ergänzt wird. Forschung auf anerkannt hohem und internationalem Niveau wird in Schleswig-Holstein in Bereichen wie Meeresforschung, Biomedizin und Medizintechnik sowie in den Natur- und Ingenieurwissenschaften betrieben.
Schleswig-Holstein hat mit 6100 Euro je Studierenden im Bundesländervergleich die fünftniedrigsten laufenden Ausgaben (Grundmittel ausschließlich medizinische Einrichtungen) für Lehre und Forschung an öffentlichen Hochschulen (Bundesdurchschnitt: 6300 Euro).
Außeruniversitäre Forschungsinstitute spannen dabei den Bogen von der Grundlagenforschung zum Anwendungsbezug bis hin zum Wissens- und Technologietransfer. Die Forschungsinstitute gehören mehrheitlich den großen nationalen Forschungsorganisationen wie Max-Planck-Gesellschaft, Leibniz-Gemeinschaft und Fraunhofer-Gesellschaft an. Drei der schleswig-holsteinischen außeruniversitären Forschungseinrichtungen sind Teil der größten deutschen Wissenschaftsorganisation, der Helmholtz-Gemeinschaft Deutscher Forschungszentren: Die Biologische Anstalt Helgoland (Alfred-Wegener-Institut für Polar- und Meeresforschung), das Helmholtz-Zentrum Geesthacht – Zentrum für Material- und Küstenforschung im Kreis Herzogtum Lauenburg und das Helmholtz-Zentrum für Ozeanforschung Kiel.

## Kultur
Die Kultur Schleswig-Holsteins ist – bedingt nicht zuletzt durch die dänischen und friesischen Einflüsse – recht vielfältig. Sie ist geprägt von historisch-geografischen Faktoren wie der Lage zwischen Nordsee und Ostsee sowie der früheren bäuerlichen Kultur. Besonders im Norden des Landes ist der skandinavische Einfluss in der Architektur und Wohnkultur erkennbar. Es entstand eine Bautypologie, die von rotem oder gelbem Backstein als Baumaterial geprägt ist sowie von einer kompakten, auf die Witterung angepassten Bauweise.

### Regelmäßige Veranstaltungen

#### Veranstaltungsübersicht
- Schleswig-Holstein Musik Festival
- JazzBaltica
- Folkbaltica
- Schleswig-Holstein-Tag, 1978 bis 2012
- De danske årsmøder i Sydslesvig
- Kieler Woche
- Travemünder Woche
- Holstenköste Neumünster
- Windsurf World Cup Sylt in Westerland auf Sylt
- Deutsche Beachvolleyball-Meisterschaft am Timmendorfer Strand
- NORLA, eine Landwirtschaftsmesse in Rendsburg
- NordBau, Baufachmesse in Neumünster
- Wacken Open Air
- Nordische Filmtage Lübeck
- Karl-May-Spiele Bad Segeberg

Siehe auch: Tourismus in Schleswig-Holstein#Regelmäßige Veranstaltungen (Auswahl)

#### Nordische Filmtage
Die Nordischen Filmtage Lübeck sind ein traditionsreiches Filmfestival. Zu sehen sind Produktionen aus Dänemark, Schweden, Norwegen, Island, Finnland, Estland, Lettland und Litauen.

### Musik
In musikalischer Hinsicht beheimatet das Land mit dem 1986 von Justus Frantz gegründeten Schleswig-Holstein Musik Festival eines der größten Klassikfestivals Europas. Es präsentiert alljährlich im Juli und August rund 130 Konzerte vor über 100.000 Besuchern, verteilt auf 30–50 Spielstätten im ganzen Land. Daneben fanden im Rahmen der Orchesterakademie bis 2011 im Landeskulturzentrum Salzau sowie heute noch die Meisterkurse an der Musikhochschule Lübeck sowie der Chorakademie eine international renommierte Nachwuchsförderung von Hochbegabten aus aller Welt statt.
Die Eutiner Festspiele (Oper im Schlossgarten) wurden 1951 aus Anlass des 125. Todestages des in Eutin geborenen Komponisten Carl Maria von Weber gegründet. Ausgehend von Aufführungen der Weber-Oper „Der Freischütz“ hat sich eine Veranstaltungsreihe (pro Jahr drei Opern in 22–25 Aufführungen im Eutiner Schlosspark) entwickelt, die jährlich fast 50.000 Besucher nach Ostholstein zieht.
International bekannt ist das alljährliche Wacken Open Air, das weltgrößte Metal-Festival. Seit 1989 findet um Pfingsten das Bluesfest Eutin mit bis zu 15.000 Besuchern statt.

### Theater
Schleswig-Holstein besitzt – neben einer Vielzahl kleinerer Bühnen – drei große Mehrspartentheater: das Theater Lübeck, das Theater Kiel sowie das Schleswig-Holsteinische Landestheater mit Sitz in Schleswig. Bekannt sind die alljährlichen Karl-May-Spiele Bad Segeberg.

### Denkmale
In Schleswig-Holstein gibt es eine Vielzahl von Denkmalen. Etwa ein Drittel der Baudenkmale des Landes befinden sich in Lübeck. Teile der Lübecker Altstadt und der wikingerzeitliche Handelsplatz Haithabu und das Grenzbauwerk Danewerk sind als UNESCO-Weltkulturerbe anerkannt.

### Museen
Das Spektrum der rund 250 schleswig-holsteinischen Museen ist breit gefächert: Es reicht von den zentralen Landesmuseen der Stiftung Schloss Gottorf über die historischen Schlösser und großen Häuser in den Städten bis hin zu einer Vielzahl sehenswerter Heimatmuseen, die Vergangenheit und Eigenheit von Land und Leuten vermitteln, etwa das Carl-Haeberlin-Friesenmuseum in Wyk auf Föhr. Im Museum der Nolde Stiftung Seebüll in Seebüll sind Werke des expressionistischen Malers Emil Nolde in dessen ehemaligem Wohnhaus zu sehen. Das Schleswig-Holsteinische Freilichtmuseum in Molfsee zeigt historische Gebäude aus dem ganzen Land.
In Kiel schlossen sich acht Sammlungen und Museen zum Verbund museen am meer zusammen. Dazu gehören die Antikensammlung von Joachim Raeder in der Kunsthalle zu Kiel, das Aquarium GEOMAR, die Medizin- und Pharmaziehistorische Sammlung, die Stadtgalerie Kiel, das Stadt- und Schifffahrtsmuseum Warleberger Hof und Fischhalle sowie das Zoologische Museum Kiel. Die Arbeit der städtischen Museen in Lübeck (Museum im Holstentor, Behnhaus, Museumsquartier St. Annen, Museum für Natur und Umwelt Lübeck, völkerkundliche Sammlung, Industriemuseum Geschichtswerkstatt Herrenwyk, Buddenbrookhaus und Günter-Grass-Haus) wird von der Kulturstiftung Hansestadt Lübeck organisiert.
Die Grenz-Dokumentationsstätte Lübeck-Schlutup befand sich bis Ende 2024 in Trägerschaft eines Vereins. Seit Anfang 2025 ist die Trägerschaft auf die Hansestadt Lübeck übergegangen und soll später auf eine Stiftung übertragen werden. Sie zeigt die Geschichte der Innerdeutschen Grenze im Abschnitt zwischen Schleswig-Holstein und der Deutsche Demokratische Republik. Lübeck war die einzige westdeutsche Großstadt, die direkt an der Innerdeutschen Grenze lag.
Die Geschichte des UNESCO-Weltkulturerbes Haithabu und Danewerk wird im Wikinger Museum Haithabu und im Danevirke Museum unweit der Stadt Schleswig vermittelt.

### Bibliotheken und Archive
Zu den wichtigsten Bibliotheken gehören die Schleswig-Holsteinische Landesbibliothek, die Universitätsbibliothek Kiel, die Stadtbibliothek (Lübeck) und die Eutiner Landesbibliothek. Von besonderer Bedeutung für die Hansegeschichte ist das Archiv der Hansestadt Lübeck. Das Landesarchiv Schleswig-Holstein befindet sich in Schleswig.

### Architektur
Landestypische historische Gebäude sind im Freilichtmuseum Molfsee – Landesmuseum für Volkskunde ausgestellt.

## Sport

### Wassersport

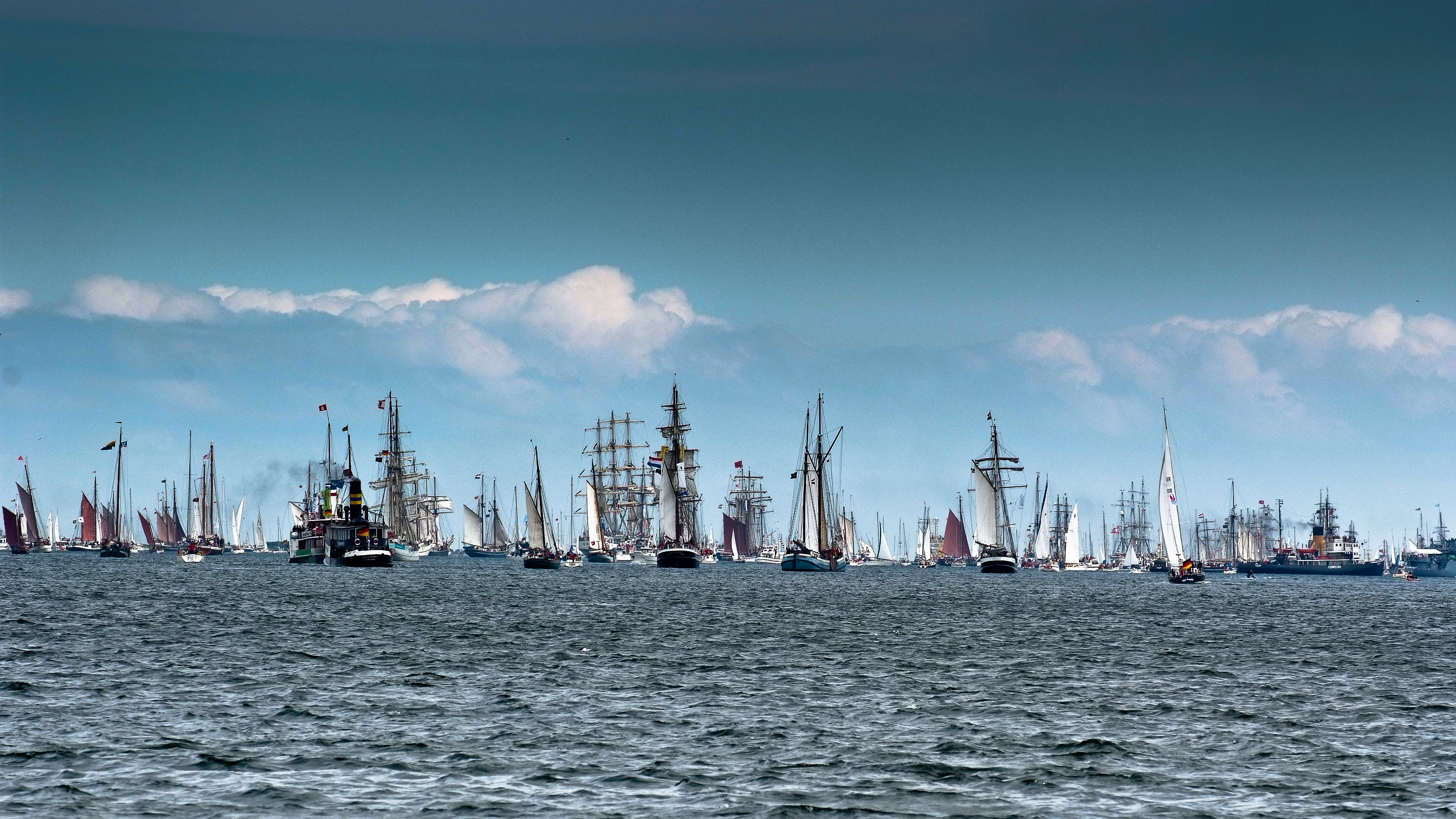
Die Windjammerparade in der Kieler Woche ist eine der weltweit größten Segelveranstaltungen.

Durch die langen Küsten ist der Wassersport ebenso populär wie das Angeln, vor allem aber ist Kiel eine der Weltmetropolen des Segelns, anerkannt durch die Segelwettbewerbe der Olympischen Sommerspiele 1936 und Olympischen Sommerspiele 1972. Mit der Kieler Woche und der Travemünder Woche ist das Land Ausrichter von zwei der größten und traditionsreichsten Segelwettbewerbe der Welt. Auf der Flensburger Förde tragen die Segler traditionell während der herbstlichen Förde-Woche die letzten Segelwettkämpfe des Jahres aus. Die älteste Regatta des Landes dürfte die Aalregatta sein, die lange Zeit als Eröffnungsregatta in die Kieler Woche integriert war. Insgesamt sind im Land in 230 Vereinen etwa 32.000 Segler organisiert.
Sylt und Fehmarn gelten als Mekka vieler Windsurfer. Das Rudern hat in Ratzeburg ein Bundesleistungszentrum und einen Olympiastützpunkt. Unter anderem wurden die erfolgreichen Deutschland-Achter von 1960 und 1968 in Ratzeburg gebildet. Seit etwa 2000 hat sich das Kitesurfen an der Ost- und der Westküste etabliert. In St. Peter-Ording finden zahlreiche Wettbewerbe in dieser Sportart statt.

### Handball
Schleswig-Holstein beheimatet zwei Handballvereine, die regelmäßig an der Spitze der Bundesliga, des europäischen und des Welthandballs spielen: den THW Kiel und die SG Flensburg-Handewitt. Diesen Anspruch konnten sie in den Jahren 2007 und 2014 mit einem rein schleswig-holsteinischen Champions-League-Finale untermauern, das die Kieler „Zebras“ 2007 gegen den Rivalen von der dänischen Grenze für sich entscheiden konnten, während die SG Flensburg-Handewitt 2014 als Sieger aus dem Finalspiel gegen den THW Kiel hervorging. Bundesligisten im Handball waren zeitweise auch der VfL Bad Schwartau (seit 2017 firmierend als VfL Lübeck-Schwartau), TSB Flensburg, die SG Weiche-Handewitt und der TSV Altenholz; der Handewitter SV aus der ehemaligen Spielgemeinschaft Weiche-Handewitt bildet jetzt zusammen mit dem TSB Flensburg die SG Flensburg-Handewitt.

### Fußball
Bundesweit bekannt sind die Traditionsvereine VfB Lübeck (Regionalliga Nord, Stadion an der Lohmühle) und Holstein Kiel, (Holstein-Stadion), der 1912 Deutscher Fußballmeister war.
Schleswig-Holstein war mit Holstein Kiel in der Saison 2024/25 erstmals in der Fußball-Bundesliga vertreten. Vor Gründung der 1. Liga 1963 spielten Holstein Kiel (1947–1963) und der VfB Lübeck (1947–1950, 1952–1954, 1957/58, 1959–1961 und 1962/63) in der Oberliga Nord, der damals höchsten Spielklasse. Neben den beiden spielten außerdem der Itzehoer SV (1950/51), der Heider SV (1956/57 und 1960/61), der VfR Neumünster (1955–1963) und der 1. FC Phönix Lübeck (1957–1960) in der Oberliga und zuvor waren zwischen 1933 und 1944 insgesamt 14 Clubs in der Gauliga Nordmark und Gauliga Schleswig-Holstein erstklassig. Der TSV Uetersen wurde 1950 Meister der drittklassigen Hamburger Germania-Staffel und stieg in die Hamburger Amateurliga auf, deren Meistertitel 1956/57 errungen wurde. Der VfB Lübeck stieg jeweils 1995 und 2002 für kurze Zeit in die Zweite Bundesliga auf und erreichte 2004 das Halbfinale des DFB-Pokals.

### American Football
Mit den Kiel Baltic Hurricanes des ASC Kiel hat Schleswig-Holstein einen Erstligisten im American Football. Die Mannschaft spielt in der GFL, der höchsten nationalen Liga. Am 9. Oktober 2010 standen die Hurricanes gegen die Berlin Adler im Endspiel (German Bowl), welches sie mit 17:10 gewannen. Ein Jahr später verloren sie das Endspiel gegen die Schwäbisch Hall Unicorns mit 44:48. Im Folgejahr gelang wiederum der Einzug ins Endspiel, das wieder gegen Schwäbisch Hall verloren wurde. Seitdem war meistens im Halbfinale Endstation, jedoch gelang auch 2013, 2014 und 2015 die Qualifikation für die Playoffs. Seit Einführung der Big6 European Football League als Ersatz für den alten Eurobowl hat Kiel an den beiden Ausgaben des EFL Bowl teilgenommen und beide Ausgaben gewonnen.

### Sonstige Sportarten
Mitgliedsstärkster Sportverein im Landessportverband Schleswig-Holstein ist der Kieler MTV.
Beim VfB Lübeck wird neben Fuß- und Handball auch Tischtennis gespielt; sowohl Damen als auch Herren waren lange Zeit in der Bundesliga vertreten, die Herren gewannen einmal den Europapokal (ETTU-Cup). Unter dem Dach des VfB Lübeck wird ebenfalls erfolgreich Badminton gespielt, dort befindet sich ein Bundesnachwuchsstützpunkt. Lübeck, Kiel und Flensburg sind traditionsreiche Stätten des Boxsports.
An der Westküste in Nordfriesland und Dithmarschen ist das Boßeln recht populär. Faustball-Hochburgen sind Kellinghusen, Schülp b. Nortorf und Gnutz. In Timmendorfer Strand wird seit Ende der 1980er Jahre Eishockey gespielt. Der Verein war besonders Anfang der 1990er Jahre erfolgreich und ist momentan der einzige aktive Eishockey-Verein in Schleswig-Holstein (Stand 2014).
Jährlich finden in Brokstedt und auf dem Dithmarschen-Ring in Albersdorf (Holstein) Speedwayrennen statt. In Jübek wurden auf dem Egon-Müller-Ring mehrere WM-Finalläufe und Langbahn-WM-Grand-Prix-Rennen ausgetragen. Weitere Sportarten wie das Reiten sind ebenfalls populär und haben viele Spitzensportler hervorgebracht.
Die Volleyball-Männer des Kieler TV spielen in der 2. Bundesliga Nord.
Der SK Doppelbauer Kiel spielt in der Saison 2023/24 in der Schachbundesliga. In den Jahren 2001 bis 2003 wurde der Lübecker Schachverein von 1873 dreimal deutscher Meister.
Als erstes deutsches Bundesland hat Schleswig-Holstein im Jahr 2019 eine von politischer Seite ausgelobte Förderung für den E-Sport bereitgestellt. Mit dem zur Verfügung gestellten Geld wurde das erste deutsche Landeszentrum für E-Sport (LEZ) gegründet.

## Ehrenbürger
Sieben Personen sind bisher Ehrenbürger von Schleswig-Holstein geworden:
- Helmut Schmidt (1918–2015), 1998, früherer deutscher Bundeskanzler, Mitglied des Deutschen Bundestages
- Uwe Ronneburger (1920–2007), 2000, früherer stellvertretender Bundesvorsitzender und schleswig-holsteinischer Landesvorsitzender der Freien Demokratische Partei (FDP), Mitglied des Deutschen Bundestages
- Gerhard Stoltenberg (1928–2001), postum 2002, früherer Ministerpräsident von Schleswig-Holstein und früherer Bundesminister der Verteidigung und der Finanzen, Mitglied des Deutschen Bundestages
- Siegfried Lenz (1926–2014), 2004, bekannter deutscher Autor (viele seiner Geschichten spielen in Schleswig-Holstein), der einen Teil des Jahres in Tetenhusen bei Rendsburg lebte.
- Armin Mueller-Stahl (* 1930), 2010, Schauspieler, der in Schleswig-Holstein lebt und sich für die Musikhochschule Lübeck und verschiedene Schleswig-Holsteiner Museen engagiert.[127]
- Heide Simonis (1943–2023), 2014, frühere Ministerpräsidentin Schleswig-Holsteins (1993–2005)[128]
- Günther Fielmann (1939–2024), 2016, Unternehmer für Augenoptik[129]